# Військова історія США

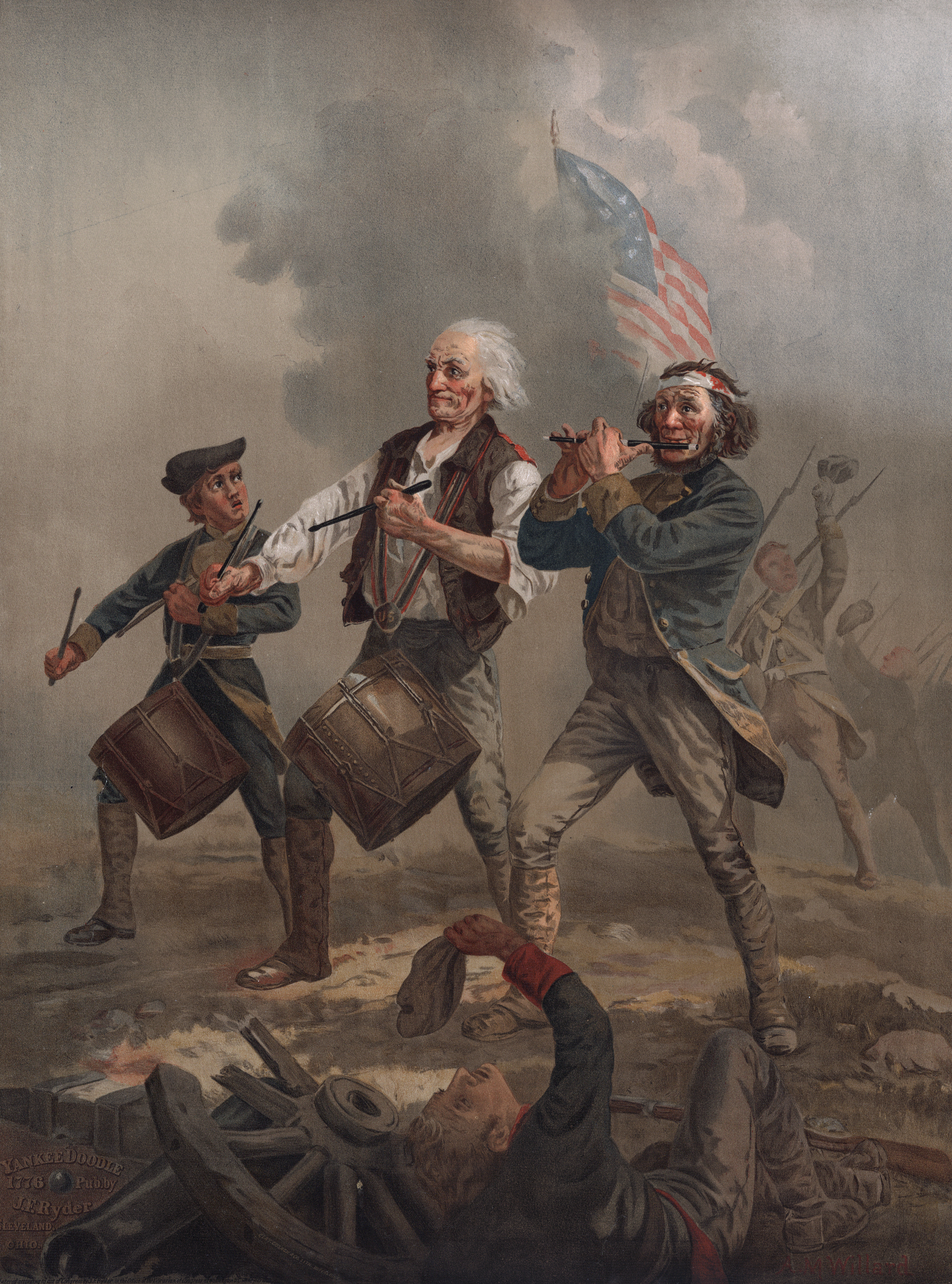
Виконання Янкі-Дудл у бою. 1776

Військова історія Сполучених Штатів — історія війн та розвитку військової справи у Сполучених Штатах Америки, що налічує майже два з половиною століття та невід'ємно пов'язана з історією становлення та відбудови держави та створення американської нації. Інституції, на які покладався захист політичних та економічних інтересів США, прав та свободи тамтешнього населення, споконвічно об'єднували як військові, так і цивільні структури, організації й установи. Протягом багатьох десятиліть від часів заснування 13 колоній на східному берегу США, початку боротьби колоністів за незалежність від британської корони (1775—1783), крізь найкривавішу та виснажливу Громадянську війну (1861—1865) за становлення нації, глобальні Першу та Другу світові війни, Холодну війну з протистоянням світових систем у Кореї, В'єтнамі, на Близькому Сході та до сучасної війни проти тероризму кувалась військова міць Сполучених Штатів, яка дозволила їй стати найпотужнішою військовою державою у світі.
Історія американського війська та участі її вояків у війнах, у яких воно брало участь, величезна, складна та контроверсійна, й має багато вирішальних прикладів як позитивного, так і негативного впливу на американське суспільство та історію держави. Історія збройних сил США, що за вживаною у державі традицією становить усталений термін «військовики», охоплює історії розвитку її армії, флоту, повітряних сил та морської піхоти, які підкоряються міністерству оборони США, а також берегової охорони, що перебуває під владою міністерства національної безпеки. У відповідності до Конституції Верховним головнокомандувачем Збройних сил США є Президент країни, який керує ними через секретаря оборони та об'єднаний комітет начальників штабів. Він також є вищим військовим керманичем міліції штатів та частин Національної гвардії. Губернатори штатів мають право контролю над сухопутним та повітряним компонентами Національної гвардії.
У 1775 році континентальний конгрес заснував Континентальну армію й на чолі її поставив генерала Джорджа Вашингтона. Протягом декількох років через поразки та перемоги народжена армія за підтримки міліції, французьких армії та флоту, іспанських ВМС билася проти військ британської корони, поки в 1781 році остаточно не розгромила противника та не здобула для колоністів Америки вирішальну перемогу. У 1789 році нова Конституція визначила Президента головнокомандувачем своїх збройних сил, із залишенням права Конгресу оголошувати війну.

## Колоніальні війни (1620—1774)
Військова історія Сполучених Штатів має своїм корінням заселення переселенцями з Європи атлантичного узбережжя Північної Америки. Колоністи, полюючи та здобуваючи собі споживок, поступово організовувались у містечкові озброєні загони, метою яких було вижити в диких умовах Нового світу. Часто ці загони вступали у сутички з тамтешнім населенням Америки — індіанцями, та часто-густо протистояли спробам рейдових дій сусідніх поселенців з інших країн Європи в боротьбі за найкращі місця та їжу. Поступово в колоніальних поселеннях утворилась міліція, члени якої обов'язково мали утримувати зброю, проходити підготовку та бути в постійній бойовій готовності до відбиття ворожих нападів. Контроль над цими парамілітарними формуваннями належав місцевій владі, найпочесніші громадяни та обрані члени громад всебічно сприяли тому, щоб власні загони самооборони були здатні протистояти противникові. Так, в Америці зародилась шаноблива традиція цивільного контролю над збройними силами, яка продовжує бути нарізним камінням державної влади США.

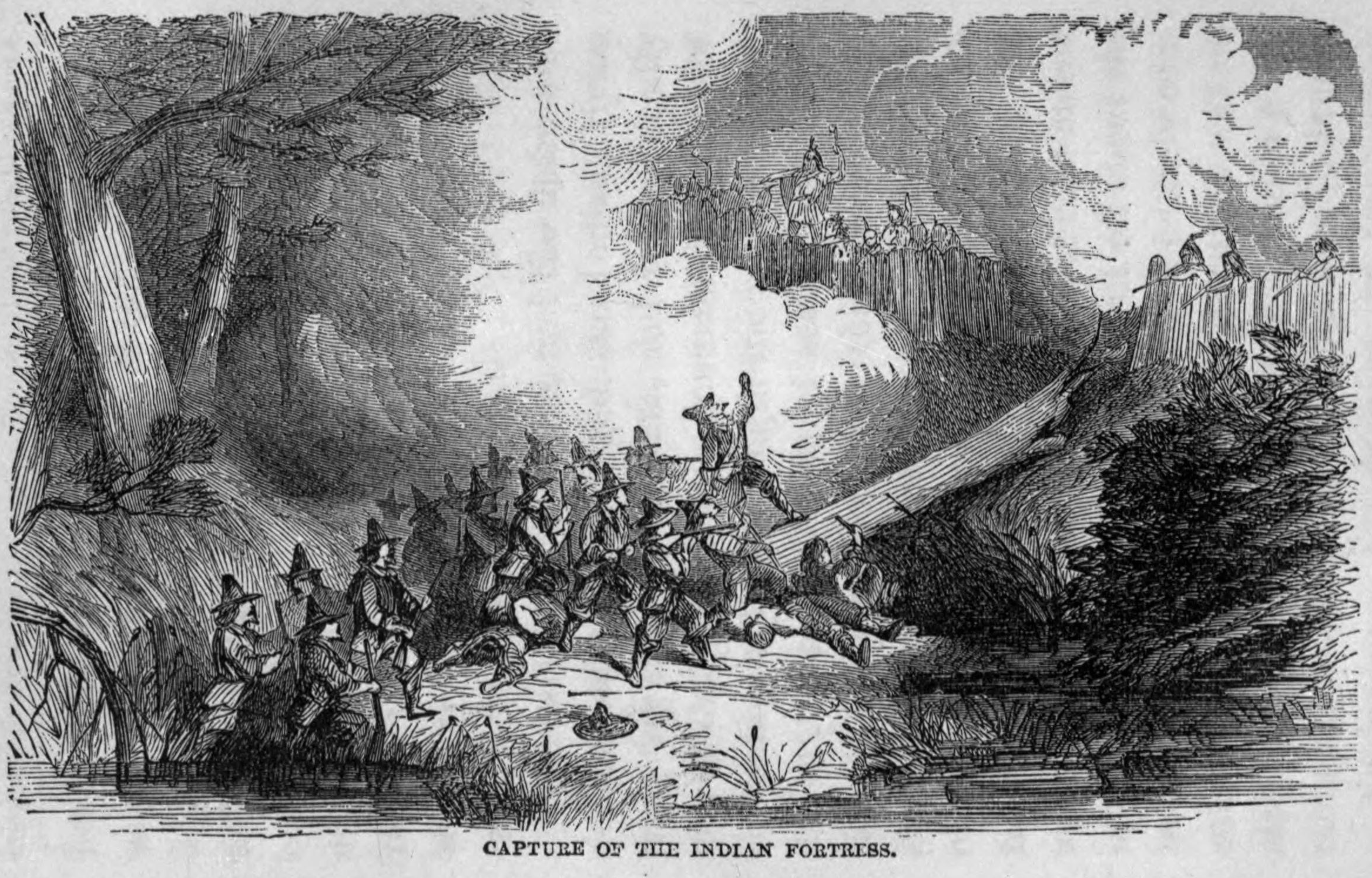
Штурм колоністами наррагансеттської фортеці Метакомета. Війна Короля Філіпа. Грудень 1675

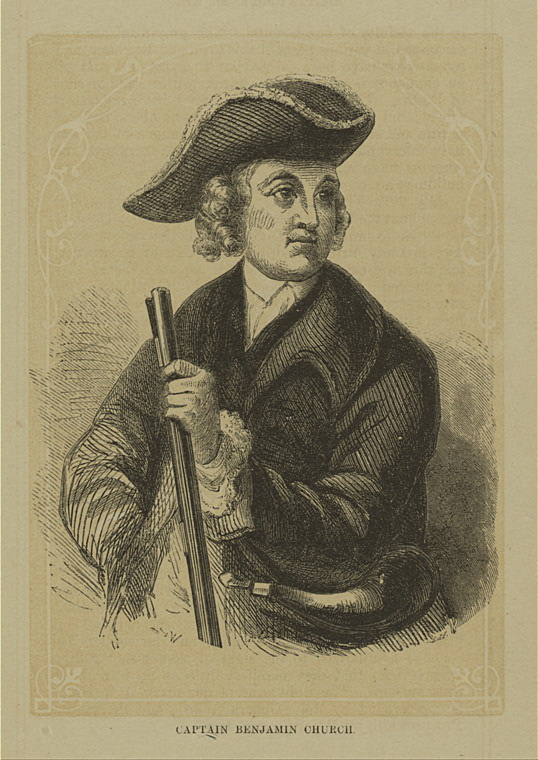
Полковник Бенджамін Черч (1639—1718) — батько-засновник американських рейнджерів

Зрідка такі загони отримували допомогу з боку регулярних частин армії та королівського флоту Британії, коли під загрозу ставали інтереси, що могли вплинути на колоніальну політику імперії. Як правило, розмах цих озброєних протистоянь носив виключно локальний характер та в разі розпалу значних воєнних дій, містечкова міліція намагалась не заглиблюватися на значну відстань від рідних земель.
На первинній фазі британської колонізації Північної Америки, озброєні сутички в 13-ти колоніях, що згодом стали основою США, носили осередковий характер і були наслідком конфліктів британських колоністів з індіанськими племенами, що населяли схід Америки. У 1637 році загони колоністів брали участь у Пекотській війні, у 1675 — у війні короля Філіпа, в 1715 — у воєнних діях Ямашинської війни та в 1722 році — у війні Даммера, або так званій війні отця Реля.
Поступово, в міру розширення колоніальних володінь Великої Британії, Голландії, Іспанії та Франції в східній частині Нового світу, розпал та масштаби бойових дій і чисельності збройних контингентів зростали. Починаючи з 1689 року, американські колонії стали свідками боїв французько-індіанських війн, найбільшою з яких стала війна королеви Анни. Під час цього збройного конфлікту британська армія разом з колоністами завоювала французьку колонію Акадія. В останніх битвах французько-індіанських війн британцям вдалося захопити усі французькі колонії в Північній Америці. Під час цих війн багато колоністів здобули чималий воєнний досвід, зокрема полковник вірджинської міліції Джордж Вашингтон.

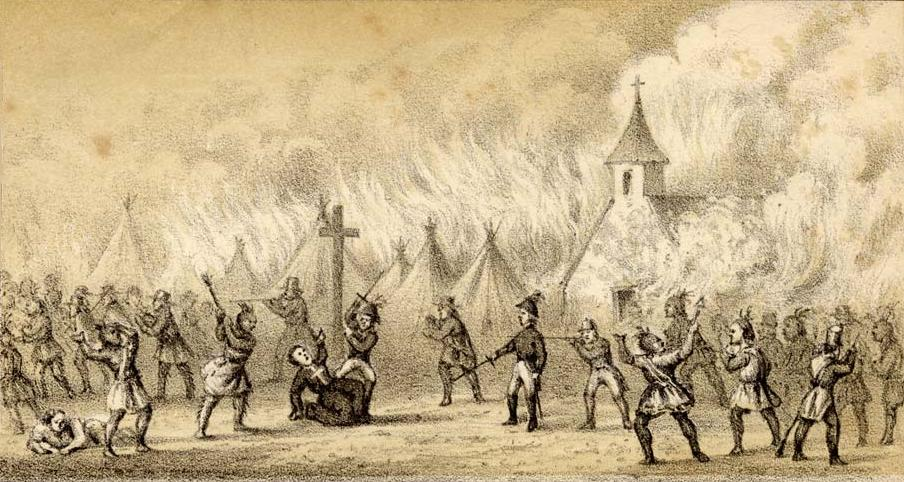
Вбивство англійцями та могавками батька єзуїтів. Війна Даммера. 23 серпня 1724

## Війна за незалежність (1775—1783)
У другій половині XVIII століття політичні суперечки між монархічною владою Об'єднаного королівства та колоніальним суспільством поступово набирали обертів. У 1774 році протистояння між 13 колоніями та Британією досягло свого піку, коли в провінції Массачусетс чиновниками британської корони було введено воєнний стан через протести Патріотів проти податкової політики метрополії. 19 квітня 1775 року між прибічниками монархії та поборниками свобод сталися перші збройні сутички біля Лексінгтона та Конкорда, потім міліція перетнула Нову Англію та заблокувала британців у Бостоні.

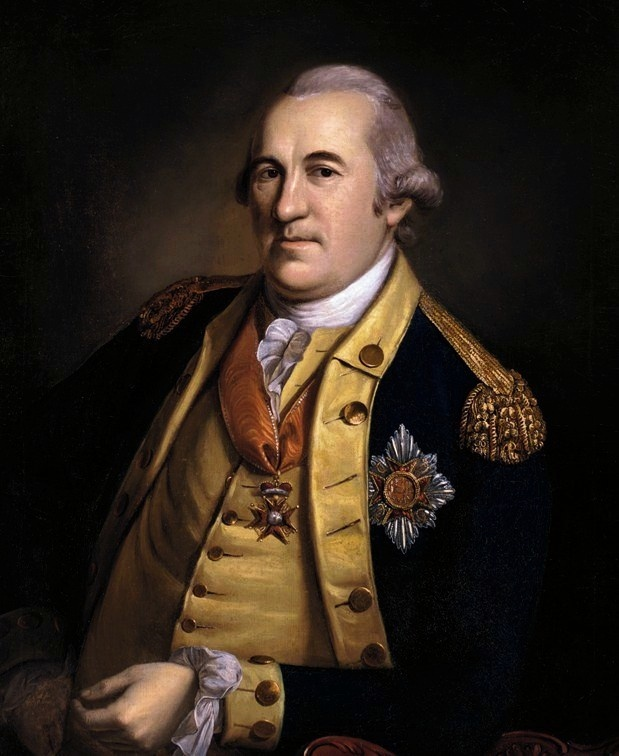
Барон генерал Фрідріх Вільгельм фон Штойбен (1730—1794)

Тим часом, на тлі війни за незалежність Континентальний конгрес призначив Дж. Вашингтона головнокомандувачем знов створеної Континентальної армії. Той вибив з Бостону британські війська, проте літом 1776 року на бунтівні колонії обрушилися регулярні війська Великої Британії, захопили Нью-Йорк та майже знищили армію Вашингтона.
Спочатку британці зневажливо ставилися до напіввійськових загонів повстанців, вважаючи їх голодранцями та бешкетниками, як недостойних поваги. Протистояння сторін мало явно нерівний характер, регулярні формування британської армії переважали за усіма параметрами свого противника, але з часом «виключна сміливість, віра у свою справу та готовність до самопожертви» кардинально змінили картину. Поступово американські колоністи, майстерно використовуючи своє знання місцевості, підтримку місцевого населення, спрагу до свободи, переломили ситуацію на свою користь.
4 липня 1776 року повсталі 13 колоній проголосили свою повну незалежність від британської корони та нарекли свою країну — Сполучені Штати Америки.

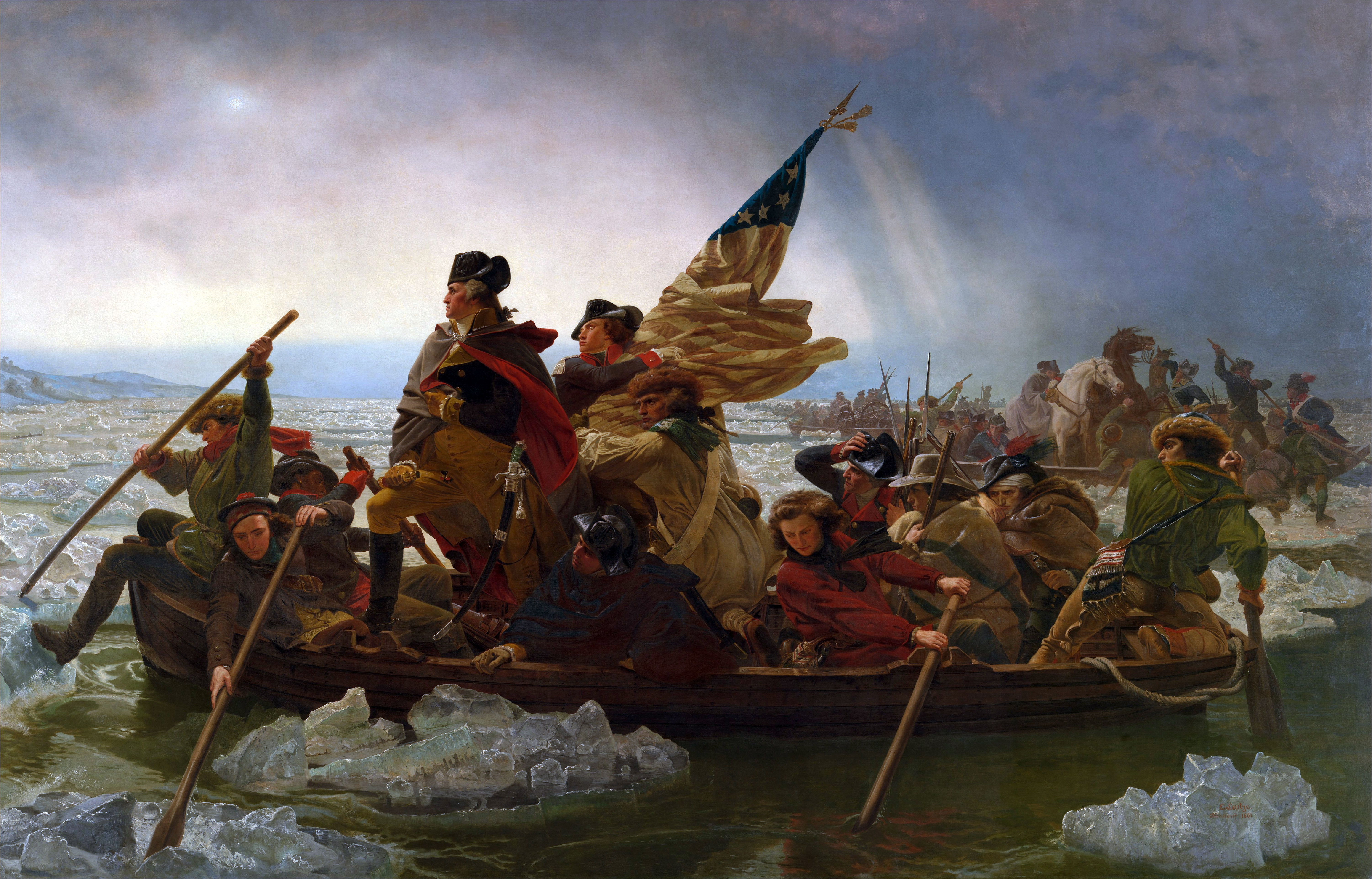
Вашингтон переправляється через Делавер. Війна за незалежність США. 26 грудня 1776

Британці, тим часом, намагаючись розчавити бунтівницькі сили американців, проте, через неузгодженість дій, відсутність єдиного керівництва та ясної політики стосовно колоній, зазнали поразки. Використовуючи Королівський флот, командуванню британських сил вдалося захопити морські порти на атлантичному узбережжі, але контроль над ними поступово був втрачений.
У 1777 британці розпочали з Канади масштабну спробу атакувати молоду американську армію, втім у битві при Саратозі вони зазнали нищівної поразки та змушені були втекти. З прибуттям генерала фон Штойбена Континентальна армія зазнала колосальних змін, у лавах формувань, які до того більше нагадували партизанські загони, розпочала насаджуватися військова дисципліна, підрозділи займатися бойовою підготовкою; армія стала перетворюватися на серйозну військову силу. А з вступом у війну проти британців її давніх конкурентів на континенті Франції та Іспанії, панування на морі навколо колоній зійшло нанівець. Поволі війна за незалежність Сполучених Штатів все більше набувала рис світового конфлікту. На стороні американців скоро встали Нідерланди з їхнім потужним флотом, і британські війська виявилися поодинці; ніхто крім декількох племен не підтримував їх у воєнних діях.

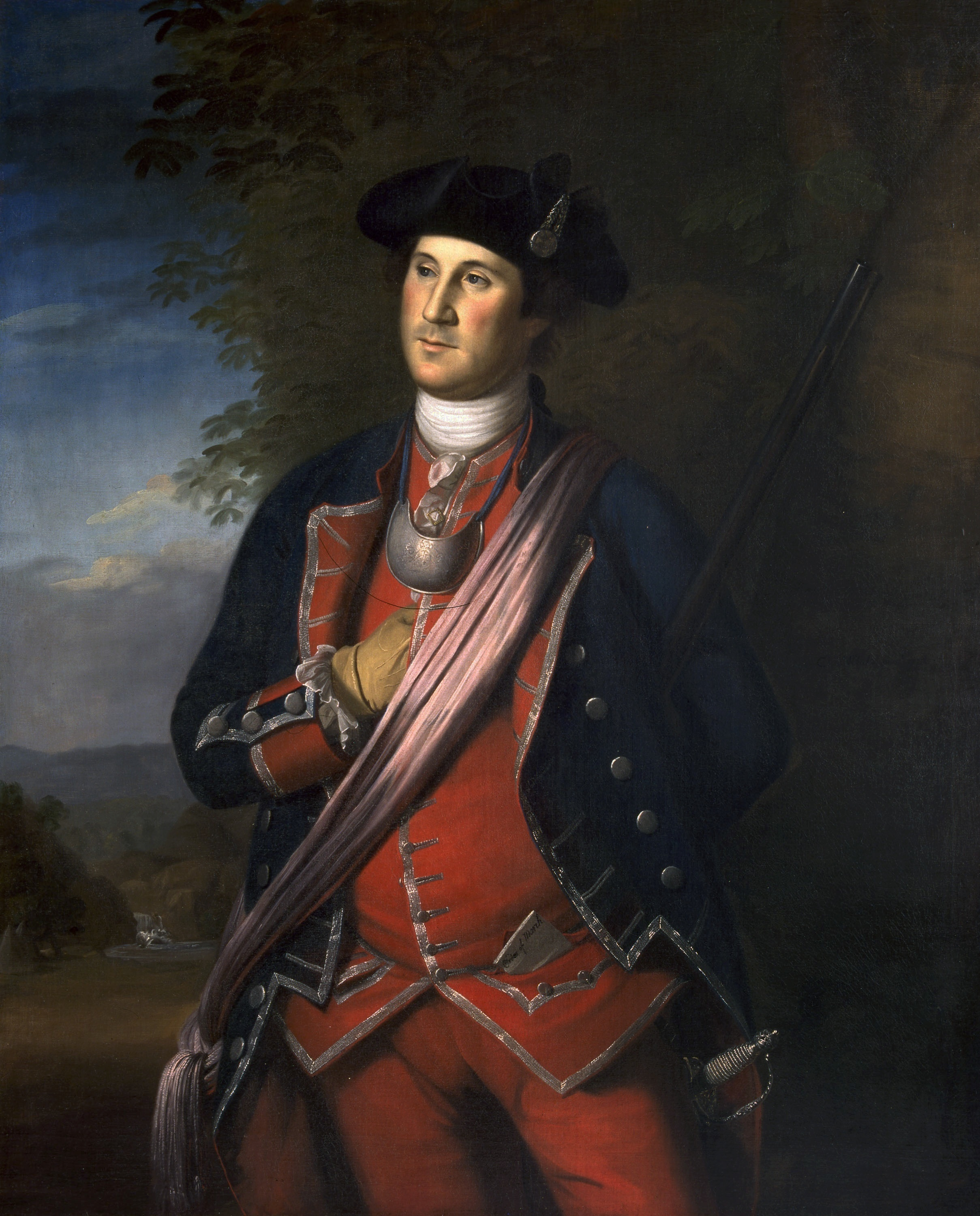
Джордж Вашингтон (1732—1799) — перший президент США, батько-засновник США, головнокомандувач Континентальної армії, учасник війни за незалежність Північноамериканських штатів, національний герой країни

Особливо запеклі бої розгорнулися у південних американських штатах у 1779 році, низка перемог дозволила британським військам майже знищити місцевих загони самооборони та парамілітарні підрозділи, проте, генерал Н. Грін перейшов до тактики партизанської війни. Вміло організована боротьба американського населення врешті-решт не дозволила британцям закріпити свої досягнення та змусили їх розпорошувати свої сили в пошуках та знищенні поодиноких загонів. У 1781 році головні сили британської армії в Америці були розгромлені американською та французькою арміями в битві під Йорктауном. Одночасно, французький флот блокував морські сили противника. Тотальна поразка британських колоніальних сил у Північній Америці призвела до відмови Великої Британії від зазіхань на колишні колонії та визнання нею незалежності США.

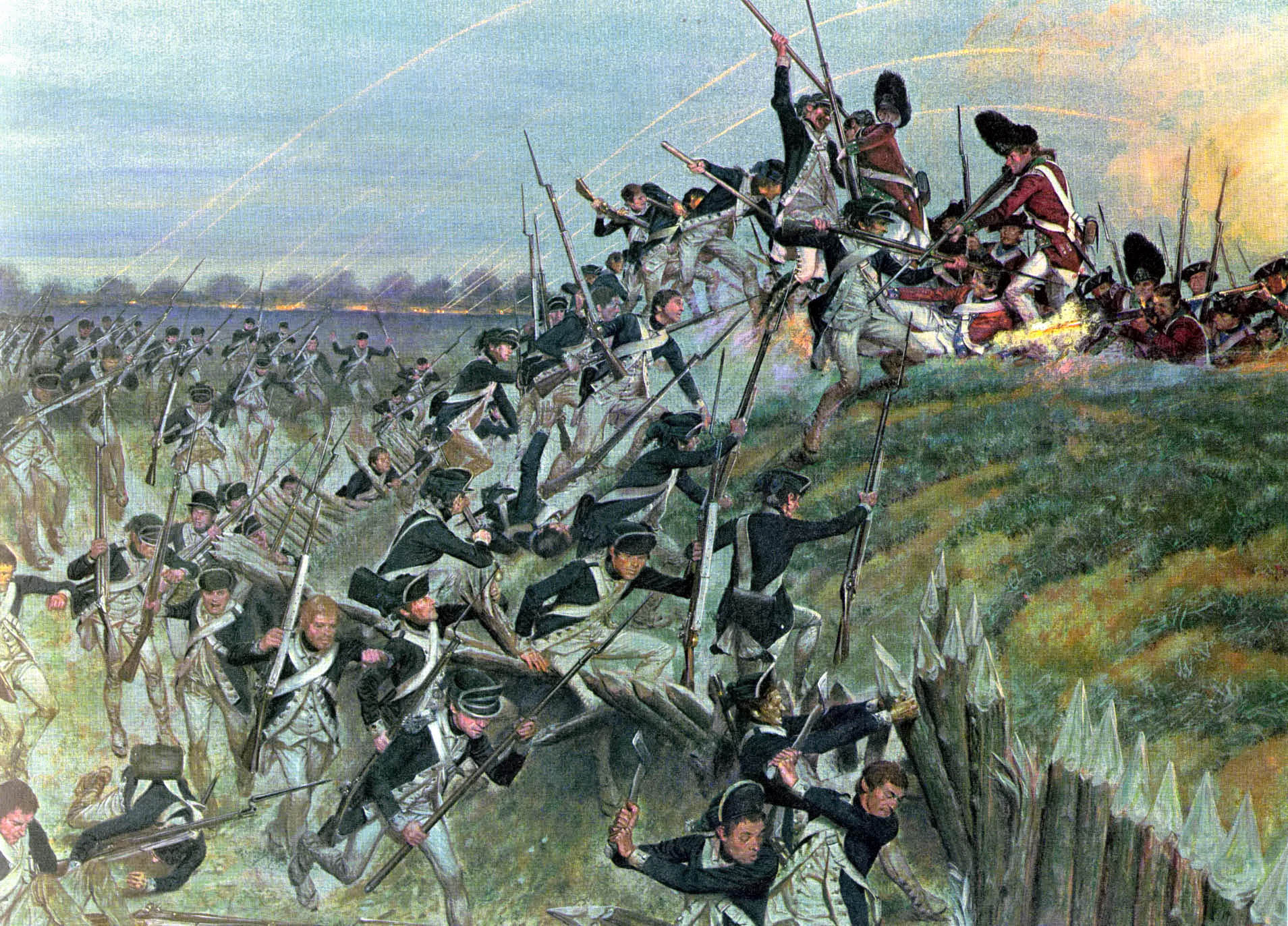
Штурм 10-го редуту в битві за Йорктаун. Війна за незалежність США. 14 жовтня 1781

### Джордж Вашингтон
Генерал Джордж Вашингтон (1732—1799) — славнозвісний американський воєначальник, який проявив себе талановитим організатором та керманичем війська, який ефективно та плідно співпрацював з Конгресом та владою кожного штату, відбирав та навчав військових лідерів, забезпечував і тренував війська, що йому підкорялися. Найскладнішим для нього залишалися питання логістики, ні Конгрес, ні губернатори штатів не могли задовольнити потреби великої армії належним чином, протягом усієї війни він переборював проблеми постачання військ майном, боєприпасами, екіпіруванням, оплатами за витрати, навіть харчуванням, якого вимагала армія колоністів. На полі бою Дж. Вашингтон показав себе високообдарованим тактиком, не раз йому доводилося битися з британською регулярною армією силами, які чисельно та якісно поступалися противникові.
Як стратег, він перевершував ворога ідейно, він ясно усвідомлював, за що б'ються його солдати й вміло користувався цими перевагами. Британська імперія надсилала чотири армії до бунтівних колоній, намагаючись придушити повстання. Першу армію противника було розгромлено під Бостоном у 1776 році, друга та третя британські експедиційні армії зазнали поразки у битвах під Саратогою в 1777 та Йорктауном у 1781 роках відповідно. Холоднокровний лідер він спокійно спостерігав, як ворожа армія британської корони відплила з Нью-Йорка в листопаді 1783 року, зазнавши таким чином нищівної поразки у битві проти американських колоністів. Ще більше Дж. Вашингтон здивував світ, коли після гучної перемоги та колосальної підтримки з боку своїх співвітчизників не став узурпувати владу, а тихо-мирно пішов на покій до свого помістя у Вірджинії.
Через недовіру Патріотів до самого поняття постійної армії, Континентальна армія була швидко розпущена, її ветерани отримали земельні наділи на заслугу перед країною. Звільнення генерала Вашингтона з посади головнокомандувача зародило основи традиції цивільного контролю над військовими у Сполучених Штатах.

## Становлення нації (1783—1812)
Перемога Сполучених Штатів Америки у війні за незалежність залишила її перед невирішеними проблемами західних кордонів, проблемами флоту та транспортних шляхів на морських комунікаціях. Країна мала незначну військову міць у цей час, мала скромну армію та військово-морські сили, котрі щойно народжувались. Споконвічна недовіра американців до регулярної армії, до власне принципів її комплектування, утримання та підготовки перемішувалась з вірою у спроможності місцевої міліції заважали створенню та розвитку регулярних підрозділів та започаткуванню офіцерського корпусу, як головного стрижня професійних збройних сил.
Філософія одного з лідерів післяреволюційних США Джеферсона та його спільників віддавала перевагу незначній за розміром армії й флоту, тому що побоювалась прецеденту — коли велика армія та її керівники затягуватимуть нову країну у великі та криваві війни за рубежем і потенційно зможуть узурпувати владу в державі.
Нова республіка опинилась у складному політичному середовищі, й водночас у непростому стані зі свободою всередині США, близько 20 % людей, як і раніше, лишалися прибічниками короля. Складність ситуації посилювалась укоріненою недовірою американських колоністів до армії на кшталт Британської. Тим більш, загроза демократичному строю США посилилась, коли з'явились перші симптоми вимог з боку Континентальної армії до керівництва держави. Відсутність інституцій, відповідальних до врегулювання викликів зовнішніх та внутрішніх загроз, наочно проявилась у часи повстання Шейса (1786-87). Довгі спори та протистояння політичних еліт врешті-решт призвели до визнання Акту про заснування міліції (1792), які дозволяли уряду країни формувати та розпускати державну міліцію.

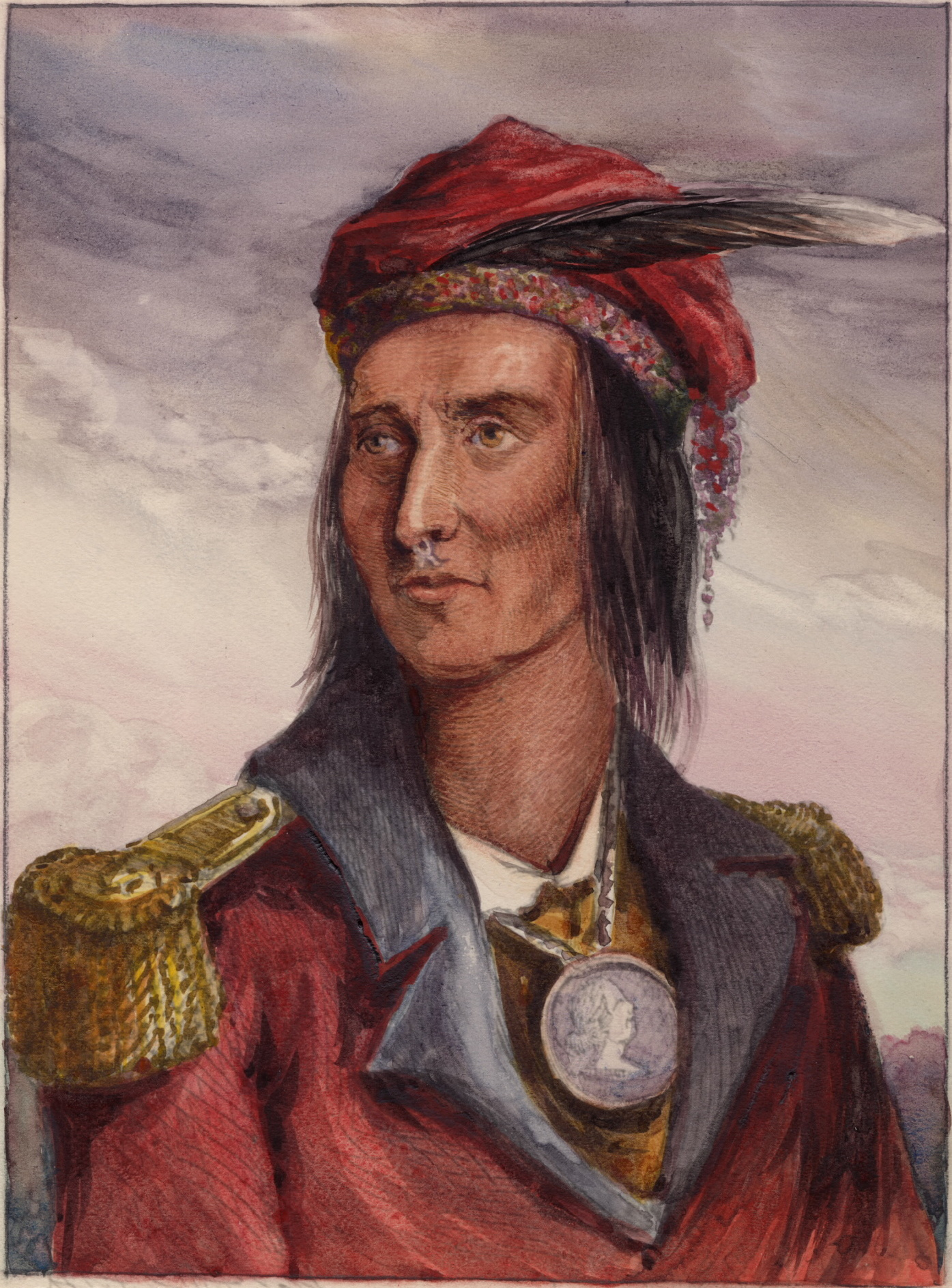
Текумсе (1768—1813)

### Північно-західна індіанська війна
За результатами Паризької угоди після Революції, Британська імперія поступалася землями в американських колоніях між горами Аппалачами та річкою Міссісіпі, на користь новій державі, втім абсолютно не враховувались права тамтешніх племен шауні, черокі та чокто тощо, що споконвічно жили у цих землях. Через те, що більшість з індіанських племен билася на стороні Великої Британії у війні за незалежність, США примушувала племінних лідерів кинути ці регіони та відступити на захід, за річку Міссісіпі. Витіснення індіанців з їхніх корінних земель та розподіл їх між колоністами зініціював нову війну — так звану Північно-західну війну, в якій американські парамілітарні формування проявили себе дуже погано та дезорганізовано. У 1791 році в битві на річці Вабаш американці зазнали нищівної поразки від індіанських племінних військ, а в серії подальших рейдів та нальотів міліцейські формування потерпали від лихих ударів місцевого населення. Зрештою, новий Президент Дж. Вашингтон зібрав нову армію — Легіон США на чолі з генералом Е. Вейном — який у вирішальній битві біля Фоллен Тімберз у 1794 році вщент розгромив війська індіанської конфедерації племен.

### Квазівійна

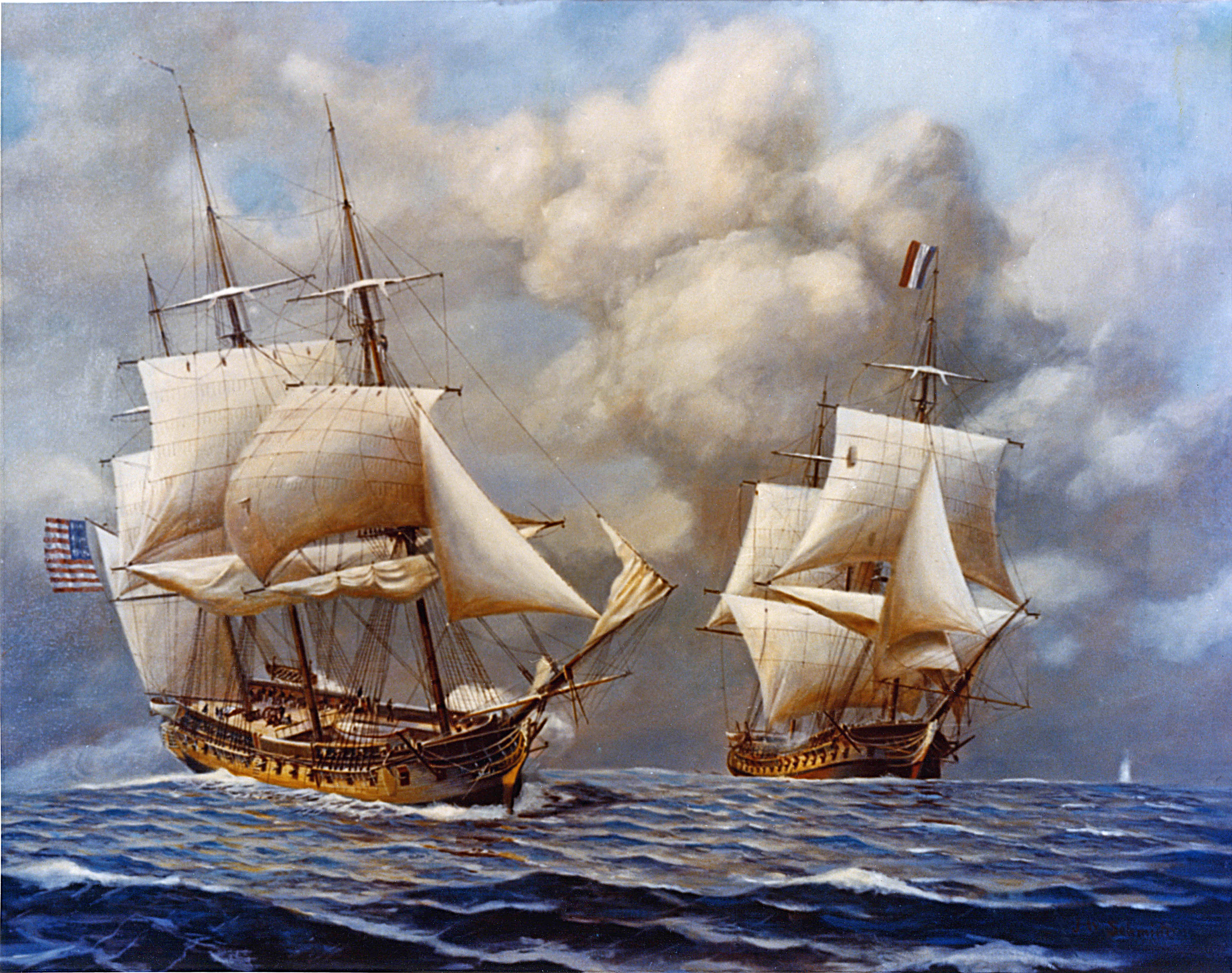
Американський фрегат «Констеллейшн» захоплює французький фрегат «Інсургент». 9 лютого 1799. Квазівійна (1798-1800)

Тим часом у великій європейській політиці сталися значні зміни — 1793 року революційна Франція оголосила війну Великій Британії. США спочатку намагались залишитися осторонь від перипетій великої війни, однак умови Джейської угоди між американцями та британцями викликали хвилю обурень з боку французів, які вважали, що цей акт суперечить умовам Договору про співтовариство від 1778 року.
Французькі патріоти, так звані «приваті» розпочали повсюдне захоплення американських суден, що у свою чергу спровокувало неоголошену «Квазівійну» між двома націями. У серії битв на морі між 1798 та 1800 роками американський флот одержав перемогу над французьким флотом. Зокрема, 1 лютого 1800 року фрегат «Констелейшн» завдав важких пошкоджень французькому фрегату «Ла Ванжанс», і не прийняв його капітуляції лише за збігом обставин.
Керівництво державою вже відкликало з відставки генерала Вашингтона, який мусив очолити тимчасову армію на випадок загрози вторгнення французьких військ на континент. Однак, Президент Джон Адамс знайшов дипломатичні важелі та спромігся підписати мирну угоду з урядом революційної Франції, який анулював попередній договір та припинив морські атаки французів.

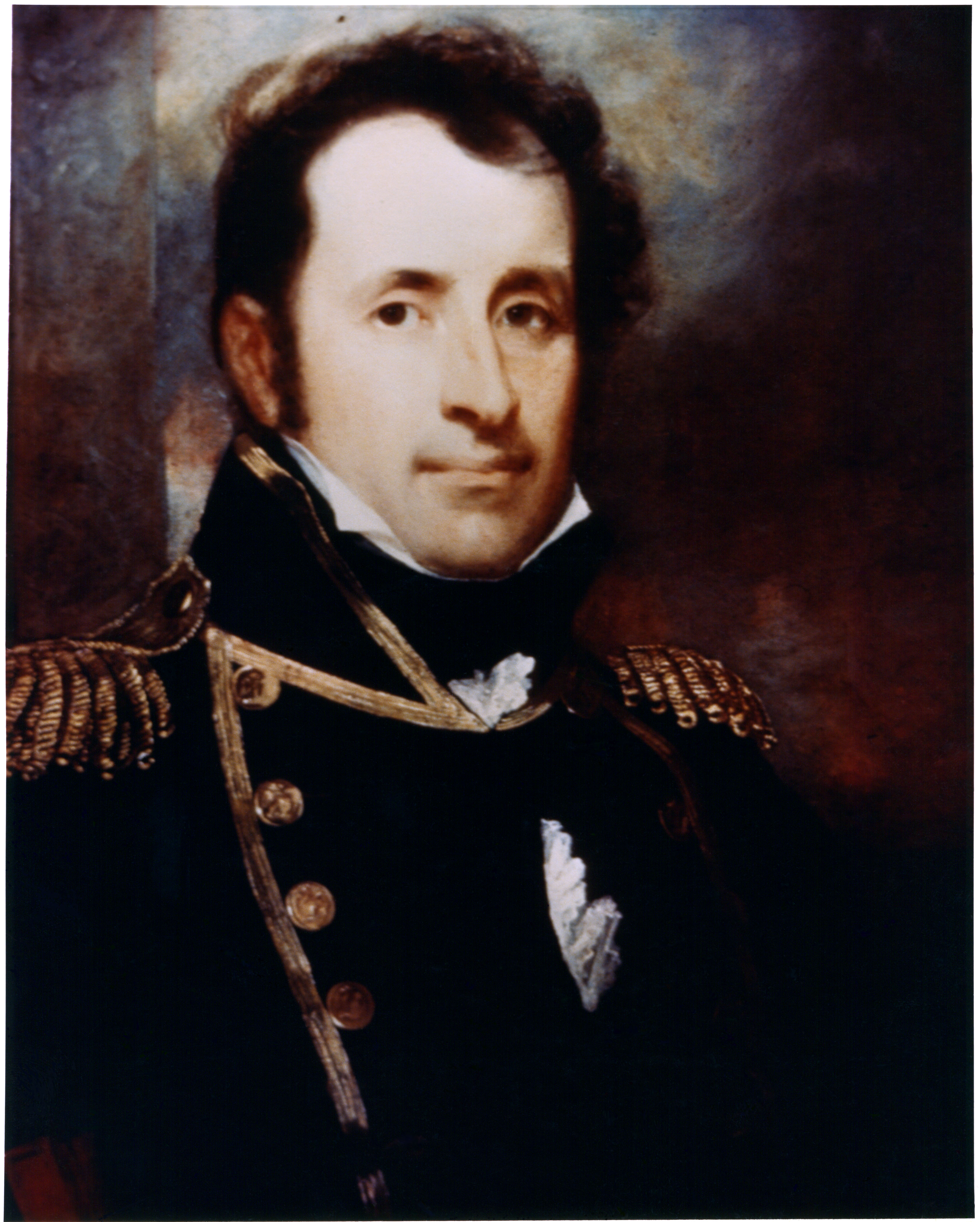
Комодор Стівен Декейтур (1779—1820)

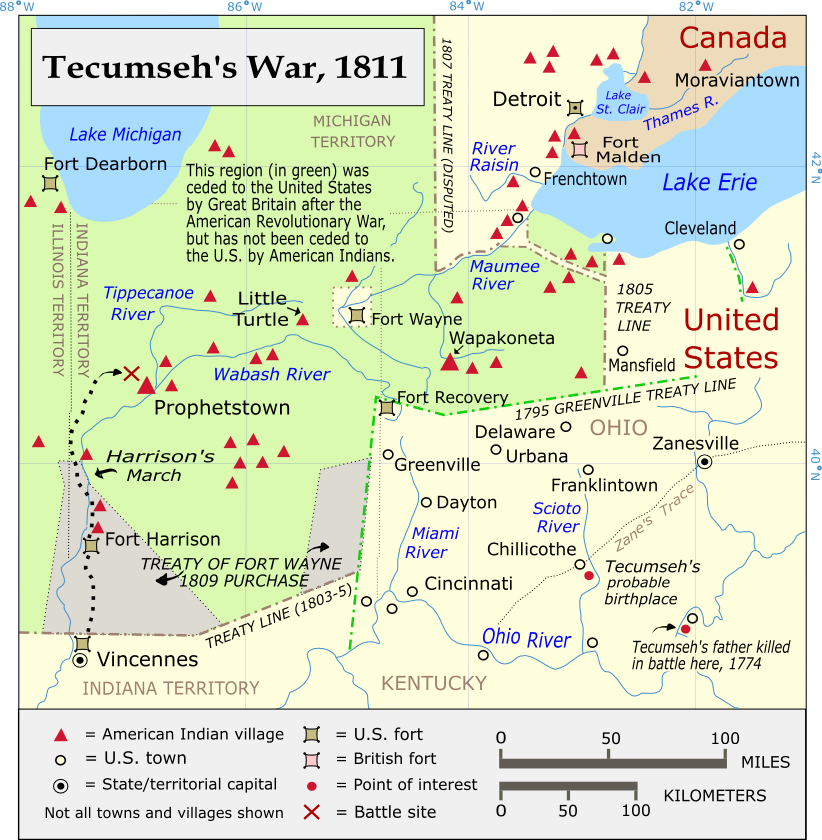
Карта основних подій війни Текумсе. 1811-1813

### Берберські війни
Користуючись слабкістю американського флоту та труднощами політичної ситуації тих часів, берберські пірати влаштували низку провокаційних нападів на американські торговельні судна й вимагали викуп за утриманих членів команд та вантажі. До 1801 року Сполучені Штати були змушені платити данину берберійським піратам за захист від нальотів та захоплень морських суден. Проте, новий Президент Томас Джефферсон відмовився сплачувати тим, хто шантажував його державу та послав до Середземного моря американський флот. Зав'язалась перша берберська війна. У 1803 році американський корабель «Філадельфія» був захоплений піратами, але лейтенант С. Декейтур провів зухвалий рейд, у ході якого йому вдалося спалити корабель, позбавивши Триполі можливості скористатися бойовим кораблем або шантажувати США. А після того, як в 1805 році В. Ітон захопив місто Дерна, Триполі погодилися на мирний договір. Водночас, інші берберські держави продовжували свої піратські напади та захвати американських кораблів і суден, до кінця другої берберської війни у 1815 році.

## Англо-американська війна
Справжнім випробуванням для молодої держави стала війна 1812 року. Колишня метрополія поринула у велику війну зі своїм континентальним супротивником — Наполеонівською Францією — і битви спалахнули по всій Європі. Водночас, керівництво королівського флоту вжило заходів щодо блокування торгівлі американським флотом та всіляко протидіяло їхньому сполученню з Францією. США старались не поступатися на відкриті провокації з боку могутньої імперії та підтримувати свої власні економічні інтереси на європейському континенті. Тим часом, британці, незважаючи на протести з боку американців чинили перепони такій торгівлі та заманювали американські судна на службу королю.

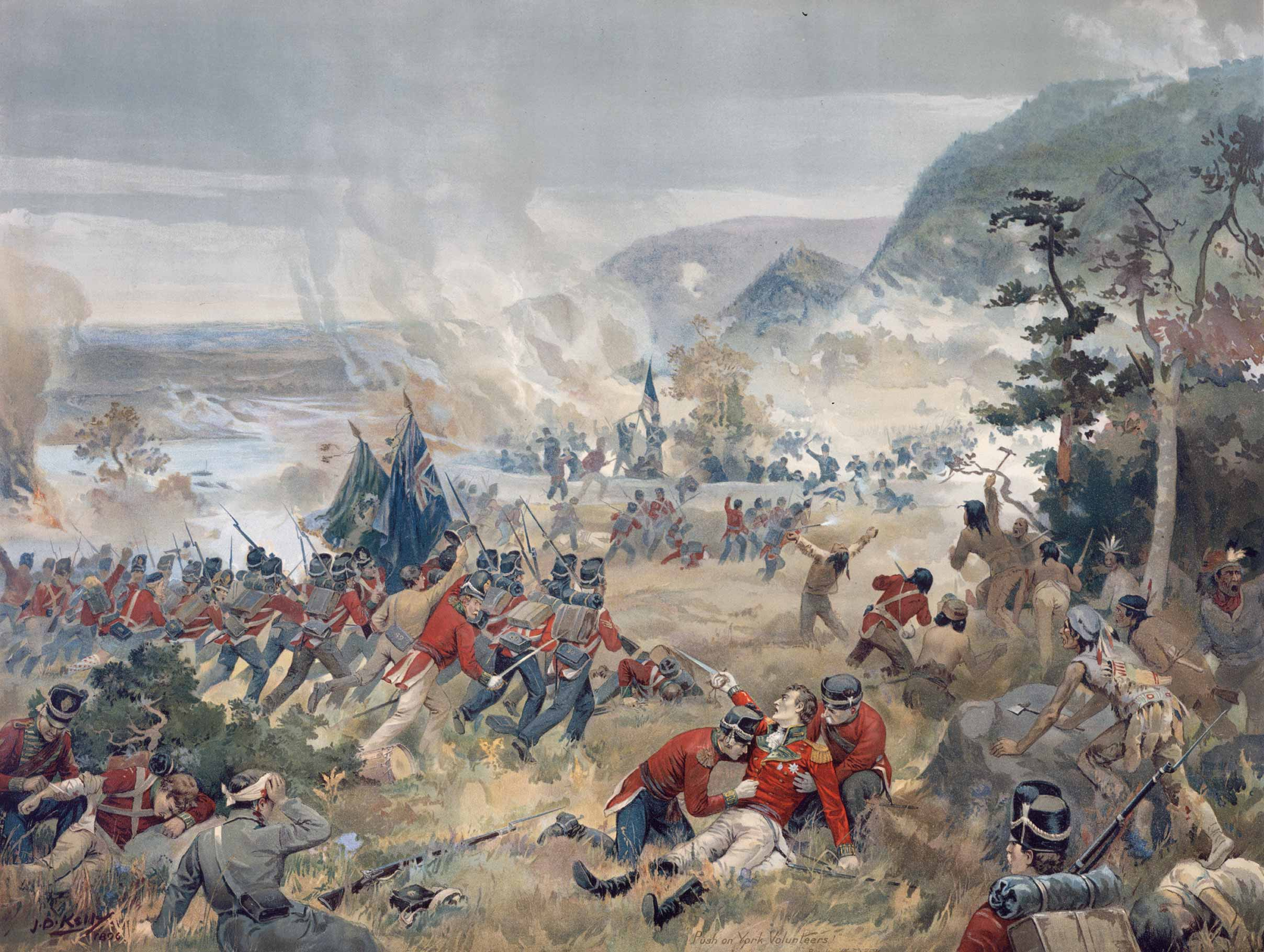
Битва на Квінстонських висотах. Англо-американська війна. 13 жовтня 1813

Водночас, у Новому Світі таємні агенти та прибічники британської корони підбурювали місцевих вождів та ватажків до створення власної індіанської держави на Середньому Заході, яка мала блокувати подальший розвиток та просування колоністів на американському континенті. Дипломатичні методи врегулювання конфліктної ситуації не дали результатів і тому у 1812 році США вперше у своєї історії оголосили війну іншій державі — Великій Британії.

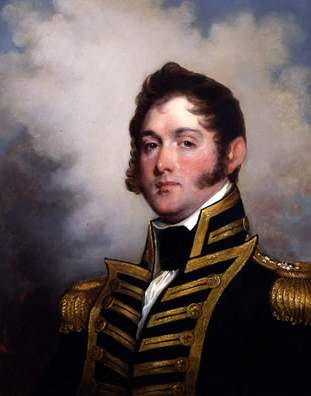
Комодор Олівер Газард Перрі (1785—1819)

Не завдавши поразки Королівському флоту на морі, американське керівництво сподівалось здобути перемогу у війні, захопивши землі сусідньої Британської Канади, які згодом використовувати, як козирну карту. Однак, вторгнення до Канади обернулось катастрофою, хоча певних успіхів у боях з місцевими племенами індіанців, прибічників британської корони, американці здобули у війнах з Текумсе та Крикській війні.
У 1814 році розгром армії Наполеона в Європі дозволив британцям визволити чималу армію досвідчених бойових ветеранів та відправити їх до американського континенту. За планом англійців ця армія мала захопити Нью-Йорк, провести рейд на Вашингтон і, просуваючись на захід, повністю розгромити війська колишніх колоній та вийти на рубіж річки Міссісіпі аж до Нового Орлеану. Втім напад на Нью-Йорк закінчився провалом і британські війська, що значно переважали американські міліцейські формування змушені були відступити до Канади. 25 серпня 1814 року британській армії вдалося рейдом захопити й спалити Вашингтон, проте активні дії американської сторони в кампанії в Чесапікській бухті та в битві у Балтимора, де загинув британський командувач, спонукали їх відступити. Просування британських військ на південному фланзі завершились битвою за Новий Орлеан, де окупанти були майже вщент розгромлені, втратили трьох головних своїх воєначальників та тисячі вояків.

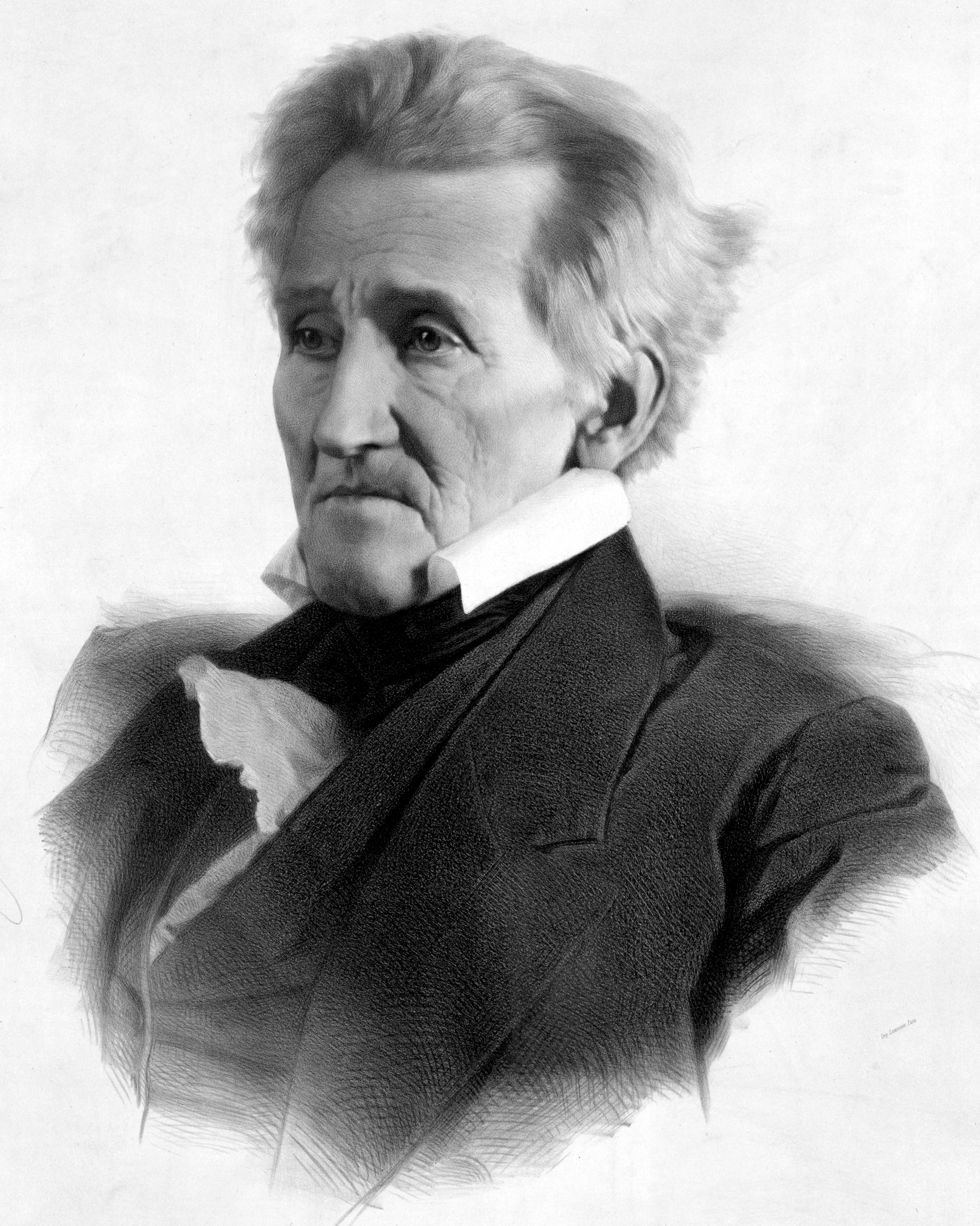
Генерал-майор Ендрю Джексон (1767—1845)

Найважливішу перемогу для молодої країни над набагато потужнішою державою здобув генерал-майор Ендрю Джексон, майбутній президент США. Результатом «Вітчизняної війни», як її звуть американці, стало підписання мирного договору, який поклав край зазіханням британської корони на свої колишні володіння, з того часу британці та американці ніколи не воювали один проти одного. Війна, що стала прямим наслідком агресивної британської політики стосовно планів знищення американської незалежності та посяганням на національні інтереси молодої країни закінчилась практично без яких-небудь результатів для імперії, але допомогла консолідувати американську націю. У найгіршому положенні виявились корінні індіанці, обіцянки британців на підтримку їхньої мрії про створення незалежної індіанської держави всередині Північної Америки, так і залишились нереалізованими.

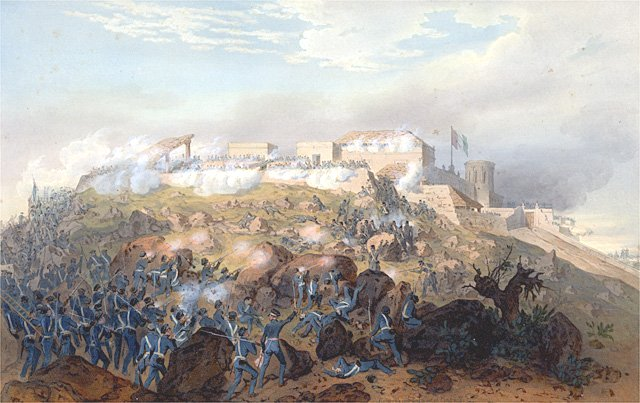
Битва за Чапултепек. 12 вересня 1847. Американо-мексиканська війна

Водночас, політичне керівництво юної країни зрозуміло, що їхня ідеалістична та наївна позиція стосовно утримання міліцейських сил замість регулярних збройних сил, є помилковою та загрозливою для майбутнього держави й може призвести до руїни та повного краху американської державності.

## Війна з Мексикою (1846—1848)
Швидкий розвиток демократичної держави призвів до бурхливого зростання її економіки, розвитку шляхів комунікацій та пошуку нових земель для реалізації амбітних планів. Американська нація наполегливо просувалась на Дикий Захід, завойовуючи все нові та нові землі та території.

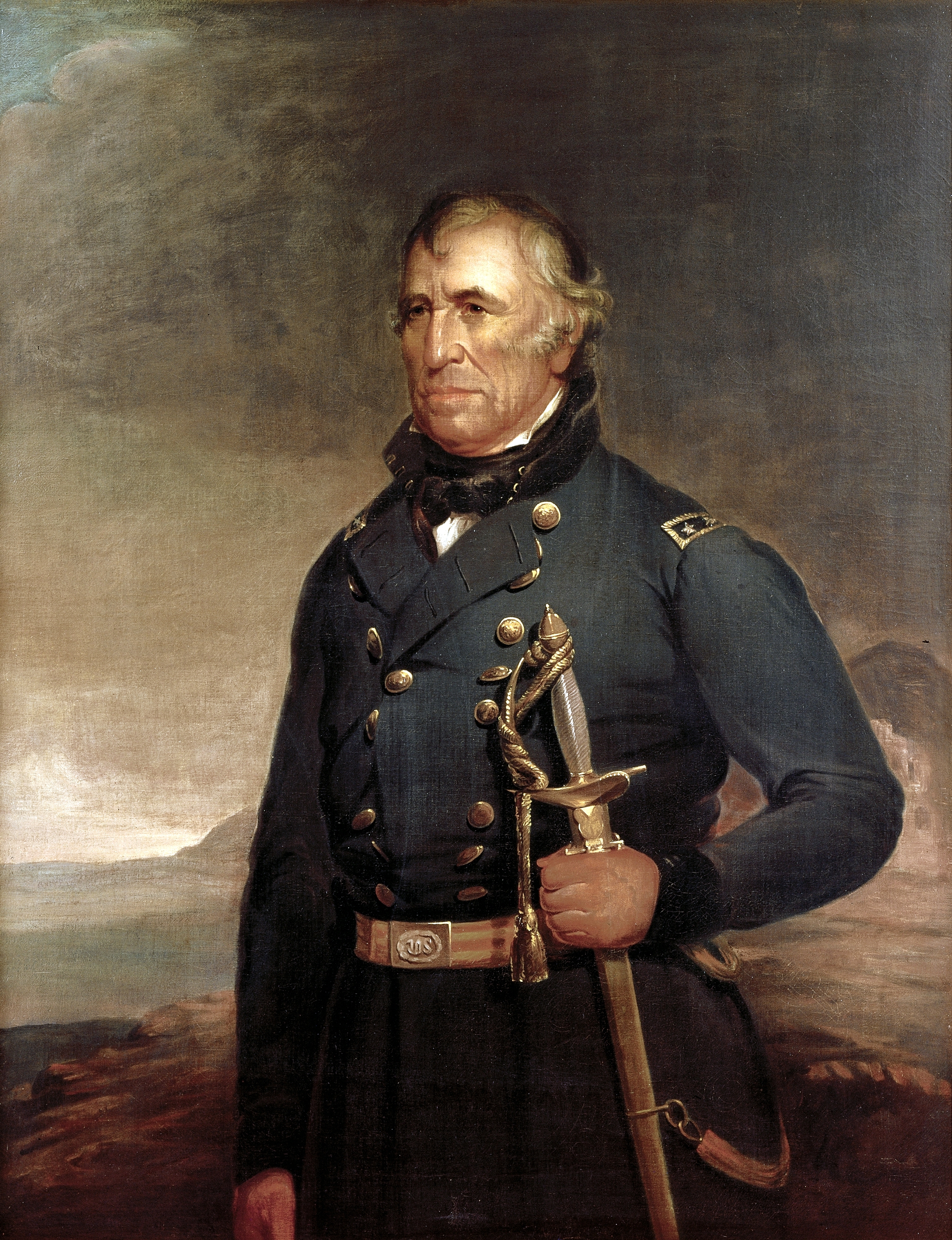
Генерал Закарі Тейлор (1784—1850)

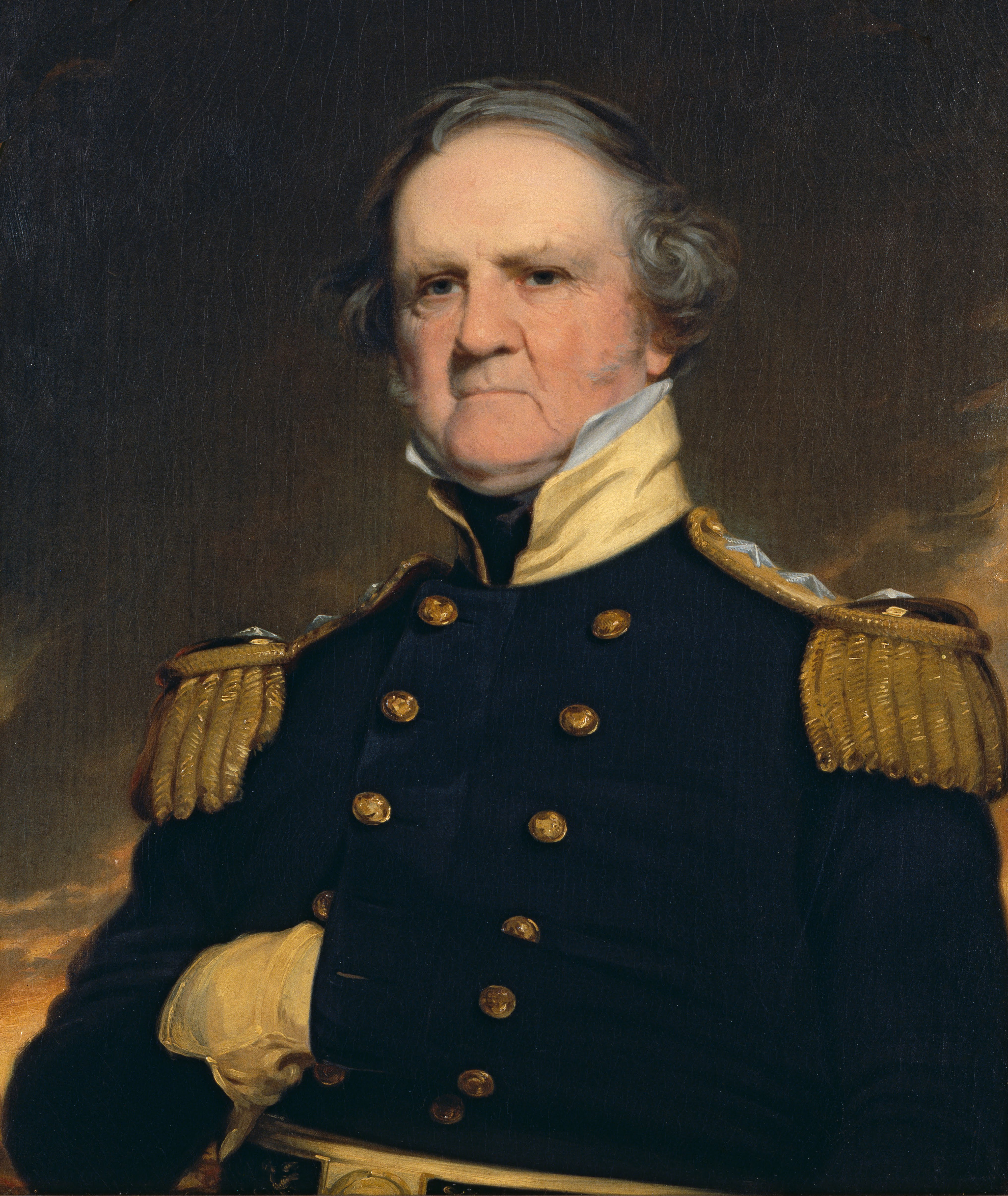
Генерал-лейтенант Вінфілд Скотт (1786—1866)

Під час Техаської революції (1835—1836) місцеві поселенці декларували незалежність від мексиканської імперії, мужньо протистояли спробам мексиканської армії відвоювати втрачені території. Однак, Мексика була налаштована дуже серйозно щодо повернення бунтівних провінцій. Протистояння затягувалось і врешті-решт в 1845 році США, значно потужніша та економічно розвинута держава, анексувала Техас, оголосивши його своїм новим штатом.
Як наслідок, спалахнула американо-мексиканська війна, яка тривала з 1846 по 1848 роки. Під проводом американських генералів З. Тейлора, В. Скотта та інших воєначальників американці завдали поразки мексиканській армії, захопили Нью-Мексико, Каліфорнію, блокували узбережжя, розтрощили противника на півночі Мексики та захопили навіть столицю — місто Мехіко. Поставлена на коліна Мексика здалась і за $10 мільйонів поступилась територіями, які становили майже третину її передвоєних володінь США.

## Громадянська війна (1861—1865)
О 04.30 12 квітня 1861 року атакою конфедератів на Форт-Самтер у штаті Південна Кароліна розпочалась найкривавіша війна в історії Сполучених Штатів — Громадянська війна, що точилась з 1861 по 1865 роки, й забрала життя понад 620 тис. американців, зокрема дві третини з яких померли від хвороб. Досі тривають спори між істориками багатьох країн та прибічниками різних теорій, що все ж таки стало першопричиною спалаху такого конфлікту, але більшість схиляється до думки, що протиріччя лежали в площині расової політики тих часів. Тертя між штатами, що знаходяться північніше за так звану лінію Мейсона-Діксона, й тими, що розташовані південніше, мали багаторічну історію та концентрувалися в основному на ставленні до інституту рабства та «бажанні» штатів слідувати національним інтересам, які відображали федеральні закони та інституції.

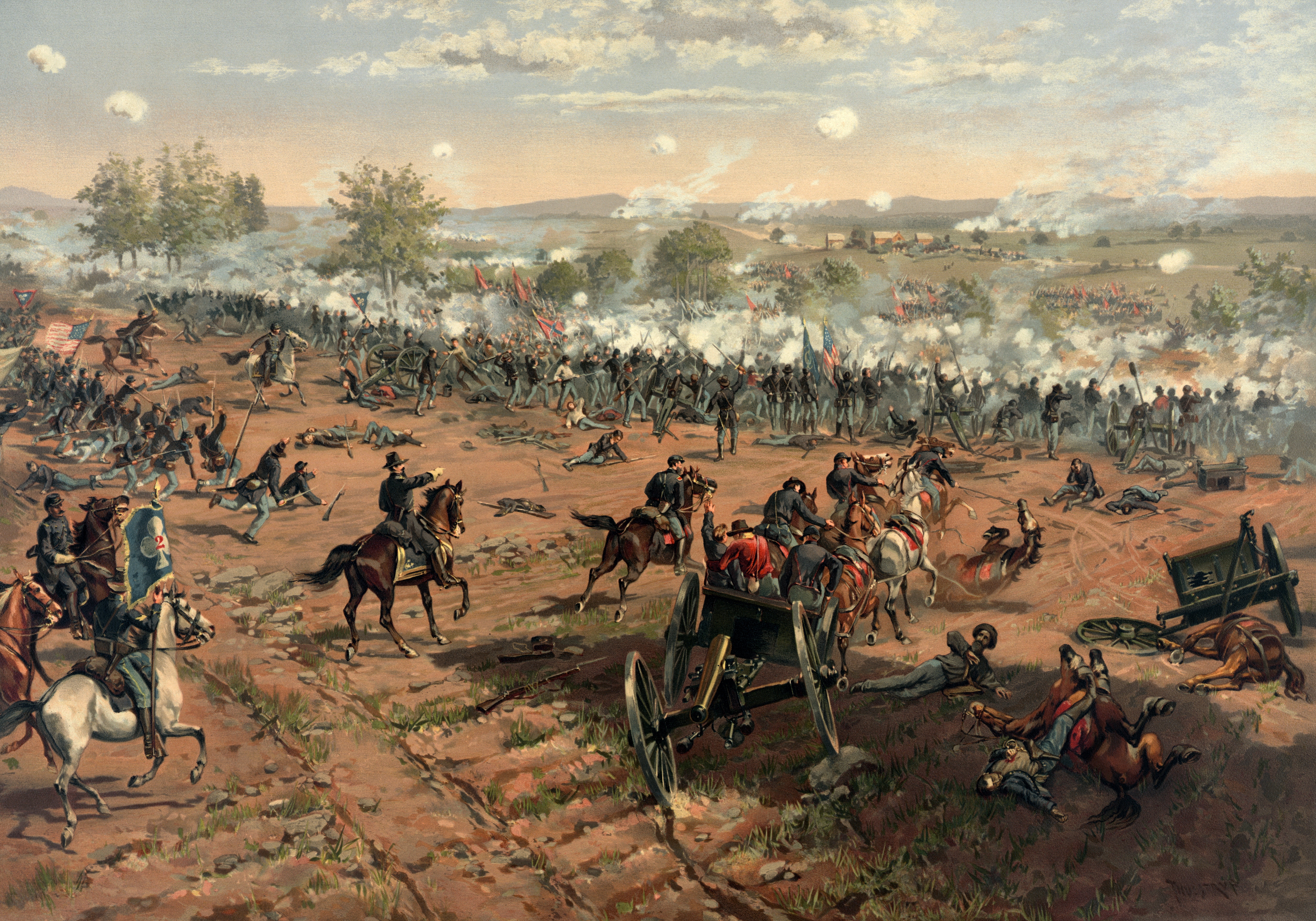
Битва під Геттісбургом. Громадянська війна. 1—3 липня 1863

Протягом 1840-1850-х років розпач протистояння набував усе більшого загострення. Після перемоги на виборах 1860 року А. Лінкольна, південні штати, які щиро вірили, що він скасує інститут рабства взагалі, починаючи з Південної Кароліни, розпочали проголошувати про свій вихід зі складу Сполучених Штатів.
12 квітня 1861 року сили Півдня (відомі як Конфедеративні Штати Америки або просто Конфедерація) вперше застосували військову силу проти гарнізону Форту Самтер, який був лояльним до влади США, намагаючись захопити фортецю.
Більшість населення країни вважала, що війна буде швидкоплинною та романтичною; натомість вона стала першим прикладом війни — тотальної за розмахом і руйнівною у всіх сферах життя населення країни.
Обидві сторони конфлікту виявились неготовими до громадянської війни. Конфедерати сподівались на допомогу британців і французів, яких прямо запрошували взяти участь в інтервенції на Північ, та за їхнім сприянням зламати волю юніоністів до спротиву. Стратегія США фокусувалась на захопленні столиці бунтівних штатів — міста Ричмонд у Вірджинії, однак війська генерала Р. Лі мужньо змагалися до останнього дня війни, утримуючи свою столицю від противника.

Марш Шермана до моря. Громадянська війна. Грудень 1864

Поступово незначні сутички на суходолі переросли на затяту й криваву війну по всьому континентові й вийшли на морський простір. Слабкіший в економічному відношенні Південь поступово програв змагання з більш розвинутим та потужним Північчю й здався.
Деякі історики вважають Громадянську війну в Сполучених Штатах «першою сучасною війною» через широке залучення або мобілізацію цивільної спільноти та індустріальної бази усієї країни. За час збройного конфлікту багато інноваційних проєктів та винаходів знайшли своє застосування у битвах тих часів, обидві сторони застосовували залізницю, телеграф, нарізні гвинтівки, траншейну тактику ведення боїв, панцерники з потужною корабельною зброєю.
І хоча більше ніж вдвічі солдатів померло через хвороби, ніж від впливу ворожої зброї, беззаперечним фактом лишається те, що технології того часу вочевидь переважали над тактикою дій підрозділів. Тактика дій Наполеонівських війн з шикуванням бойових порядків для ведення фронтальних дій з багнетами напереваги явно не підходила для полів битв Громадянської війни.
За багатьма показниками Північ переміг Південь через досконалішу та скоординовану систему логістики. Масова мобілізація людських резервів вимагала чіткої координації та централізації їхніх дій, що було більш притаманне цілій державі, ніж її поодиноким штатам.

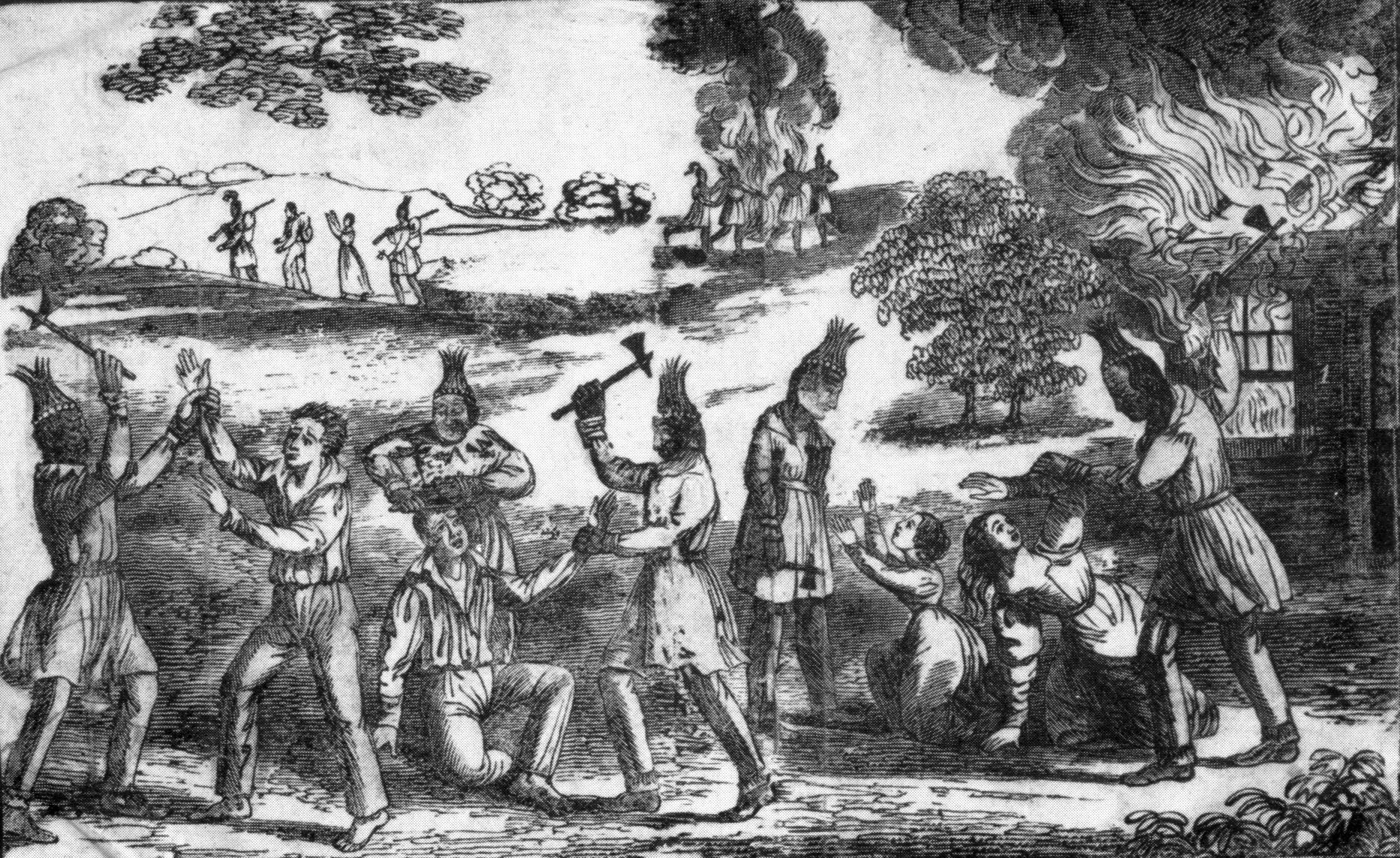
Семіноли убивають білих поселенців. Друга семінольська війна. 1836

## Індіанські війни
Після завершення Громадянської війни країну захлинула хвиля індустріального росту, через усі штати масово будувалися залізничні шляхи, «біла людина» енергійно просувалась далеко на захід. Усе це призвело до зростання темпів експансії американської держави, загибелі колосальних табунів бізонів та створенню напруженості між тубільним населенням індіанців та переселенцями зі сходу. Багато місцевих племен чинило запеклий опір спробам американського уряду запроторити їх до резервації, зокрема племена сіу та команчі. Американська армія, щойно вийшла з перемогою з війни, і її підключили до непритаманних для неї дій — контролювати індіанців та не дозволяти їм лишати резервації.
Головні лідери армії генерали В. Шерман та Ф. Шерідан були відповідальні за провадження такої дискримінаційної політики та відповідально ставились до досягнення мети ізоляції індіанців у Великих Рівнинах у визначених місцях. Одним з найзначніших конфліктів стала битва при Літтл-Біггорн, де полковник Дж. Кастер з двома сотнями вершників 7-го кінного полку були знищені спільними діями воїнів племен лакота, північних шеєнів та арапахо. У 1891 році сталась остання велика битва між корінними мешканцями континенту та колоністами. Й хоча з точки зору військової стратегії та тактики Індіанські війни незначно вплинули на розвиток військової справи американської армії, втім багато військових здобули суттєвий досвід у боротьбі з партизанським рухом та іррегулярними формуваннями тамтешнього населення.

## Іспансько-американська війна
Із затуханням війни у континентальній Америці між тамтешнім корінним населенням та білими колоністами, політика США поступово трансформувалась від «ізоляціоністської» континентальної до більш агресивної зовнішньої, спрямованої на захист своїх національних інтересів за межами країни. Першим конфліктом такого роду стала війна, що спалахнула у 1898 році між іспанцями та американцями та завершилась швидкоплинною перемогою молодої нації над ворогом на морі та на суходолі.

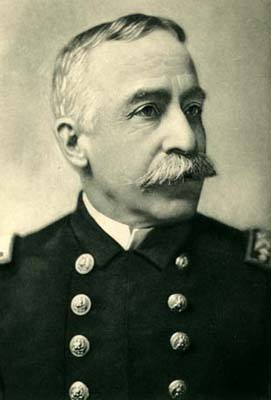
Адмірал ВМС Джордж Д'юї (1837—1917)

Збройний конфлікт між Іспанією і Сполученими Штатами Америки виникнув з приводу прав володіння територіями в Північній Америці і в Тихоокеанському регіоні. Військові дії почалися у квітні 1898 року після загадкового вибуху у лютому того ж року американського панцерного крейсера «Мен» у бухті Гавани, що стало каталізатором різкого загострення відносин між країнами та подальшими воєнними діями.

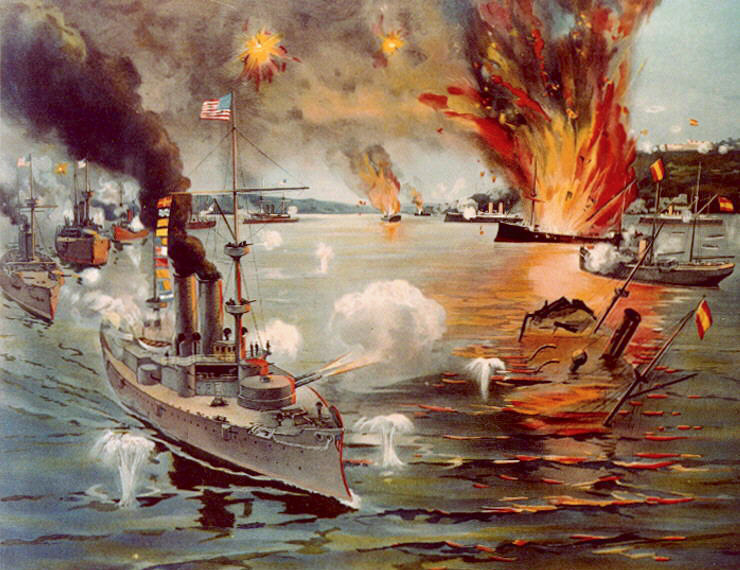
Битва в Манільській бухті. Іспансько-американська війна. 1 травня 1898

Американський флот розгромив слабкі іспанські ВМС, у той час, як наземні сили проявили себе з найкращого боку на Кубі. Водночас, інтенсивність боїв мала дуже обмежений характер і велась переважно невеликими підрозділами на окремих осередках конфлікту. Конфлікт закінчився перемогою США та підписанням Паризького мирного договору у грудні того ж року. Ця війна увійшла в історію США, як маленька переможна війна, в результаті якої Сполучені штати поширили свій вплив на Кубу, Пуерто-Рико, Гуам та Філіппіни і стала першою війною США, як регіонального лідера.
Відповідно розширення своїх володінь далеко за межі континентальних Штатів підштовхнули їх до значного нарощування своїх військових сил. Протягом наступних двох десятиліть США зазнали величезної трансформації своїх збройних сил та нарощування свого оборонно-промислового комплексу. Американський флот розростався чималими темпами, на Гавайських островах, які у 1898 році приєдналися до Сполучених Штатів, були влаштовані вугільні станції. З цього часу США отримали значний вплив на Тихоокеанський басейн, спираючись на свої військово-морські бази в акваторії океану.

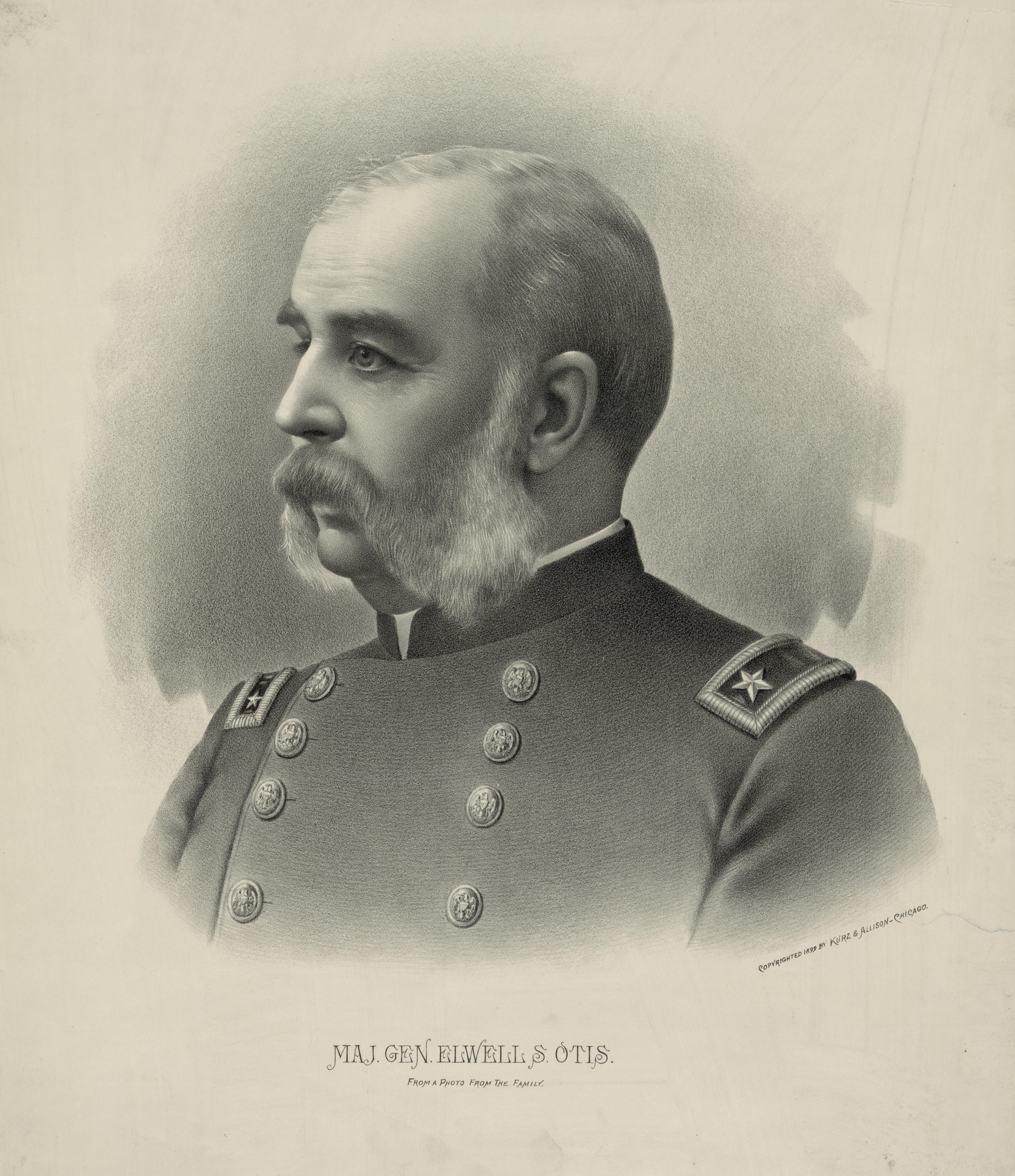
Генерал-майор Елвелл Отіс (1838—1909)

А в цілому до початку Першої світової війни американський флот став третім за міццю після флотів Великої Британії та Німецької імперії.

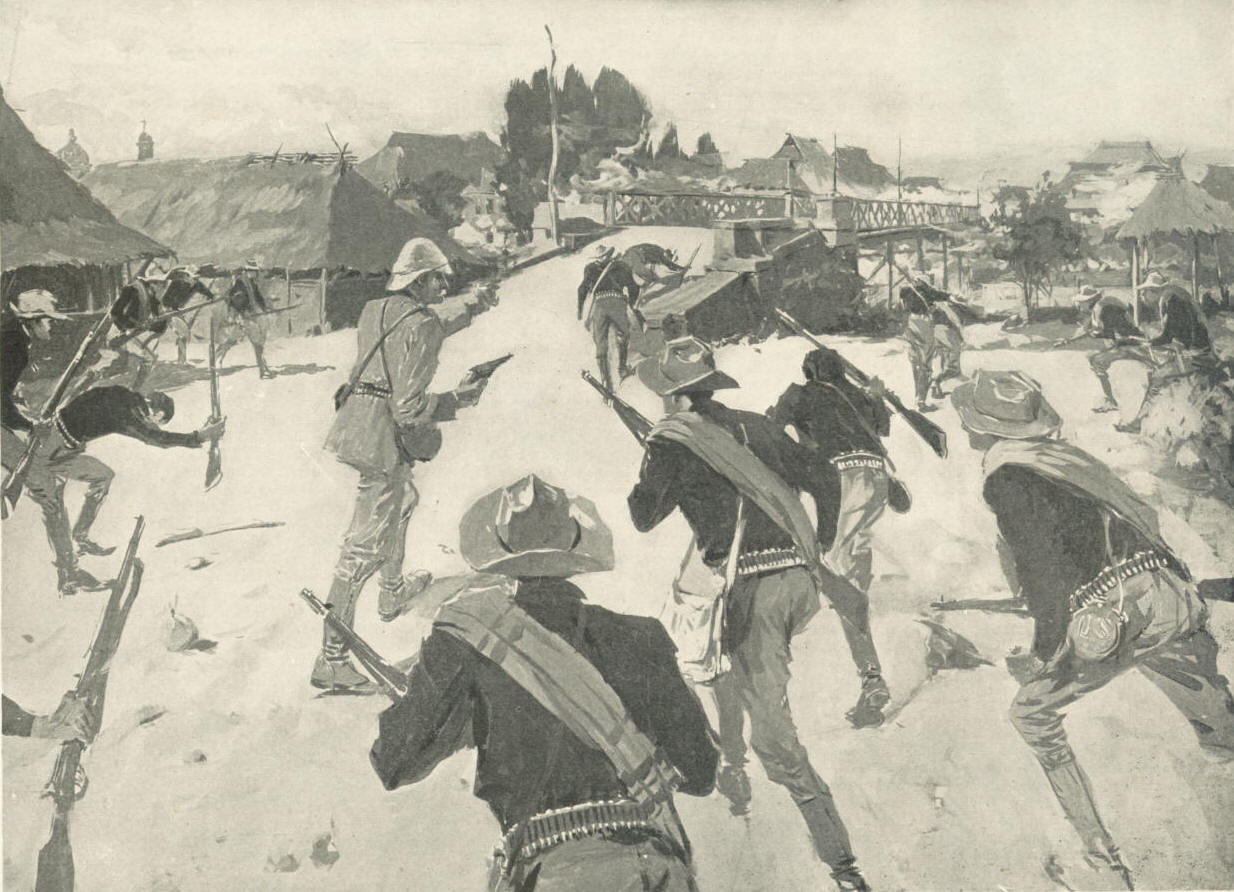
Битва за Санта-Крус. Філіппінсько-американська війна. Квітень 1899

## Філіппінсько-американська війна
Зміна колоніальної влади у Філіппінах з іспанської на американську не викликала зраділих почуттів з боку місцевого населення, вже у 1899 році спалахнув збройний конфлікт між прибічниками Першої Філіппінської республіки та американськими колонізаторами. Уряд Сполучених Штатів спрямував до бунтівної колонії колосальний армійський контингент — більше ніж 100 000 солдатів — переважно вояків Національної гвардії на чолі з генералом Е. Отісом. У березні 1899 року погано оснащена й ще гірше озброєна армія повстанців зазнала поразки від американської армії та поступилась Манілою. Філіппінські війська розпалися на окремі озброєні групи, що більше нагадували банди, ніж регулярні формування та чинили опір по всій країні.
Збройна боротьба американської армії з повстанцями продовжувалась два роки, доки у березні 1901 року лідер філіппінців Еміліо Агінальдо не був захоплений у полон генералом Ф. Фанстоном та його соратниками макабебе. За час боїв американська армія зазнала серйозних втрат від дій партизан: 1 037 чоловіків було вбито, що 3 340 померло від хвороб та поранень. Філіппінці втратили понад 20 000 людей у боях проти колонізаторів.

## Час модернізації
З 1880-х років збройні сили США зазнали глибокої модернізації. Теорія морської стратегії кептена Альфреда Мегена стала концептуальною основою розбудови американських ВМС, а згодом її на озброєння перейняли усі морські держави світу. На заміну застарілому вітрильному флоту прийшов потужний сучасний флот сталевих монстрів, який вивів флот країни на один рівень з найпотужнішими флотами того часу — ВМС Великої Британії та Німеччини.

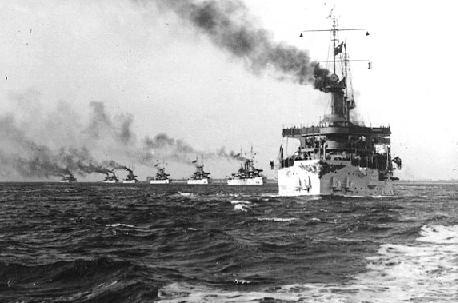
Навколосвітній перехід «Великого Білого флоту». У голові пре-дредноут «Коннектикут». Грудень 1907

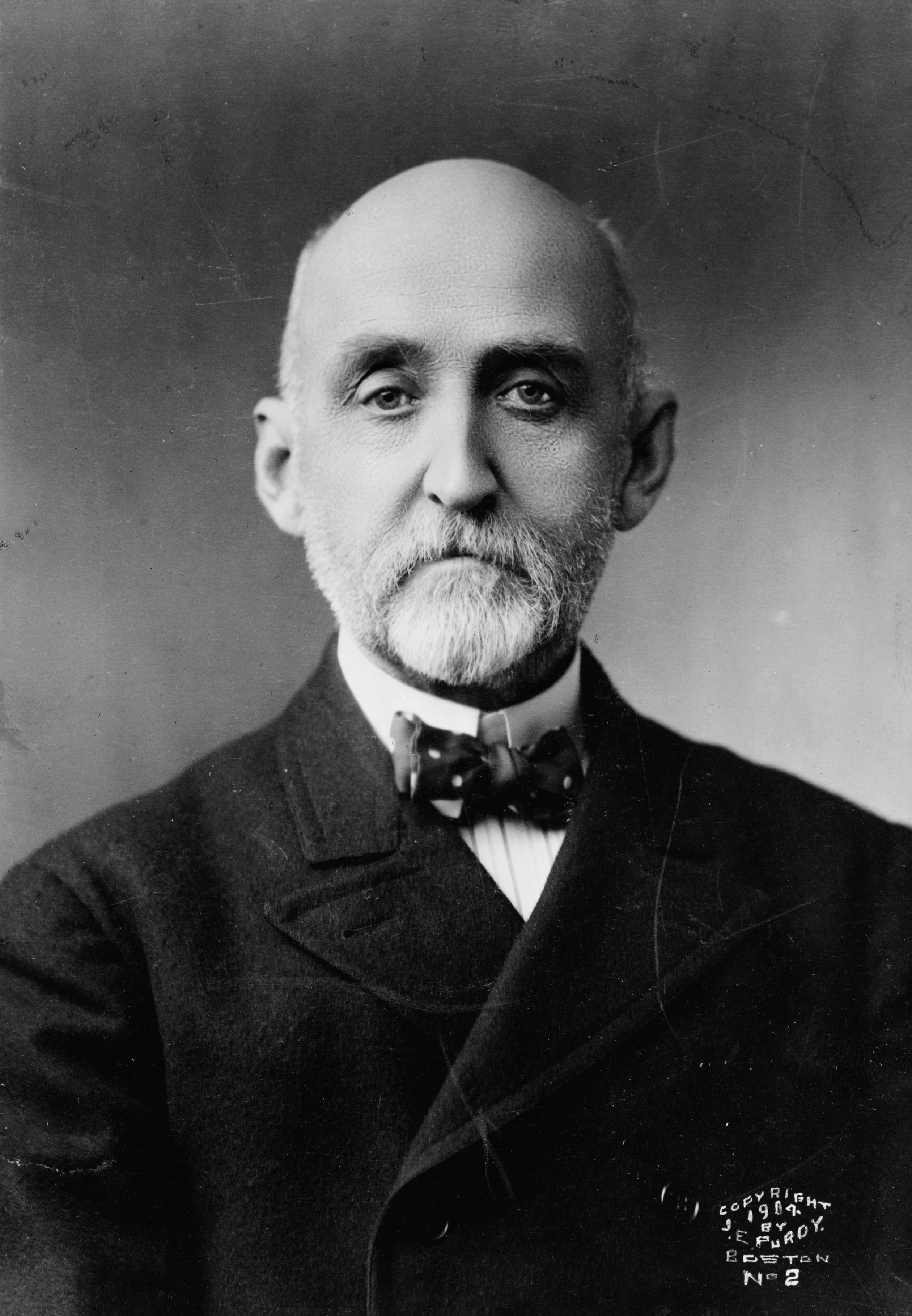
Контрадмірал Альфред Меген (1840—1914)

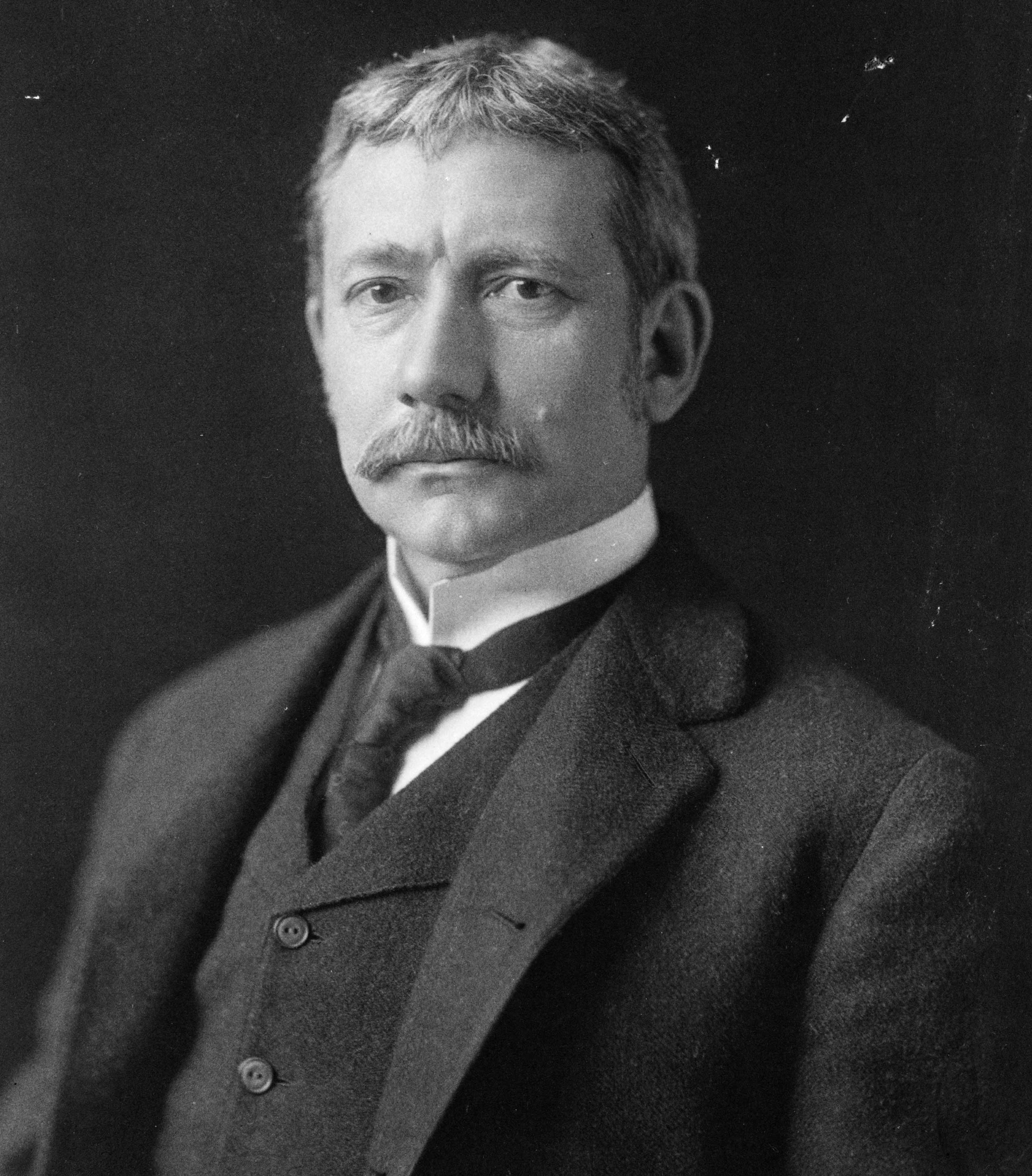
Еліу Рут (1845—1937)

В 1907 році майже усі американські лінійні кораблі «Великого Білого флоту», за підтримки суден забезпечення, за наказом Президента США Т. Рузвельта за 14 місяців здійснили навколосвітню подорож, продемонструвавши усьому світові зрослу міць та силу американського флоту.
Контрадмірал Бредлі Фіске стояв в авангарді втілення новітніх технологій у створення нових артилерійських систем для корабельної артилерії, а також систем керування їхнім вогнем. Він швидко оцінив потенціал морської авіації та переваг, які надавали можливості створення палубної авіації для американського флоту. Фіске доклав чимало зусиль для створення торпедоносців. І він, бувши помічником Ф. Рузвельта в 1913—1915 роках, пропонував провести радикальну реорганізацію флоту, перетворити його на дієвий інструмент політики держави. Його ідеями, які згодом були реалізовані на практиці, були також централізація влади в руках керівника військово-морських операцій та створення автономного штабу для розробки та реалізації головних положень військово-морської стратегії, перспектив флоту та його подальшого розвитку, координація воєнних планів із союзниками, робота над мобілізаційними планами та взаємодія з ключовими структурами оборонно-промислового комплексу, що всіляко сприятиме тому, щоб американський флот володів найкращою та найсучаснішою зброєю часів.
Одночасно під проводом секретаря війни Еліу Рута (1899—1904) проводилась глибока модернізація армії. Хоча його ідея створення єдиного органу військового управління на зразок Генеральних штабів європейських монархій не отримала підтримки з боку генерала Нельсона Майлза, втім, Руту вдалось добитися перетворення Вест-Пойнта на ключовий навчальний заклад у системі військової освіти сухопутних військ та заснування Воєнного коледжу армії США. Водночас, військовий секретар спромігся створити школи для підготовки фахівців інших від піхоти родів військ. Йому також належала принципова ідея постійної ротації офіцерського корпусу між посадами штабними, командними та викладачів навчальних закладів.

## Бананові війни

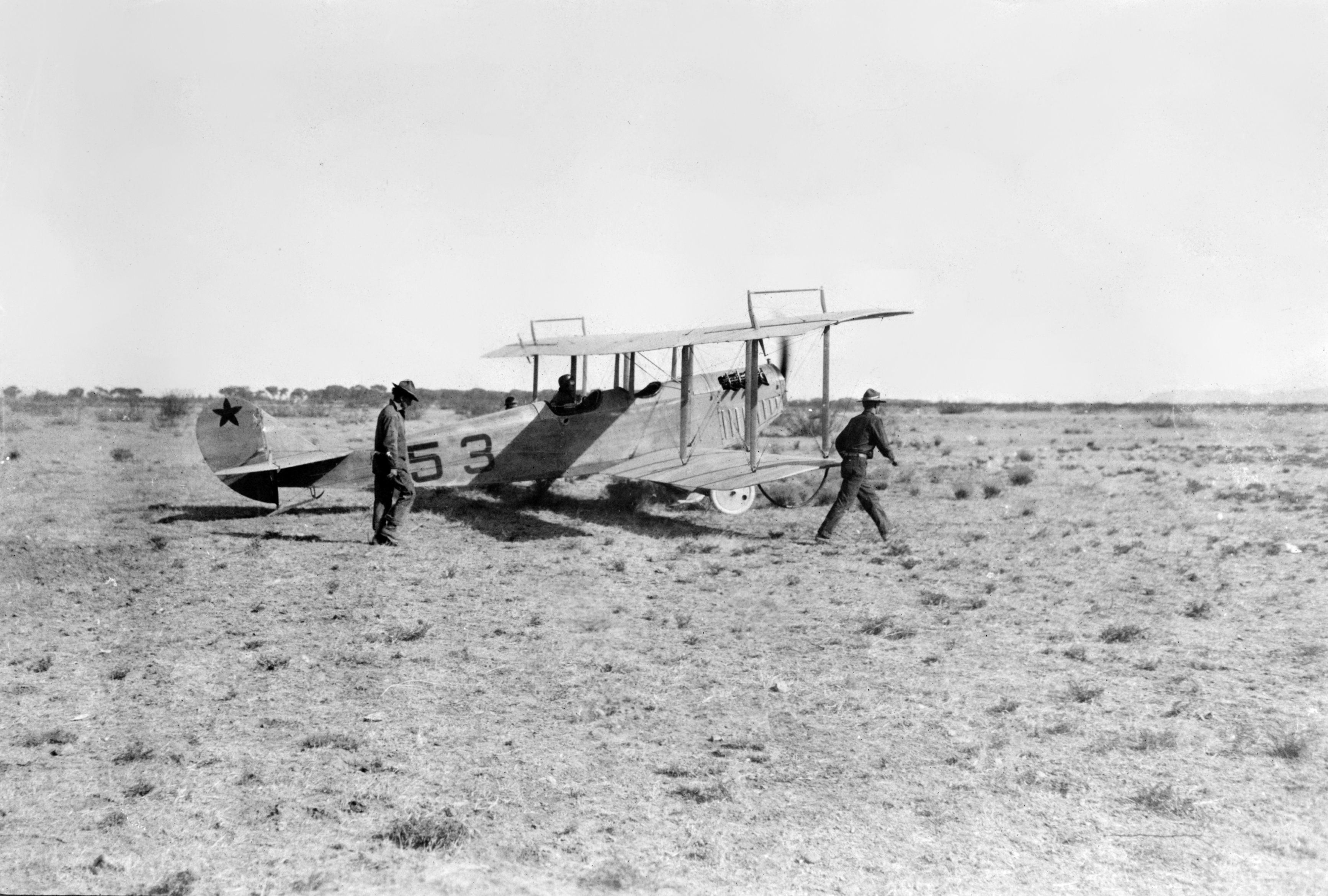
Американський літак зв'язку Curtiss JN-3 перед зльотом. Мексиканська експедиція. 1916

З кінця 19 століття до 1935 року американські збройні сили були втягнуті в низку невеликих за розмахом збройних конфліктів, що отримали пізніше визначення, як «бананові» війни. Ці конфлікти включали демонстрацію сили, а також вторгнення американських регулярних військ на Кубу, Панаму, зокрема в зону Панамського каналу, Гаїті, Домініканську республіку, Нікарагуа. Основний тягар цих операцій покладався на Корпус морської піхоти, що здобув величезний досвід у проведенні військових операцій у сусідніх країнах.
У 1899 році американські збройні сили виявились втягнутими у протистояння у південній частини островів між філіппінцями мусульманського віросповідання та католицьким населенням Філіппін — повстання Моро. Збройне протистояння тривало аж до 1913 року й по суті не завершено досі, на початку XXI століття антагонізм двох конфесій триває.

## Мексиканська експедиція

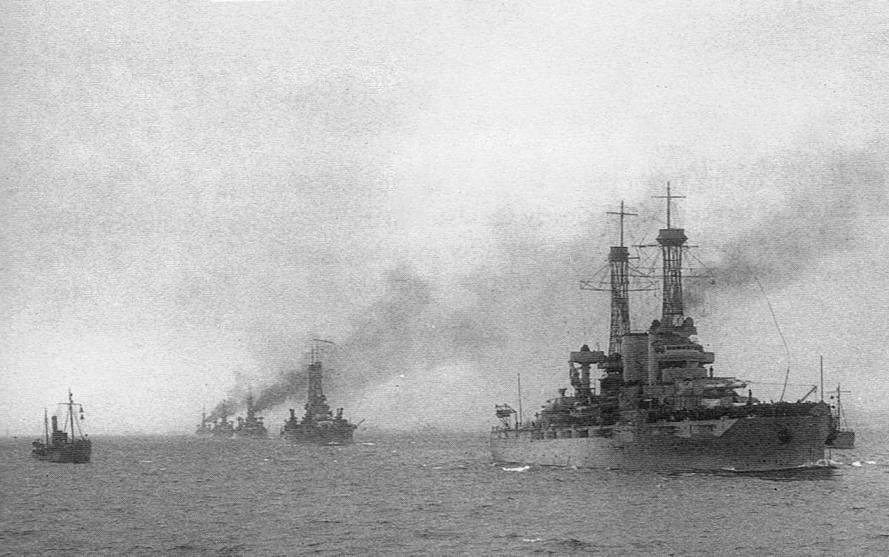
Американська 9-та дивізія лінкорів проходить поблизу шотландського міста Росайт на шляху до Скапа-Флоу. 1918

Мексиканська революція 1910 року, що спалахнула на південних кордонах Сполучених Штатів, переросла на громадянську війну, що призвела до десятків тисяч жертв, сотень тисяч біженців, зокрема тих, що бігли на північ до США. В 1914 році Президент Вільсон послав збройний контингент окупувати мексиканське місто Веракрус. Це була наочна демонстрація сили, закликана продемонструвати світові, що американці ніколи не дозволять безкарно нападати чи заарештовувати своїх військових або пересічних громадян. Приводом для цього став інцидент у Тампіко, коли солдатами режиму мексиканського президента В. Уерта були безпідставно затримані американські матроси.

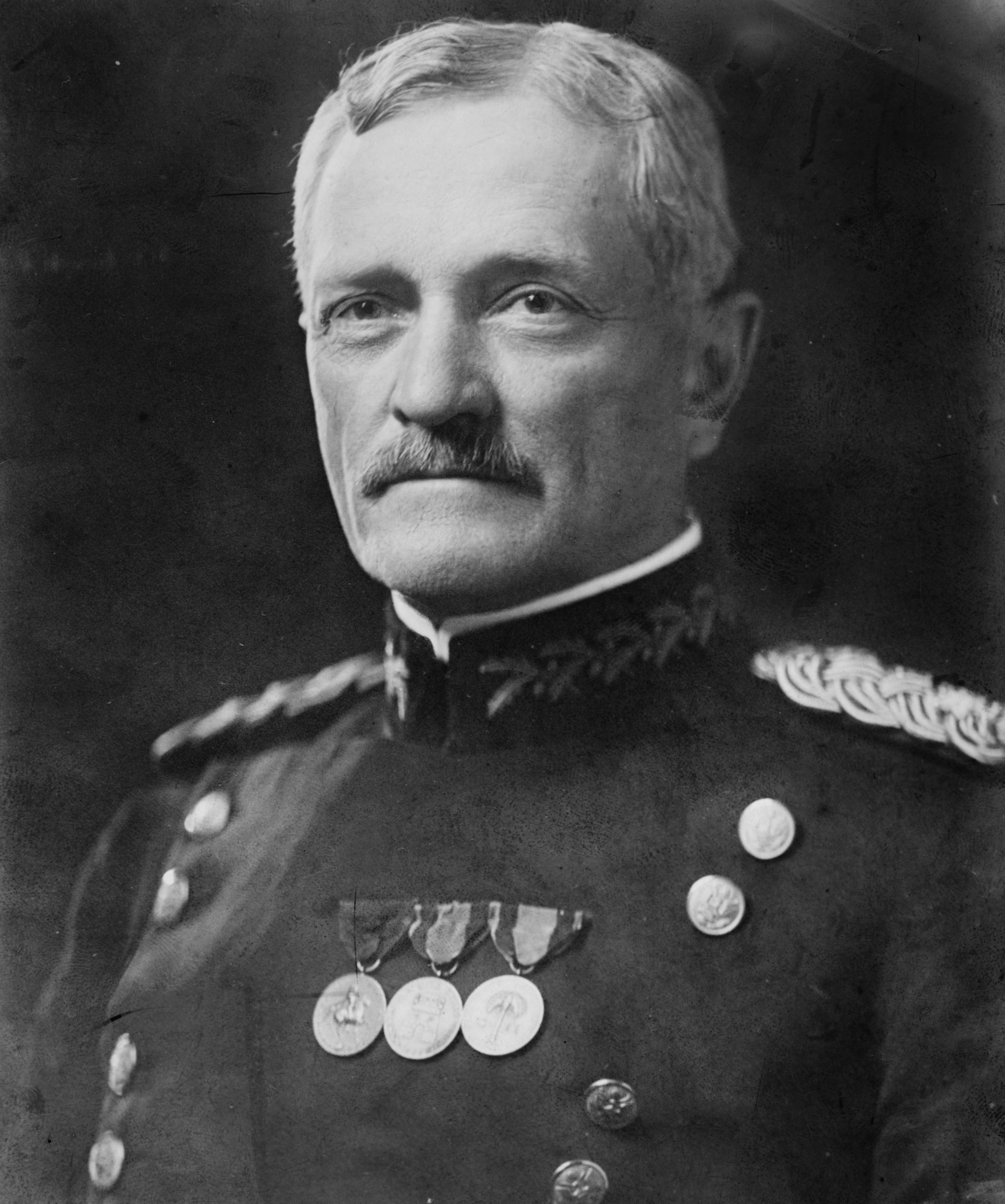
Генерал армій США Джон Першинг (1860—1948)

У 1916 році мексиканський каудильйо, генерал та революціонер Панчо Вілья зі своїм загоном з 500 вояків здійснив рейд на територію американського штату Нью-Мексико, опанував Коламбус та розграбував місцеві банки, сподіваючись у такій спосіб профінансувати свою армію. Німецькі розвідувальні служби усіляко підштовхували П. Вілью до подальших атак американських міст. За розрахунками це мусило інспірувати інтервенцію американців у Мексику та відповідно відволікти їх від втручання до подій в Європі та вступу у війну на боці Антанти. На ліквідацію загрози та покарання бешкетників П. Вілья Т. Вільсон вислав сили Національної гвардії під командуванням генерала Дж. Першинга. Проведена американським генералом каральна експедиція мала повний успіх: Панчо Вілья втік, кинувши свої війська, а американці провели глибокий рейд по північній території Мексики. На початку 1917 року Президент Мексики В. Карранса затримав бунтівника-втікача, забезпечив більш-менш відносну охорону державного кордону з США, тому війська Першинга незабаром повернулись додому.

## Перша світова війна
Кривавий конфлікт між європейськими державами, що спалахнув літом 1914 року, аж ніяк не торкнувся Сполучених Штатів. Ізоляціоністська політика держави продовжувалась, американське керівництво намагалось всіляко дотримуватись нейтралітету в європейських справах і уникнути втягування у війну. Однак, розв'язана німецькими підводними човнами необмежена підводна війна, загибель багатьох американських суден з продовольством та сировиною, котрі йшли до Британії, поступово змінила настрої американської спільноти. Попри проханням американського Президента Вільсона припинити атаки на судна Сполучених Штатів, німецькі субмарини продовжували пускати на дно океану багато їхніх суден.
У квітні 1917 року США оголосили війну Німеччині. Хоча на той час американська армія за стандартами країн Європи була дуже слабка, основу її становили призовники, американці розпочали підготовку до активних дій на Європейському театрі війни. Допомагаючи фінансово та матеріально Великій Британії й Франції, вони одночасно оголосили першу хвилю мобілізації. Набагато більше проблем виникло з мобілізацією індустріальних потужностей, перехід на військові рейки проходив дуже напружено, і перші дивізії відбули до воюючого континенту практично без озброєння та техніки, сподіваючись на допомогу британців і французів.

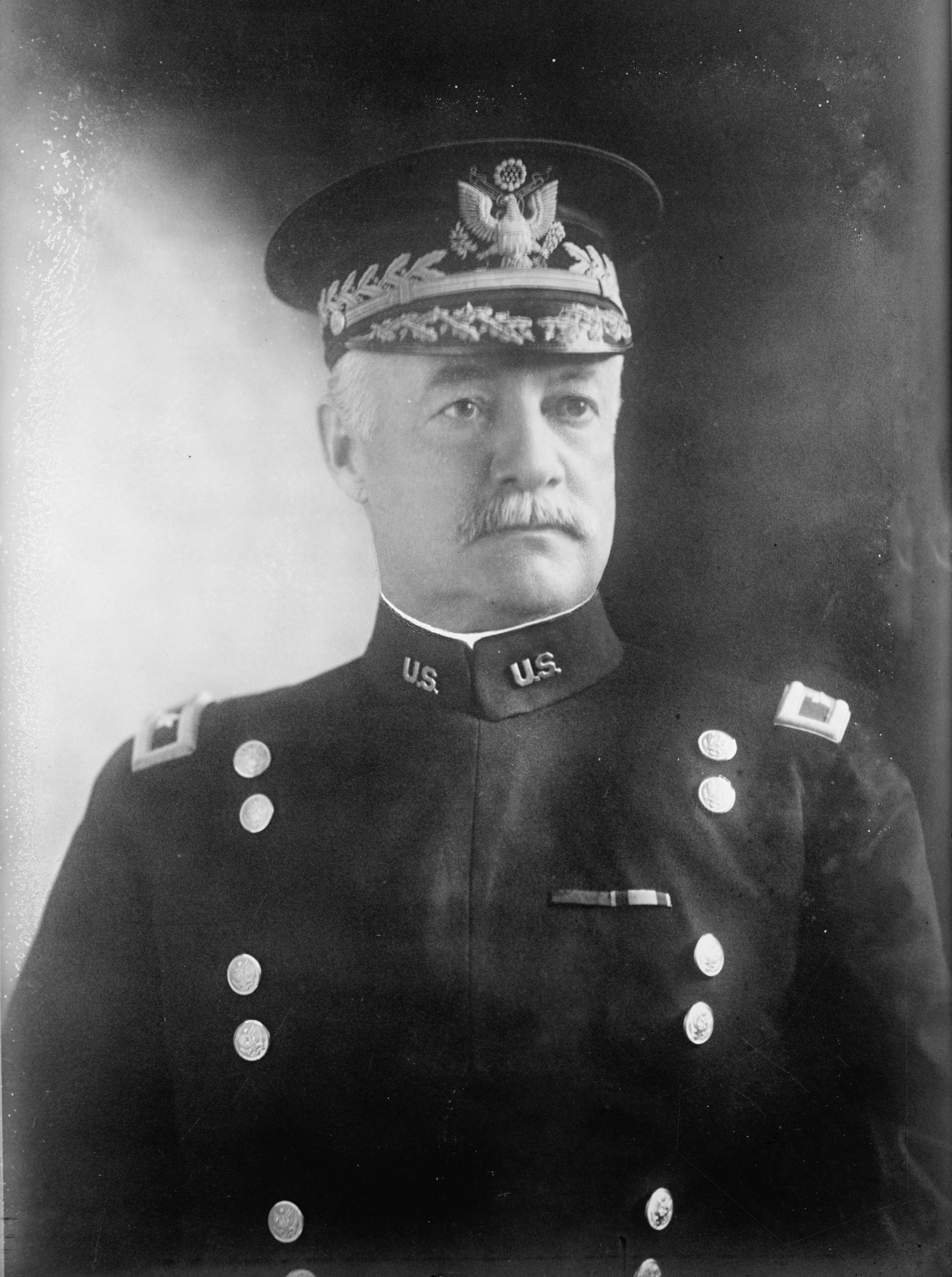
Генерал-лейтенант Хантер Ліджет (1857—1935)

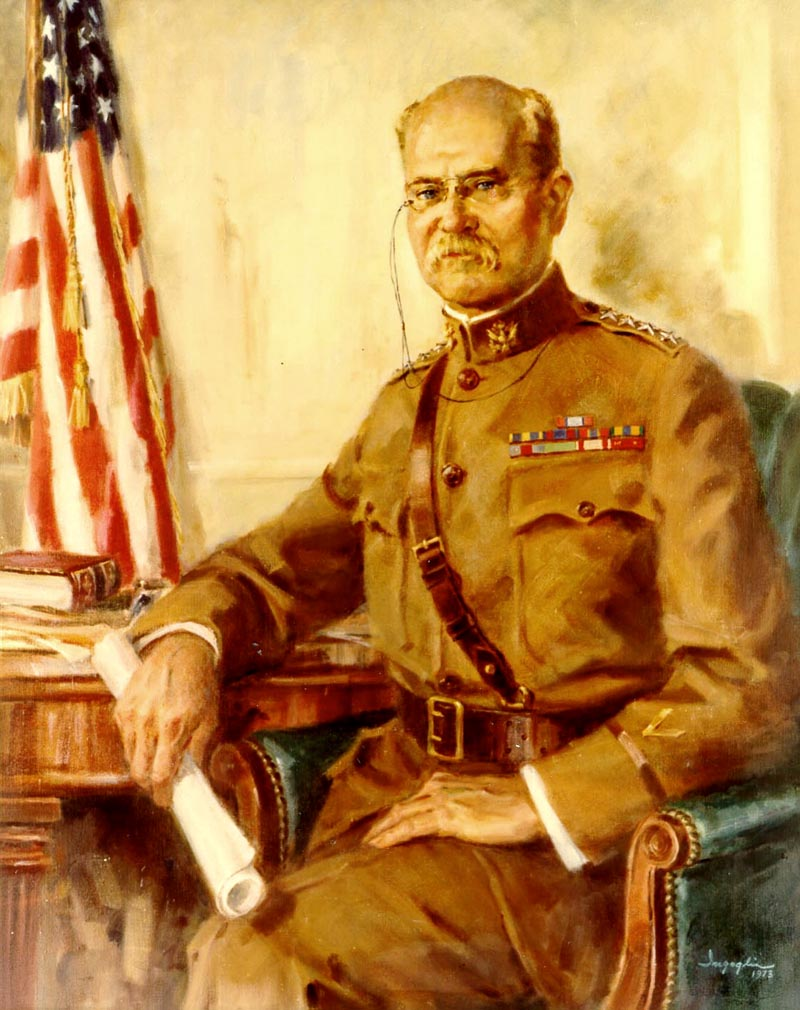
Генерал Таскер Блісс (1853—1930)

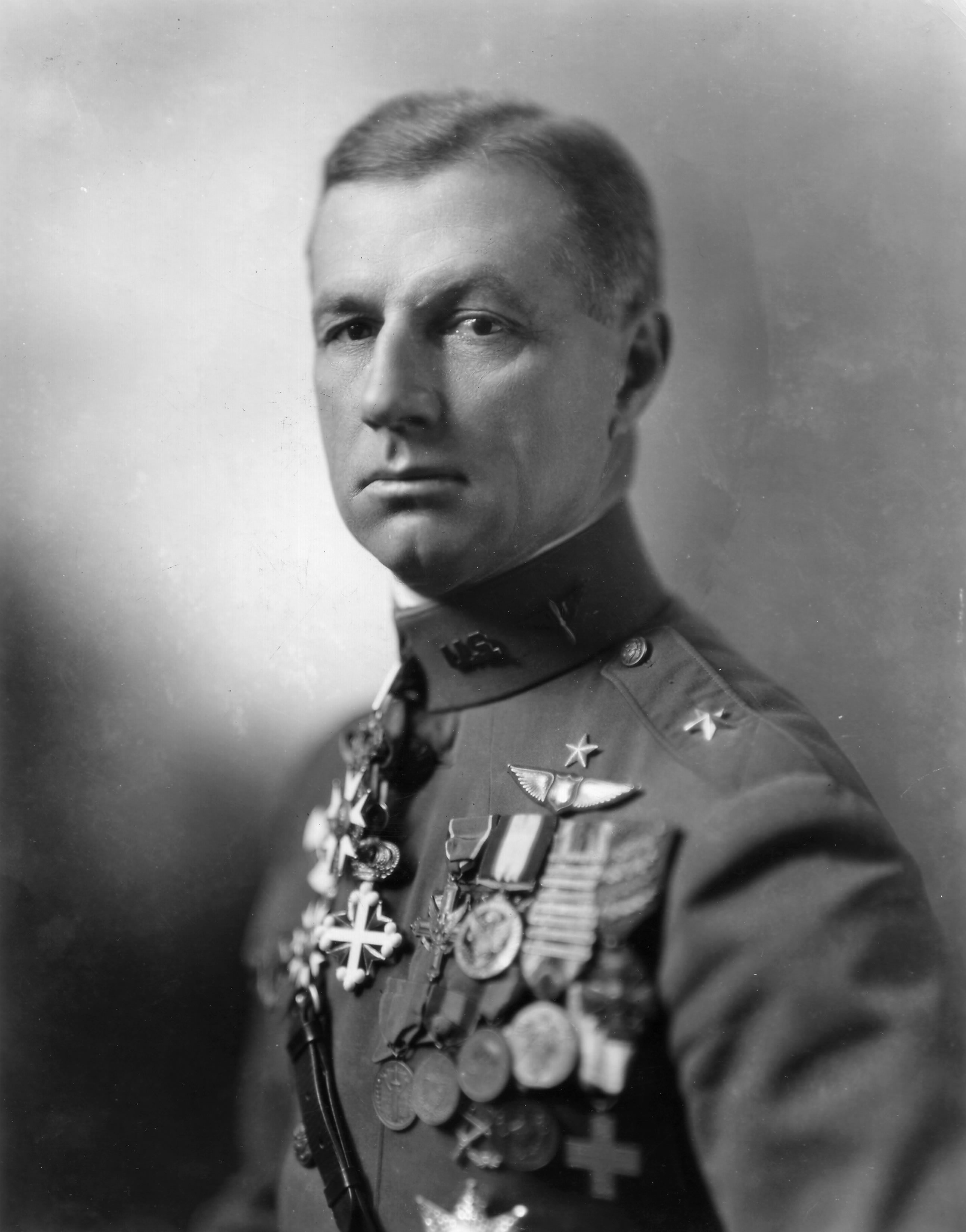
Генерал-майор Вільям Мітчелл (1879—1936)

На літо 1918 року вже мільйон солдатів Американського експедиційного корпусу генерала Дж. Першинга зосередився на Західному фронті. Кожного тижня з-за океану до Франції прибували 25 000 вояків свіжих сил. По здобуттю готовності до бойових дій 4 піхотні дивізії США були передислоковані на відносно стабільну та спокійну ділянку фронту для отримання першого бойового досвіду в обороні. Весною 1918 року американські війська, у взаємодії з французькою армією, взяли активну участь у боях біля Кантіньї та в лісі Белло Вуд. 4 липня американці провели у взаємодії з британськими формуваннями першу наступальну операцію в битві, що проводилася під загальним керівництвом австралійського командування; тут американці вперше на практиці застосували танки Mark V в бою.
Американська армія і Корпус морської піхоти зіграли ключову роль у відбитті німецького наступу весною 1918 року на Париж, під час другої битви на Марні в червні 1918 року. Провал Весняного наступу імперської армії Німеччини остаточно виснажив її останні резерви, а вступ свіжих та оснащених американських дивізій у війну поставив крапку в кривавій битві на Західному фронті.
Справжнім іспитом для американського експедиційних сил став великий наступ під час боїв на виступі Сен-Мієль, який почався у вересні 1918 року. Під час цієї битви, яка розпочалася 12 вересня 1918 р., Першинг командував 1-ю американською армію, що мала у своєму складі сім дивізій і понад 500 тисяч особового складу. До початку XXI століття ця операція залишається найбільшою за розмахом у військовій історії Сполучених Штатів наступальною операцією, що проводилася американськими сухопутними військами.
За боями за Сен-Мієль послідувала Мез-Аргоннська наступальна операція, яка тривала з 26 вересня по 11 листопада 1918 року, в ході якої генерал Першинг командував більше ніж мільйоном американських й французьких військовиків. У ході цих двох військових операцій, союзні війська звільнили від німецької армії понад 488 км² території Франції. До підписання перемир'я 11 листопада 1918, американські експедиційні сили перетворилися на сучасну, перевірену боями армію.
Німецька імперія почала сипатись, її тили лихоманило, й незабаром, 11 листопада 1918 року новий німецький уряд підписав умови повної капітуляції.

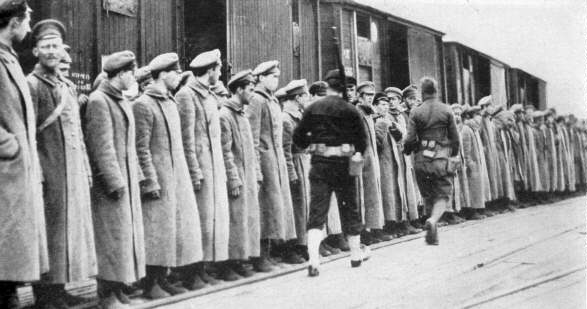
Більшовицькі полонені, затримані американськими вояками в Архангельську. 1918

Тим часом, на сході Європи розгортались події іншого характеру — Російська імперія повалилася, розколовшись на багато шматків, країну захлеснула хвиля кривавих битв усіх проти всіх. У 1918 році американці взяли участь в інтервенції військ союзників до Радянської Росії. Безпосередньо військовий контингент американських військ, силами до 5 000 чоловіків, залучався до проведення так званої експедиції «Полярний ведмідь», блокаді іноземними військами більшовиків в Архангельську.
У 1920 році США спонсорували проведення великої міжнародної конференції з обмеження військово-морських озброєнь головних наддержав 1920-х років: США, Великої Британії, Японії та Франції, а також запрошення інших морських держав. Держсекретар Ч. Г'юз запропонував формулу скорочення кількості основних видів капітальних бойових кораблів, яка була позитивно сприйнята усіма учасниками Вашингтонської конференції. За результатами цієї мирної конференції сторони погодились значно скоротити свої військово-морські сили та визначили умови запобігання виникнення збройного конфлікту в акваторії Тихого океану. Вашингтонський договір був чинним протягом 10 років, поки політична ситуація у світі не призвела до втрати його значення та повного ігнорування усіма наддержавами.

## Інтербелум

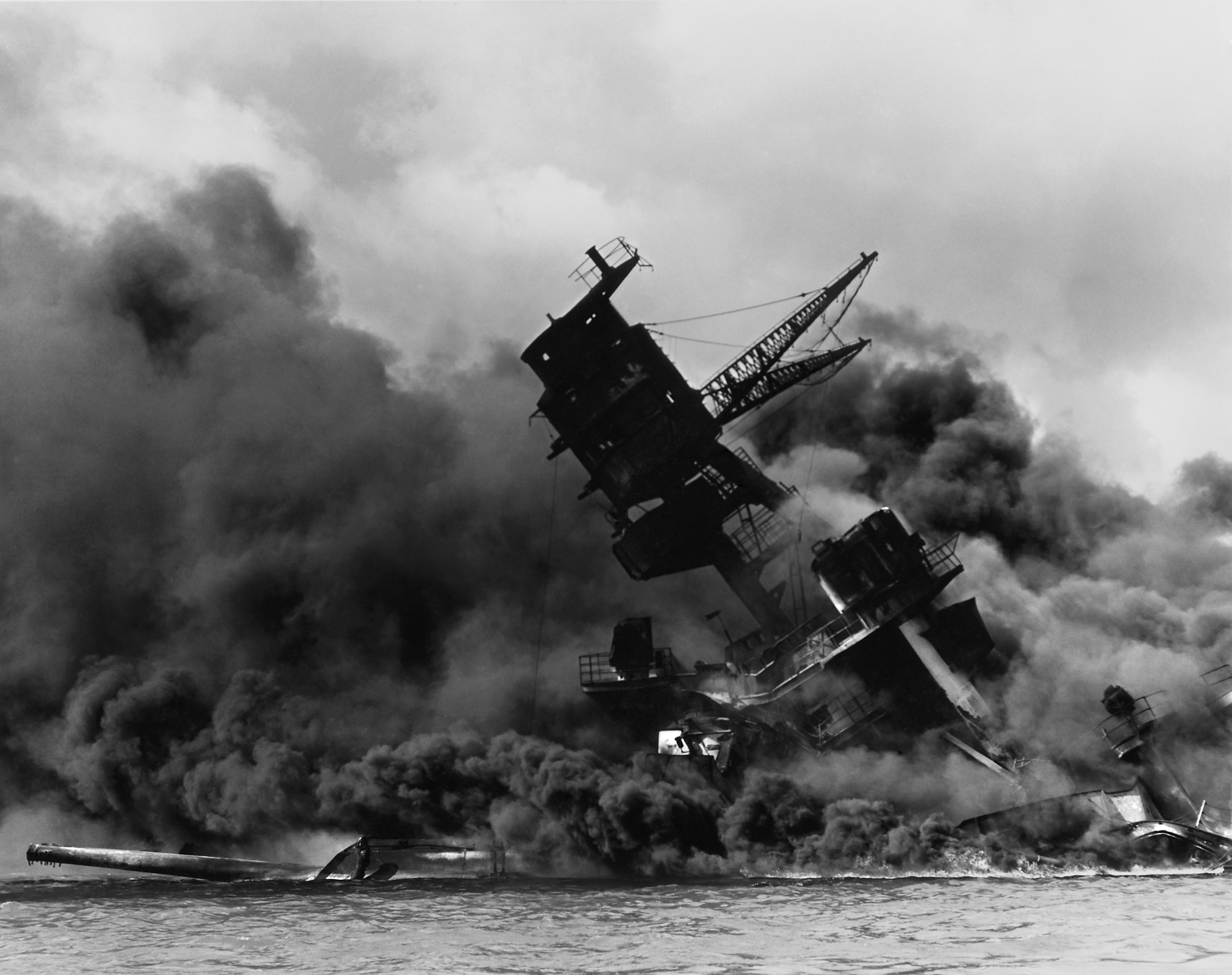
Палаючий після атаки японських торпедоносців американський лінкор «Аризона». Напад на Перл-Гарбор. 7 грудня 1941

Після завершення Першої світової війни та значних втрат серед американських громадян на чужинній та незрозумілій для них війні, позиції ізоляціонізму різко зросли серед усіх верств американського населення. Конгрес США відкинув пропозиції щодо приєднання до Ліги Націй, що утворювалась відразу після Великої війни, а з часом на фоні розгортання політичної ситуації в Європі та Азії, бажання стати осторонь від їхніх проблем посилювалось усе більше та більше. У 1930-ті роки були прийняті акти нейтралітету, які ще більше закріплювали стратегію запобігання втручання США у будь-який конфлікт на будь-чому боці. Незважаючи на це, в 1940 році Президент Ф. Рузвельт підписав закон про ленд-ліз, який дозволяв здійснювати торговельні операції, зокрема зі зброєю та технологіями, пов'язаними з військовою справою, зі своїм стародавнім партнером — Об'єднаним Королівством. Загалом Рузвельт всіляко демонстрував свою прихильність американському флоту, та у різних обставинах допомагав йому.
Так, у 1933 році він підписав дозвіл на закупівлю для ВМС на суму 238 млн. $ новітніх 32 кораблів, у той час, як країна потерпала від наслідків колосальної економічної кризи. Для порівняння, повітряний корпус армії отримав тільки 11 млн. $, що вкрай не вистачало для оновлення авіаційного парку.
Події у світі кінця 1930-х — початку 1940-х років кардинально змінили світогляд американської правлячої еліти, усе більше вони розуміли, що стояти осторонь від війни, що бурлила майже на усіх континентах не уявляється можливим, і рано чи пізно американцям доведеться встати на чиюсь сторону. З 1940 року поступово армія та флот зазнали чергової хвилі модернізації, найвищі пріоритети віддавали повітряним компонентам, як наземним, так і морських сил.

## Друга світова війна
Протягом двох перших років світового конфлікту Сполучені Штати Америки офіційно дотримувались статусу нейтралітету та невтручання у воєнні дії, що розгорнулись по всій планеті. Ця позиція країни була висловлена її Президентом Ф. Рузвельтом 5 жовтня 1937 року у промові в Чикаго. Водночас, з 11 березня 1941 року офіційна влада США розпочала підтримку Великої Британії, Китаю та СРСР за програмою ленд-лізу. На Європейському театрі війни з червня 1941 року американські військові брали участь в окупації Ісландії, змінивши там британські війська, які утримували острів з 10 травня 1940 року. На Тихоокеанському театрі дій американці потай підтримували китайські збройні сили, аж до участі в боях льотчиків-добровольців авіаційної групи «Літаючі тигри».
8 грудня 1941 року Сполучені Штати офіційно вступили у світову війну, оголосивши стан війни Японській імперії, яка щойно підступно атакувала військово-морську базу країни у Перл-Гарборі на Гаваях. Однак, інертність та неготовність американської воєнної машини адекватно відповісти на зрослу загрозу дозволила японцям доволі швидко опанувати майже усіма володіннями США, Нідерландів та Британії у Тихому океані та Південно-Східній Азії. Втрата 8 лінійних кораблів та 2 403 американських вояків на Перл-Гарборі залишила військовим США надію сподіватись тільки на власні авіаносці, які врешті-решт виграли вирішальну битву за Мідвей у червні 1942 року.

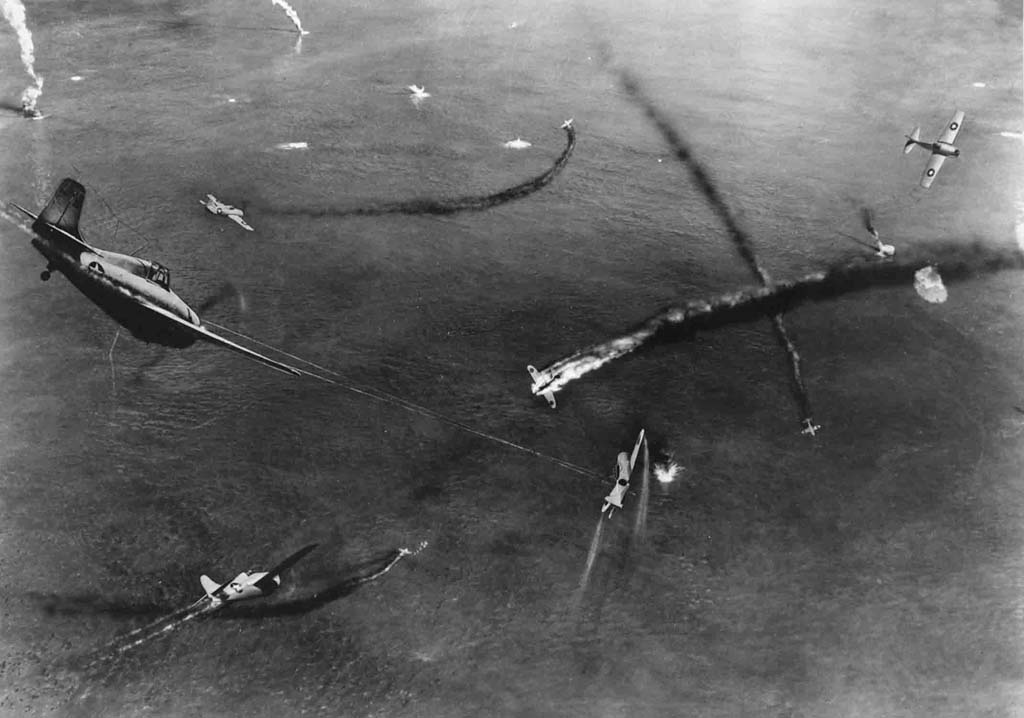
Повітряний бій між американськими палубними винищувачами F4F «Вайлкет» з авіаносця «Йорктаун» та японськими літаками. Битва за Мідвей. 4 червня 1942

Після розгрому британських та голландських колоніальних володінь, американці залишись практично наодинці з потужним та підступним ворогом. Єдиним союзником лишалась Австралія. З 1942 року в акваторії Тихого океану розгорнулась запекла битва за володіння та утримання островів, що грали роль важливих плацдармів у подальшій експансії обох сторін. Основний тягар цих операцій покладався на військово-морські сили та морську піхоту США. Ці види збройних сил билися у південній та центральній частинах Тихоокеанського театру війни, доки не вибили японських окупантів та не наблизились до її підчерев'я, опанувавши в битві за Окінаву один з найвигідніших плацдармів.
У той час, як війна на Тихому океані мала яскраво виражений морський характер дій, де битви не велись величезними формуваннями та в класичному розуміння тих часів, армія США перекидала мільйони своїх солдатів та тисячі танків і літаків до Великої Британії, єдиного доступного плацдарму на Європейському театрі війни. З 1943 року американці разом з британським Бомбардувальним командуванням розпочали стратегічні бомбардування найважливіших об'єктів на території Третього Рейху та окупованих країн, намагаючись підірвати військовий потенціал противника. З листопада 1942 року вони зі своїми союзниками приступили до наземної фази визволення окупованих земель, висадивши стратегічний морський десант у Північній Африці. За ним настали черги висадки десантів на Сицилію та континентальну Італію в 1943 році, на півночі та на півдні Франції в 1944.
У травні 1945 року найнебезпечнішій ворог союзних держав — нацистська Німеччина капітулювала. Усі зусилля союзників повернулись до останнього з країн Осі — Японської імперії. Однак, відверто усвідомлюючи ціну, яку доведеться сплатити за боротьбу з японцями за результатами попередніх боїв і битв, американці шукали шлях, яким можливо було закінчити воєнні дії з мінімальними втратами серед американських та союзних військ.
6 та 9 серпня 1945 року американські Повітряні сили вперше у світовій історії застосували в бойових умовах атомні бомби в Хіросімі та Нагасакі. Виснаженість японської економіки, нестача резервів та загальне небажання продовжувати війну на фоні таких втрат і початку Радянсько-японської війни підштовхнули японське керівництво до капітуляції й наступній окупації Японських островів союзними військами.

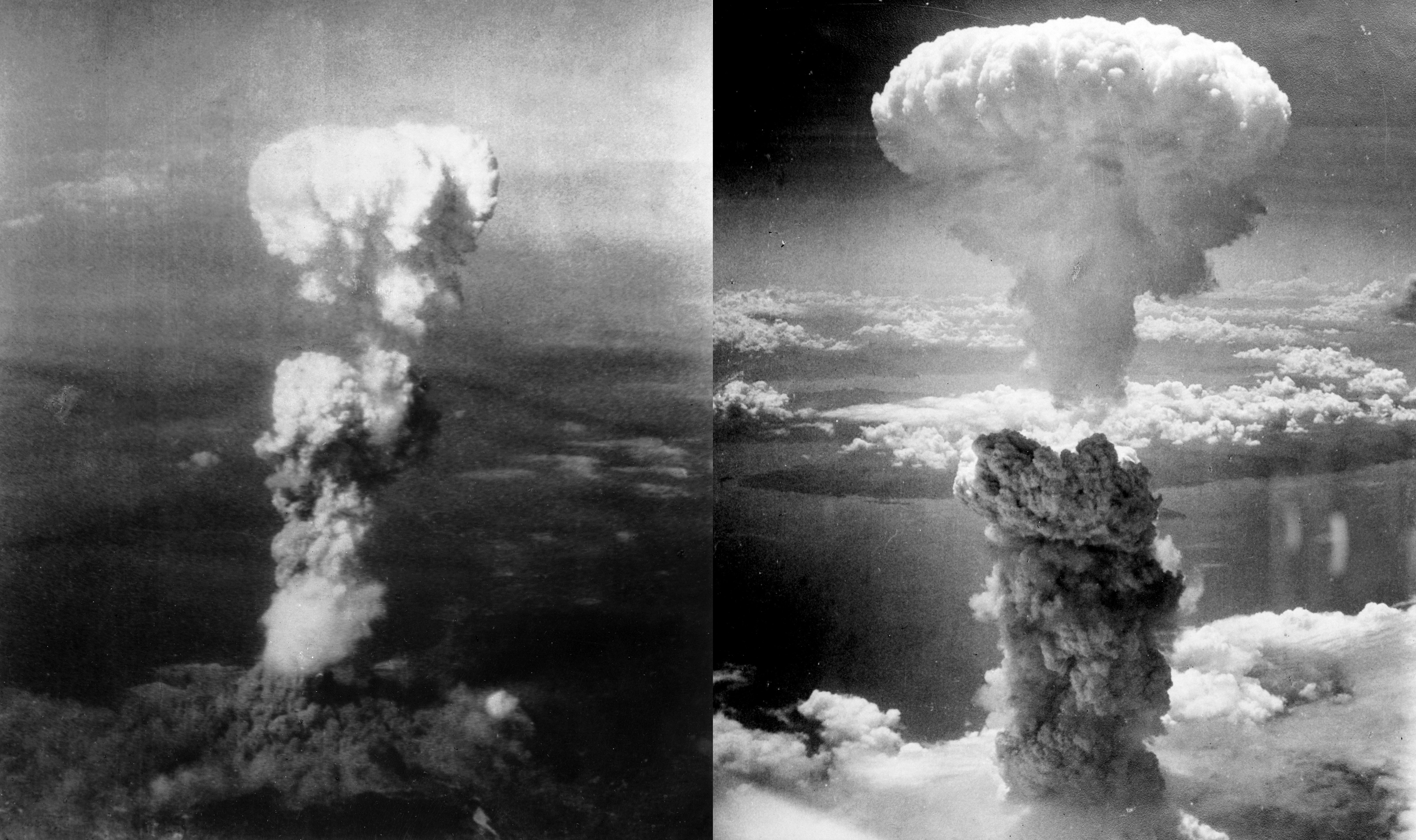
Ядерне бомбардування Хіросіми і Нагасакі

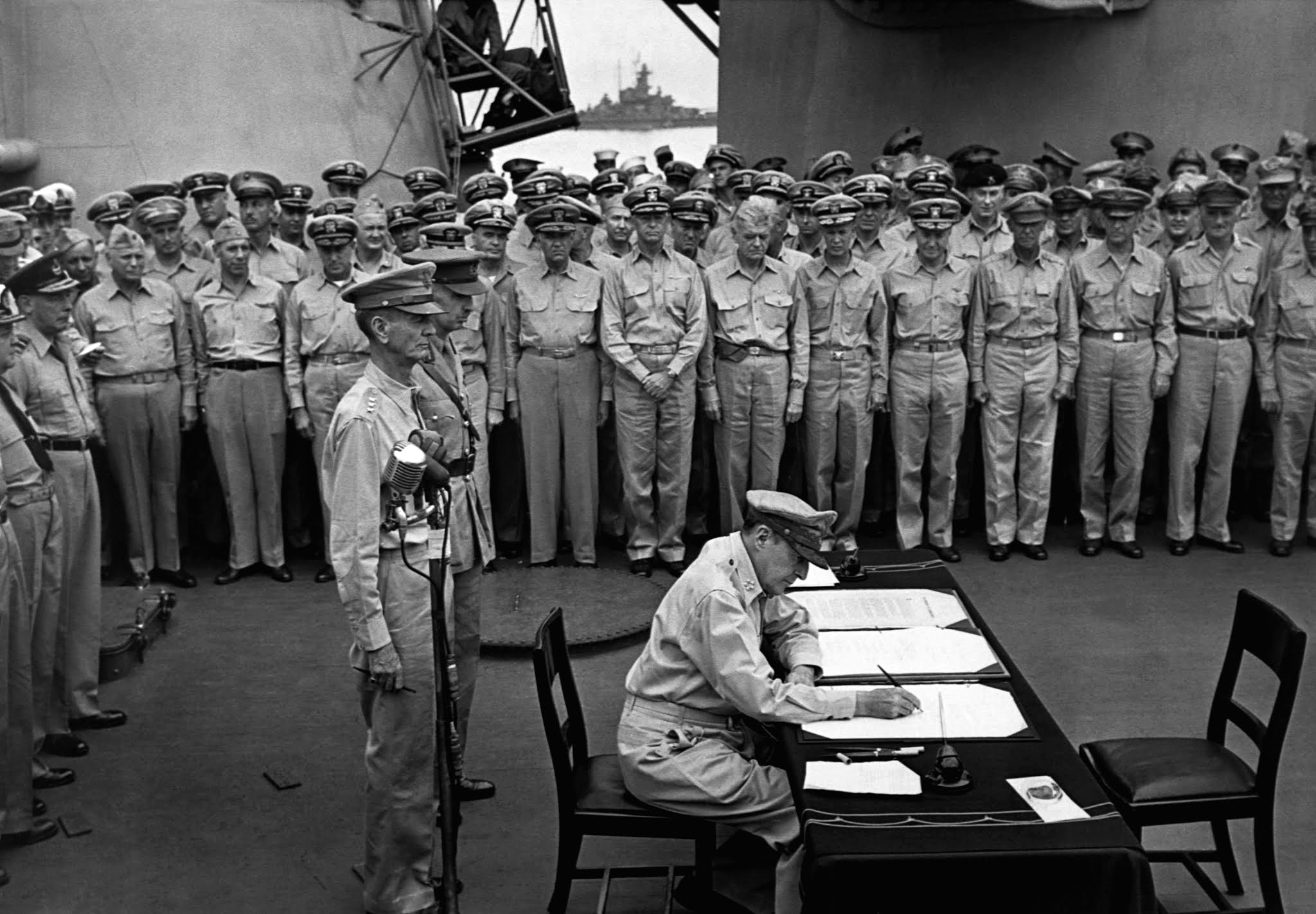
Генерал армії Дуглас Макартур на борту лінійного корабля «Міссурі» підписує акт про капітуляцію Японської імперії. 2 вересня 1945

З часів Другої світової війни Сполучені Штати стають одною з домінантних сил у світі. Їхня індустріальна потужність стала запорукою перемоги союзників у світовому конфлікті. Ця війна залишила незгладний слід у пам'яті американського народу, вона стала їхнім найбільшим тріумфом, люди, які билися за свободу інших народів та націй стали іменуватись «Найвеличнішим поколінням». Більше ніж 16 млн американських громадян (майже 11 % населення країни) служили на фронтах Другої світової, більше ніж 290 000 віддали своє життя у боях та битвах, ще 670 000 були поранені. 130 201 американський вояк потрапив у полон до ворожих сил, з яких 116 129 повернулись після війни додому. Війна коштувала США 341 млрд доларів у цінах 1945 року, що становило 74 % ВВП країни на той час.
Разом з СРСР, США стали наддержавою світу, однак на відміну від комуністичної держави, американська земля не зазнала нищівних наслідків та руйнувань війни.
За час війни проти нацизму та наступні роки між Сполученими Штатами і Великою Британією встановились тісні та плідні товариські стосунки в особливості у сфері спільної оборони та розвідки. Багато американських військових розмістилося на Британських островах і землі Англії досі лишаються однім з найбільших місць дислокації американських військових сил на планеті. Британські та американські колеги ділились між собою усіма технологіями, зокрема в галузі ядерної зброї.

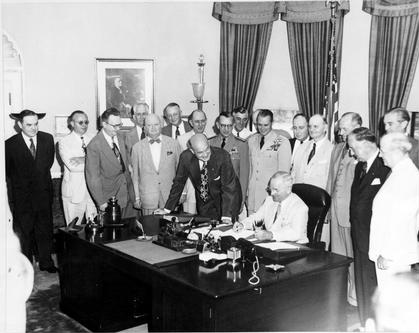
Президент США Гаррі Трумен підписує поправки до «Закону про національну безпеку» на офіційній церемонії в Овальному кабінеті Білого дому. 10 серпня 1949

## Холодна війна
Але мир та ейфорія від суспільної перемоги над ворогами не довго тривала у світі. Вже в 1946 році між колишніми союзниками по антигітлерівській коаліції розв'язалась Холодна війна, яка тривала більше ніж 40 років. Обидві сторони, США та Радянський Союз використовували будь-які можливості послабити супротивника та втягнути його у так звані проксі-війни. Для Сполучених Штатів найнебезпечнішими та найкоштовнішими стали війни у Кореї та В'єтнамі. У політиці панувала концепція взаємного гарантованого знищення.
Холодна війна стала вінцем політичного, ідеологічного та військового протистояння двох систем, двох наддержав — США та СРСР. Політика Сполучених Штатів базувалась на двох ключових принципах — стримування комунізму та загроза застосування стратегічної ядерної зброї. Плодом протистояння стало утворення Північноатлантичного альянсу (НАТО), де американці грали вирішальну та домінуючу роль. Обидві країни, незважаючи на запекле протиборство, практично не мали випадків застосування своїх сил один проти одного. Обидві сторони, США та Радянський Союз використовували будь-які можливості послабити супротивника та втягнути його у так звані «проксі-війни».
Після завершення Другої світової війни Збройні сили США перейшли до розформування та реорганізації власної структури. Національний закон про безпеку 1947 року заклав основи кардинальних змін у цілісній системі забезпечення безпеки Сполучених Штатів. Найважливішим стало об'єднання Військового та Військово-морського міністерств в єдине міністерство оборони країни. Також утворювались Рада національної безпеки, Центральне розвідувальне управління та відокремлювався від армії новий самостійний вид збройних сил — Повітряні сили США.

### Корейська війна

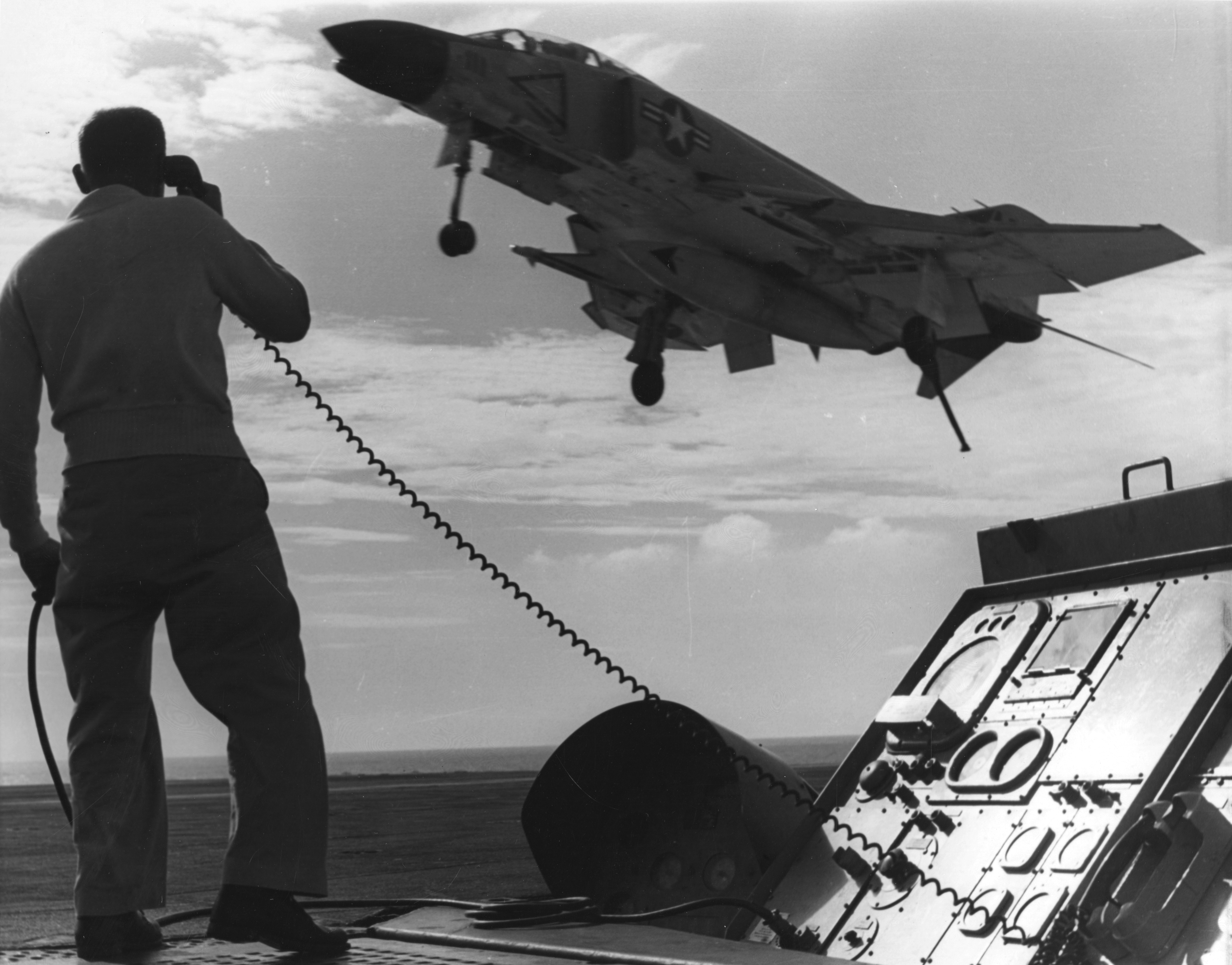
Посадка винищувача F-4B Phantom II на борт авіаносця «Мідвей». Війна у В'єтнамі. 1965

З 1950 року американські збройні сили поринули у новий серйозний конфлікт, що спалахнув на Далекому Сході. 25 червня 1950 року війна розв'язалась між владою на півдні щойно визволеної від японської окупації Кореї, яку у відкриту підтримували США, та очолювані ними сили ООН, та комуністичним режимом на півночі Корейського півострову за потайливій підтримці СРСР і Китаю. Основні бойові дії точились між військами Півдня та Півночі. Головними союзниками Сеулу були США, Канада, Австралія та Велика Британія й ще багато країн, що надіслали свої війська їм на допомогу під егідою Організації Об'єднаних Націй. Пхеньян мав підтримку з боку китайських збройних сил, а також радянських радників і льотчиків, що брали безпосередню участь у боях.

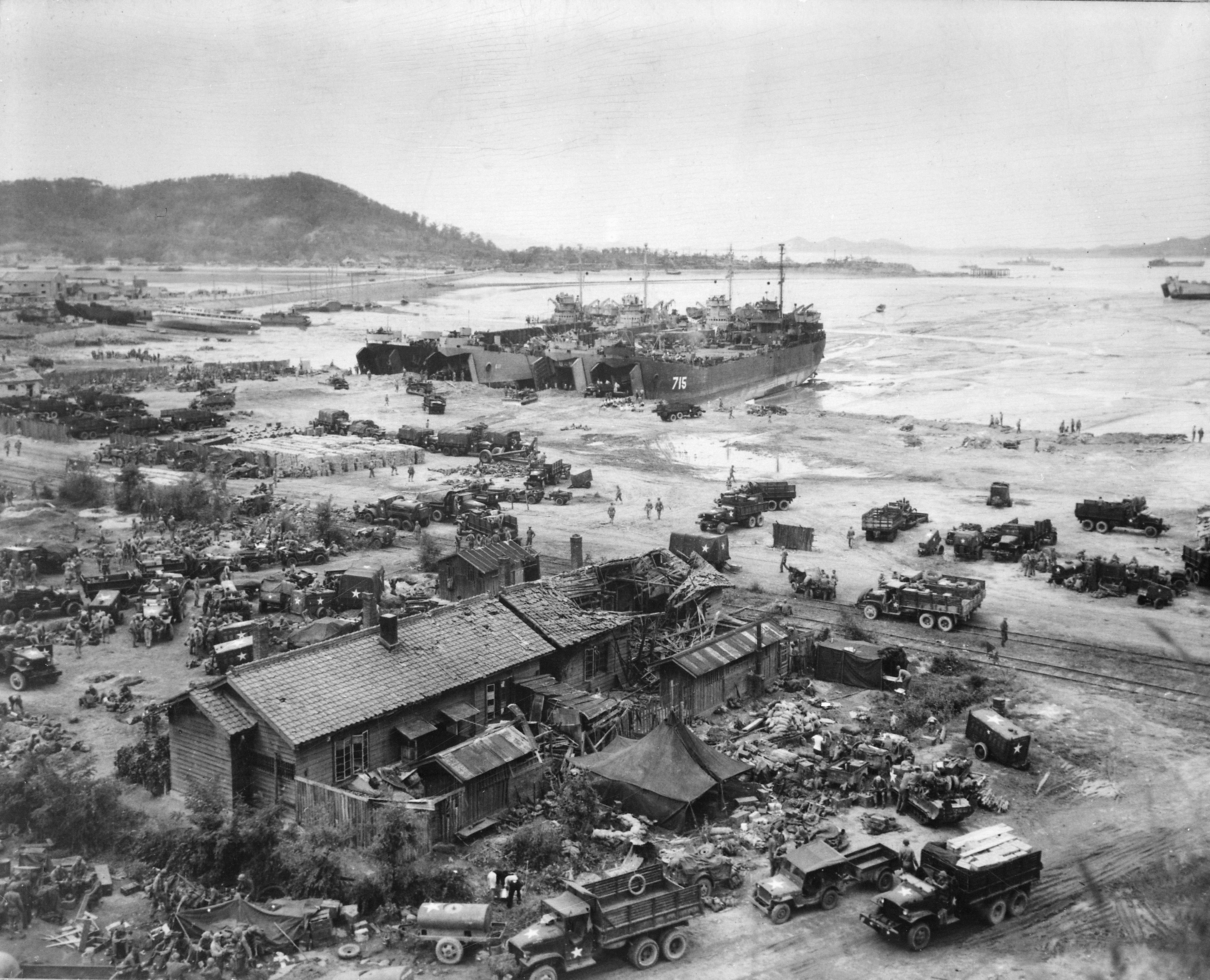
Висадка американського морського десанту з десантних кораблів LST у корейському порту Інчхон. Корейська війна. 15 вересня 1950

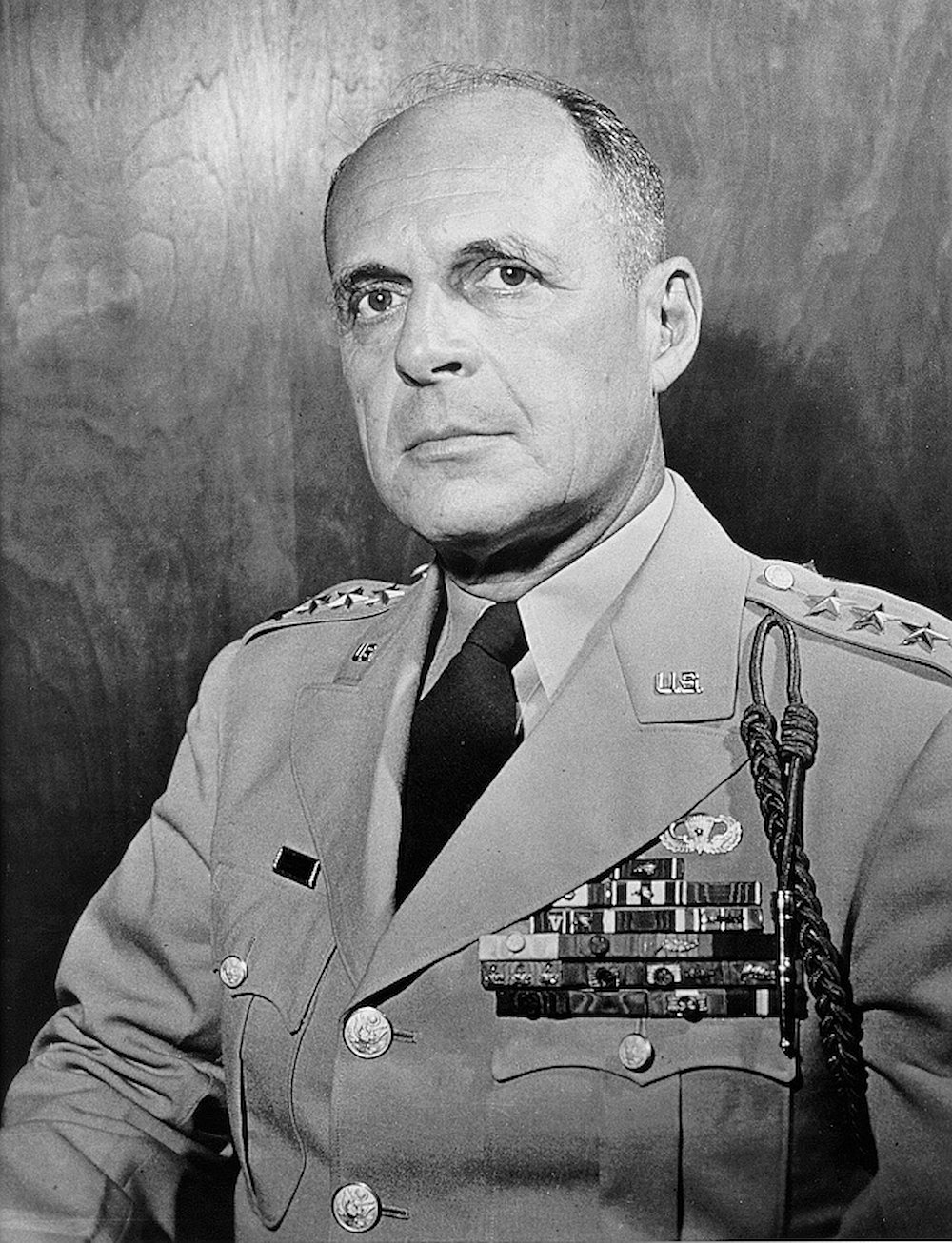
Генерал Метью Ріджвей (1895—1993)

Початок війни ознаменувався колосальними втратами для Півдня й американських військ, що надавали допомогу корейській армії. Літом вони відступали по всьому фронту й маже втратили контроль над країною. Однак, війська ООН під проводом легендарного генерала Д. Макартура припинили відступ та міцно утримували невеликий плацдарм на півдні півострову навколо Пусана, вигравши головне в цій війні — час. Макартур провів зухвалу але дуже ризиковану операцію з висадки морського десанту в тилу ворожих сил — біля Інчхону, відрізавши найбоєздатніші сили північно-корейської армії від тилів та, швидко просуваючись, уперед перетнув 38-у паралель, що слугувала колись тимчасовим кордоном між Північчю та Півднем. Війська ООН потужним ударом майже вщент розтрощили війська Пхеньяну та вийшли на рубіж річки Яалу на китайсько-корейському кордоні, коли у жовтні 1950 року несподівано в битву втрутились китайські регулярні війська, які під виглядом так званих «добровольчих дивізій», розпочали масштабні наступальні дії проти оонівських сил.

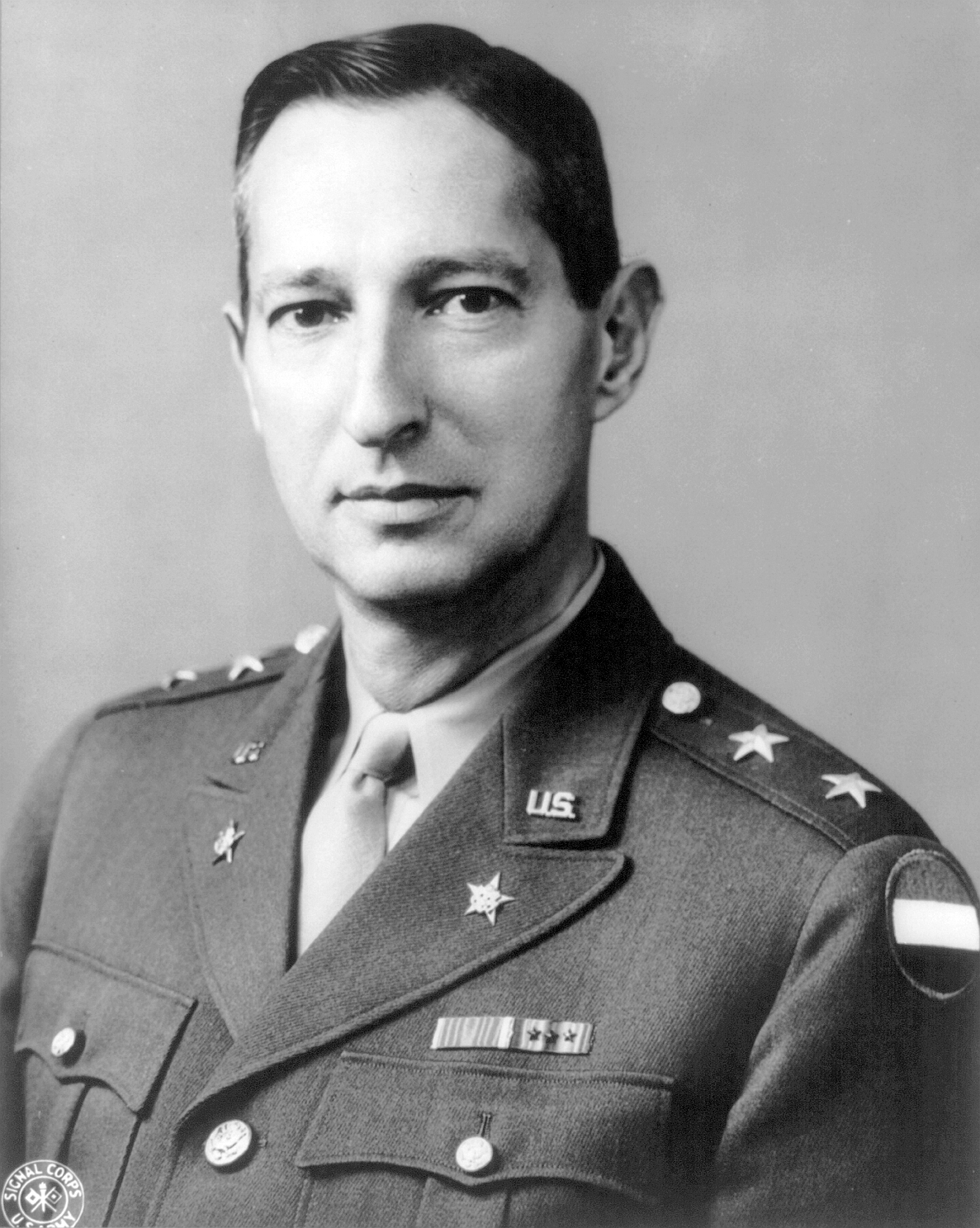
Генерал Марк Вейн Кларк (1896—1984)

Війна набула нового витку напруженості, бої палали по всій лінії зіткнення, війська союзників поступово відкочувались на південь. Президент Трумен, нещодавно мріявши про об'єднання Кореї, оголосив про нову стратегію — стратегію стримування та поділ країни на дві складові. Однак, генерал Макартур продовжував наполягати на тому, щоб розтрощити комуністів та об'єднати усю Корею. Через свою непримиримість його було відсторонено від посади головнокомандувача й звільнено у відставку.

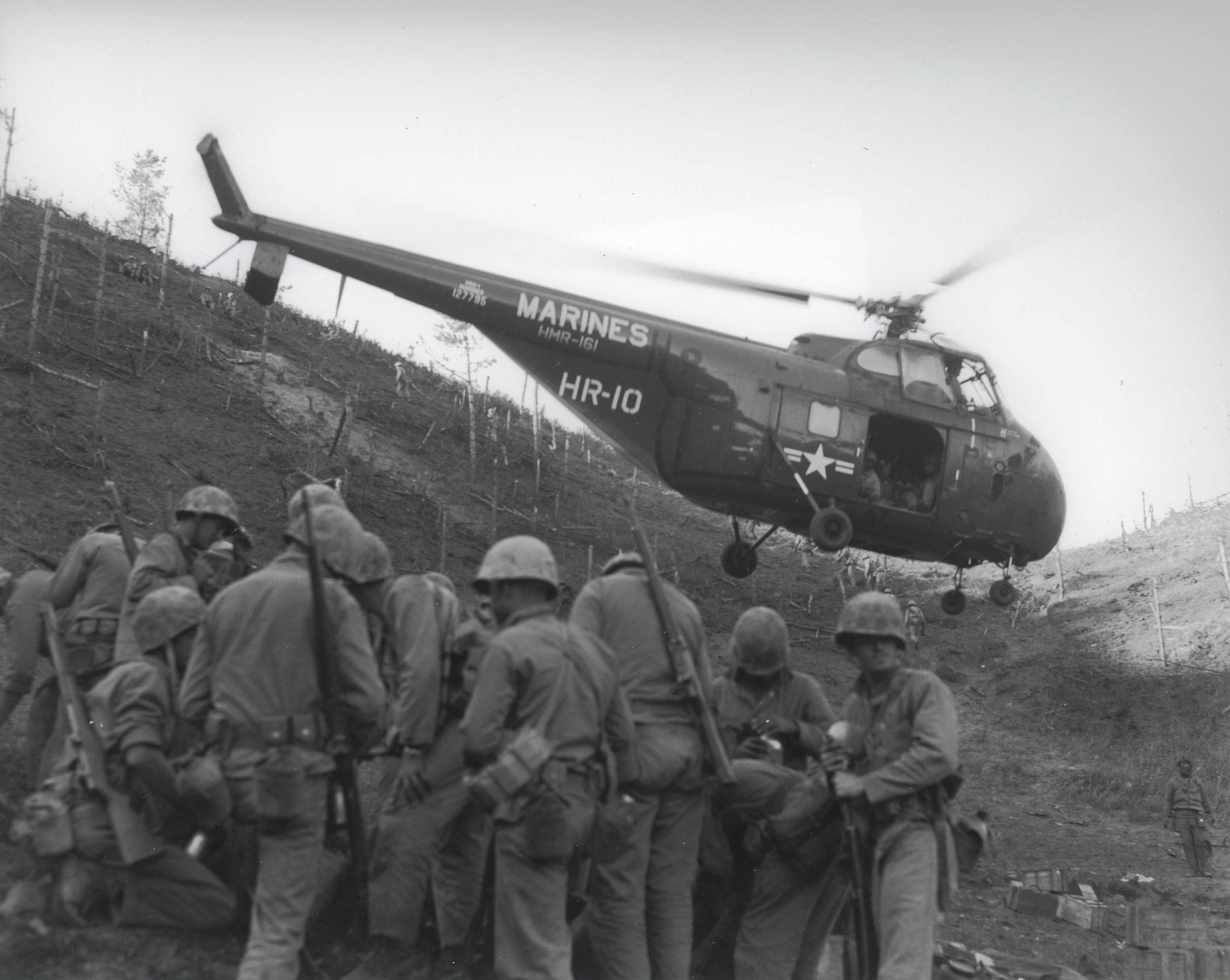
Десантно-транспортний вертоліт H-19 «Чікасоу» забирає поранених морських піхотинців. Корейська війна

Мирні переговори щодо майбутнього Кореї тривали понад двох років, доки новий Президент Д. Ейзенхауер не пригрозив Китаю застосуванням ядерної зброї й сторони погодились на компроміс. Статус корейської держави повернувся у відправну точку з незначними територіальними змінами. Південна та Північна Кореї понад 60 років перебувають у стані війни, мирний договір між ними так і не був підписаний.
Корейська війна стала першим у ядерну еру досвідом застосування збройних сил, коли від політики економічного стримування комуністичних ідей, Захід перейшов до політики військової протидії навалі. Й хоча війна на Корейському півострові практично зайшла в глухий кут, розповзання «червоної» загрози консолідувало Західний світ та значно посилило позиції США. Натомість розпустити свої формування, як це було після світової війни, американські збройні сили значно посилились і до сьогодення продовжують утримувати потужний військовий компонент на території свого союзника, Південна Корея грає важливу роль у зовнішньополітичній діяльності Сполучених Штатів.
З точки зору розвитку військового мистецтва у воєнних діях здобули широкого застосування вертольоти, які використовували для ведення розвідки, евакуації та перекидання військ, а також проведення пошуково-рятувальних операцій.
З липня по жовтень 1958 року американські морські піхотинці взяли участь в операції «Блю Бет», розгортанні військового формування на підтримку про-західного уряду Лівану під час Ліванської кризи того року.
28 квітня 1965 року 400 морських піхотинців висадились у Санто-Домінго з метою евакуації американської амбасади та іноземних фахівців з Домініканської Республіки, після того, як місцеві військові здійснили спробу повалення режиму цивільної хунти. До середини травня американці зосередили на острові понад 23 850 вояків армії, авіації та морської піхоти. 38 бойових кораблів забезпечували підтримку з моря. У ході проведення військової операції близько 6 500 громадян з 46 країн було евакуйовано, на охоплений заворушеннями острів доставлено понад 8 млн тонн продовольства.

### Війна у В'єтнамі
З кінця 1950-х років американські збройні сили опинились усе більше втягнутими у довготривалий конфлікт, що бушував на теренах колишньої французької колонії — Індокитаю, який тривав для них до 1975 року. Затягування американських військових у цю війну наростало повільно й врешті-решт перетворилось на повномасштабне втручання регулярних збройних формувань у затяті бої на території всього Південного В'єтнаму, сусідніх землях Камбоджі та Лаосу, а також бомбардування Північного В'єтнаму стратегічною авіацією.

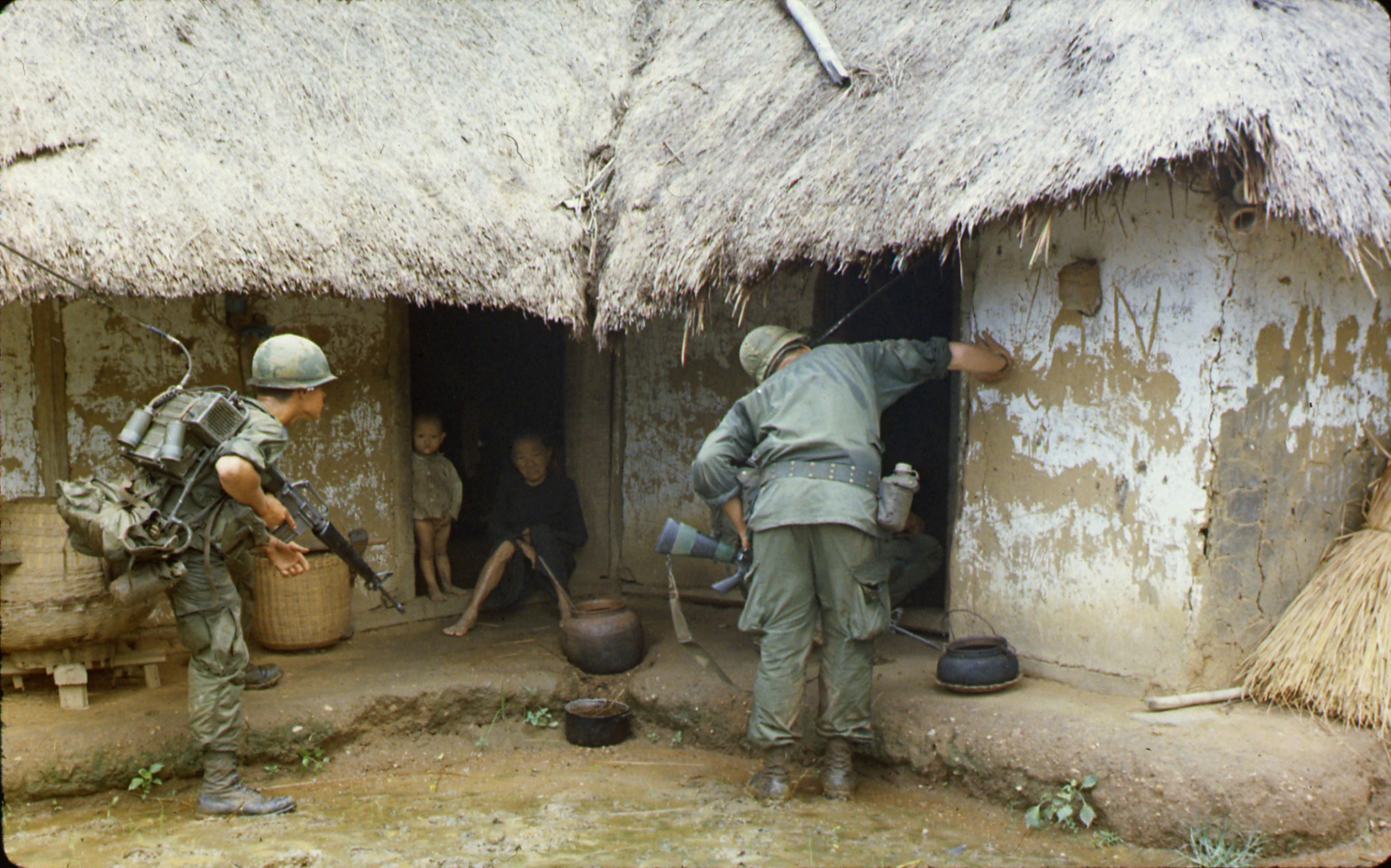
Солдати 1-ї кавалерійської дивізії США обшукують будинок у південнов'єтнамському селі. Операція «Ірвінг», Біньдінь, жовтень 1966

Американські військові радники прибули наприкінці 1950-х років з метою надання консультативної допомоги армії Південного В'єтнаму, що змагалась з повстанцями комуністичного В'єтконга. З 1964 року збройні сили США приступили до прямого втручання своїх регулярних військ у бойові дії, після того, як Президент країни Л. Джонсон отримав від Конгресу дозвіл на застосування американських військ за наслідками Тонкінської резолюції. На боці Сполучених Штатів, крім південно-в'єтнамської армії, виступили її союзники в Тихоокеанському регіоні — Південна Корея, Таїланд, Австралія, Нова Зеландія та Філіппіни. Коаліція сил билася проти регулярних збройних сил Північного В'єтнаму та Національного фронту Визволення (В'єтконгу), що діяв на Півдні розділеної країни. В'єтнамські комуністи та їхні прибічники отримували колосальну допомогу, зокрема військовою технікою, озброєнням та майном, від Радянського Союзу й Китаю. В такій спосіб війна у Південно-Східній Азії перетворилась на чергову проксі-війну між двома системами.

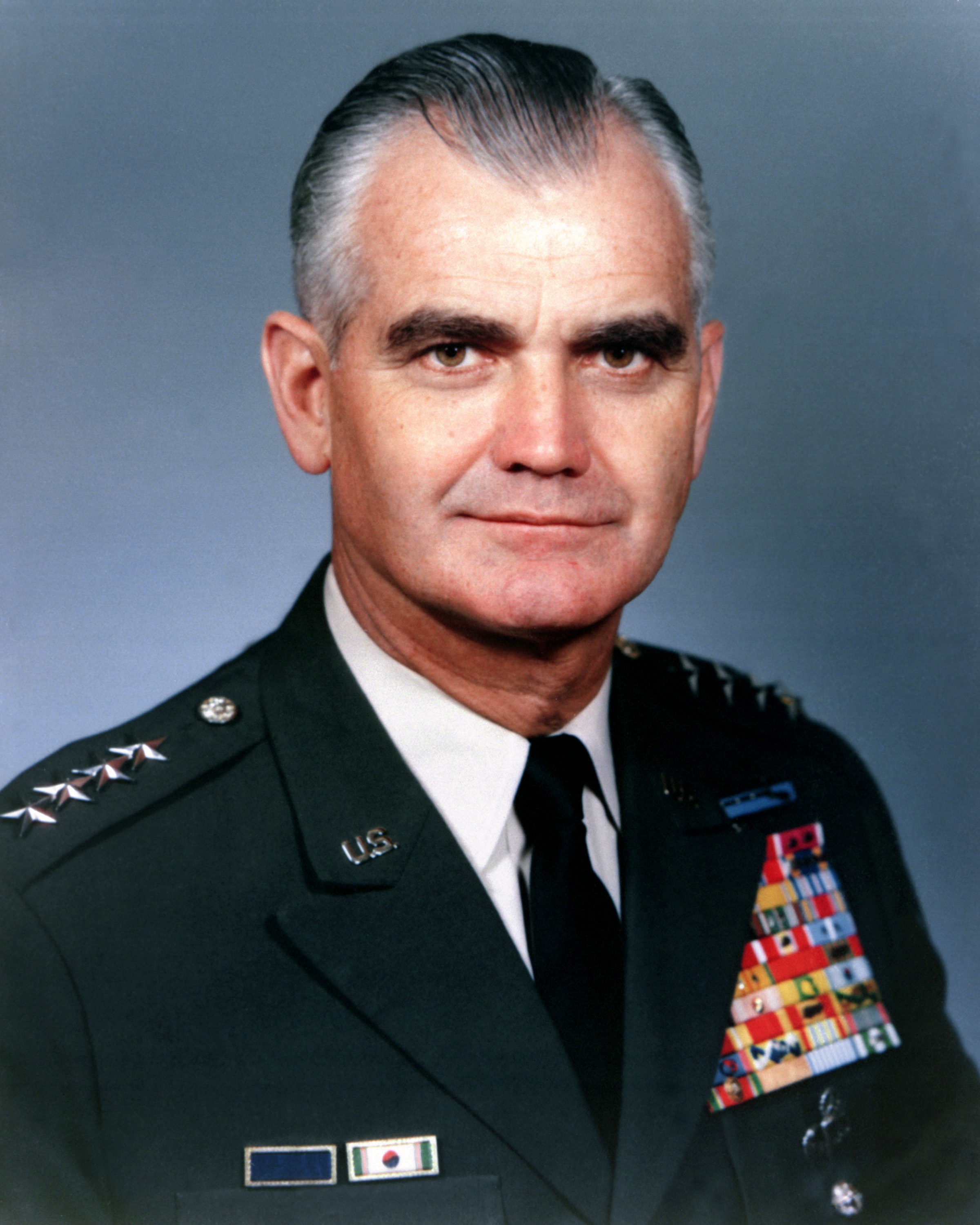
Генерал Вільям Вестморленд (1914—2005)

За весь час війни стратегія застосування своїх збройних сил змінювалась неодноразово. Кампанія стратегічного бомбардування території Північного В'єтнаму перебувала під жорстким контролем Білого дому з політичних обставин і до 1972 року уряд США концентрував завдання ударів по важливих об'єктах, шляхах постачань та базах, уникаючи уражень великих міст, у першу чергу Ханоя та Хайфона. Багато ударів завдавалось по так званій стежці «Хо Ші Міна». Водночас, керівництво сухопутних військ, в особі генерала В. Вестмореленда, наполягало на тотальному знищенні наземного противника, й попри величезні втрати з боку американців, вело бойові дії по всій території, яку контролював Сайгон. Поступово ставлення пересічних американських громадян різко змінилось і в країні почали наростати протестні настрої, що все більше розпалювались на фоні важких втрат у чужій та далекій країні.

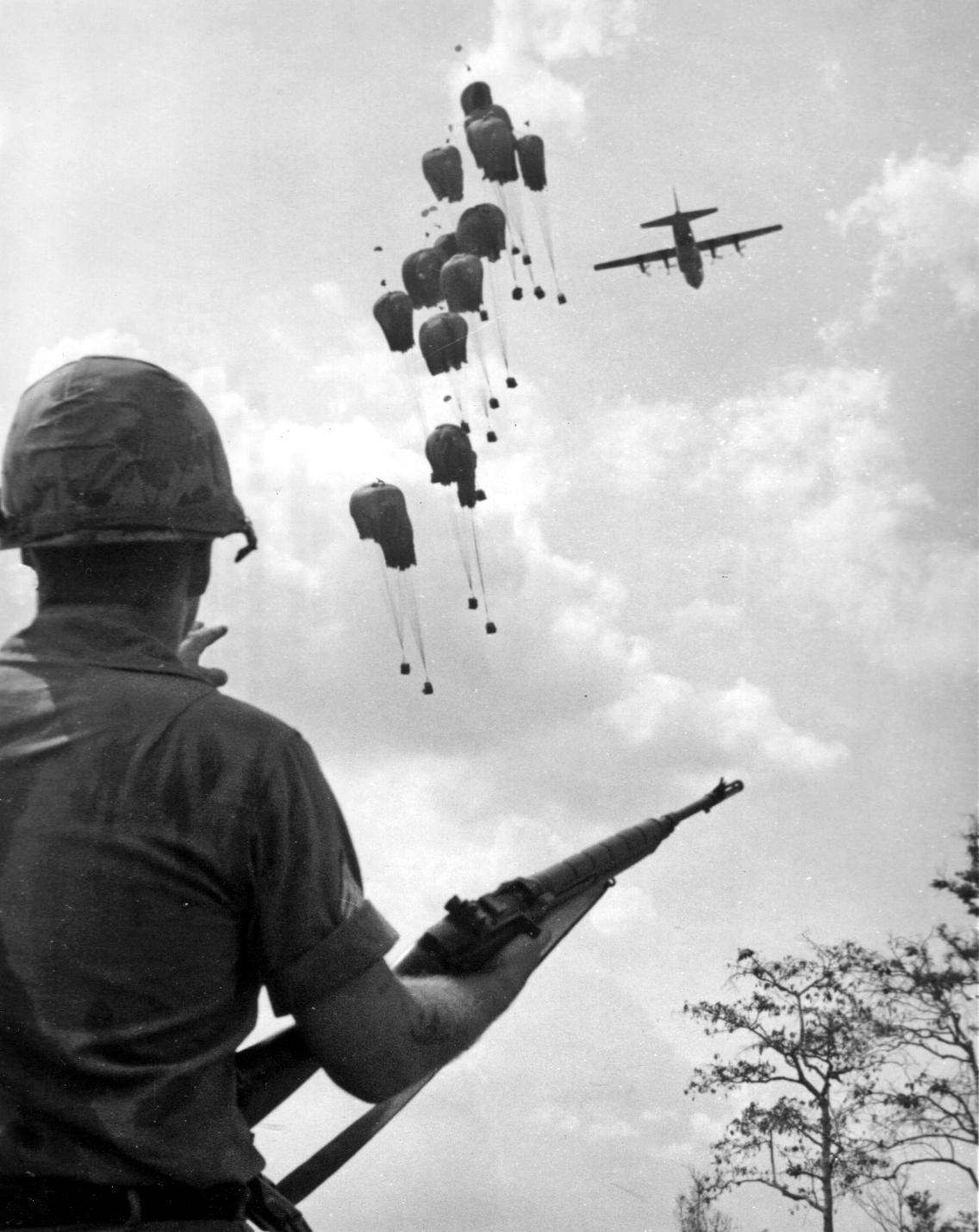
Операція «Джанкшен-сіті». Війна у В'єтнамі. 1967

Офіційна позиція Сполучених Штатів полягала в тому, що ця війна є стримуванням розповзання комунізму у Південній Азії, однак, війська, що билися на в'єтнамській землі з кожним роком ставали усе більше незадоволеними результатами боїв. У першу чергу, тактика дій супротивників відрізнялась кардинально, американці ніяк не могли розбити ворога у вирішальних битвах, до того ж їх дратувала некомпетентність та продажність військовиків Південного В'єтнаму. Тетська битва в 1968 році, хоча й стала однією з вирішальних битв у війні, разом з цим стала поворотним пунктом у психологічному сприйнятті війни, що точилась далеко від рідних кордонів за невідому ідею та незрозумілі для простих американських солдатів цілі.

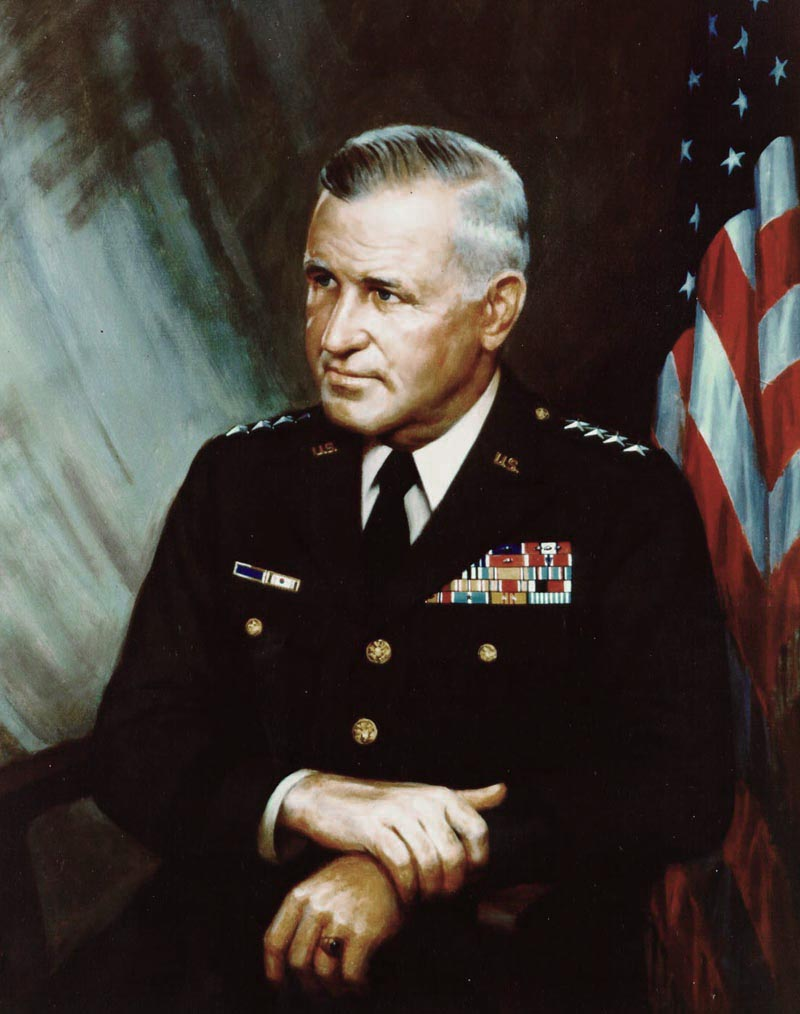
Генерал Крейтон Абрамс (1914—1974)

Президент Р. Ніксон, намагаючись досягти розрядки у напружених стосунках з СРСР та Китаєм, поступово перейшов до політики «в'єтнамізації» — поступовому відході від прямої участі американських військових у бойових діях та забезпеченні їхніх в'єтнамських союзників усім необхідним для перемоги.
Нарешті, втративши понад 57 000 вояків загиблими, сотні тисяч пораненими, зниклими безвісти та полоненими, у 1973 році американці з ганьбою вивели свої війська з В'єтнаму. Через два роки режим Південного В'єтнаму повалився під тиском комуністичних військ і країна, після тридцяти років безперервної війни була об'єднана під владою Хо Ші Міна.
Американська армія зазнала найпотужнішої поразки за усі роки свого існування. З початку 1970-х років Збройні сили США розпочали масштабну реформу свого війська, котра змінила її фундаментально та заклала повносилу основу для майбутнього розвитку на наступні десятиріччя армії нового зразка.

### 1970-1980-ти
Боязнь американської еліти наразиться на збройний конфлікт, який переросте для країни на черговий В'єтнам, стала парадигмою зовнішньої політики Сполучених Штатів у 1970-1980-ти роки. Серед усіх верств американського населення зростала недовіра до армії, військова служба стала надзвичайно непопулярною, й в 1973 році на фоні глибоких реформ Президент Ніксон скасував законодавчу базу про загальний військовий обов'язок усіх громадян Америки. Збройні сили США цілком перейшли на комплектування своїх лав за рахунок добровольців.

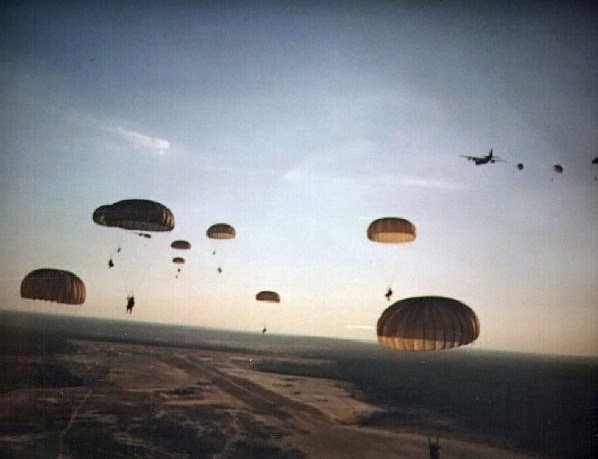
Десантування рейнджерів 75-го полку на Гренаду. Операція «Необхідна лютість». 25 жовтня 1983

#### Вторгнення США в Гренаду
У жовтні 1983 року, на острові Гренада у Карибському морі спалахнули безлади й під загрозою опинились життя багатьох американських громадян, що працювали або відпочивали на острові. Сусідні з Гренадою країни запросили Сполучені Штати про втручання із застосуванням збройного компоненту. Нашвидку руку влаштоване вторгнення американського угруповання, до складу якого входили понад 1 000 осіб найбоєздатніших підрозділів десантників, морських піхотинців, рейнджерів та щойно створених сил спеціальних операцій, провело операцію «Необхідна лютість». Десантне угруповання швидко опанувало усі ключові об'єкти на острові, взяло під свій контроль безпекову ситуацію та захопило декілька сотень військових і цивільних, серед яких були кубинці.

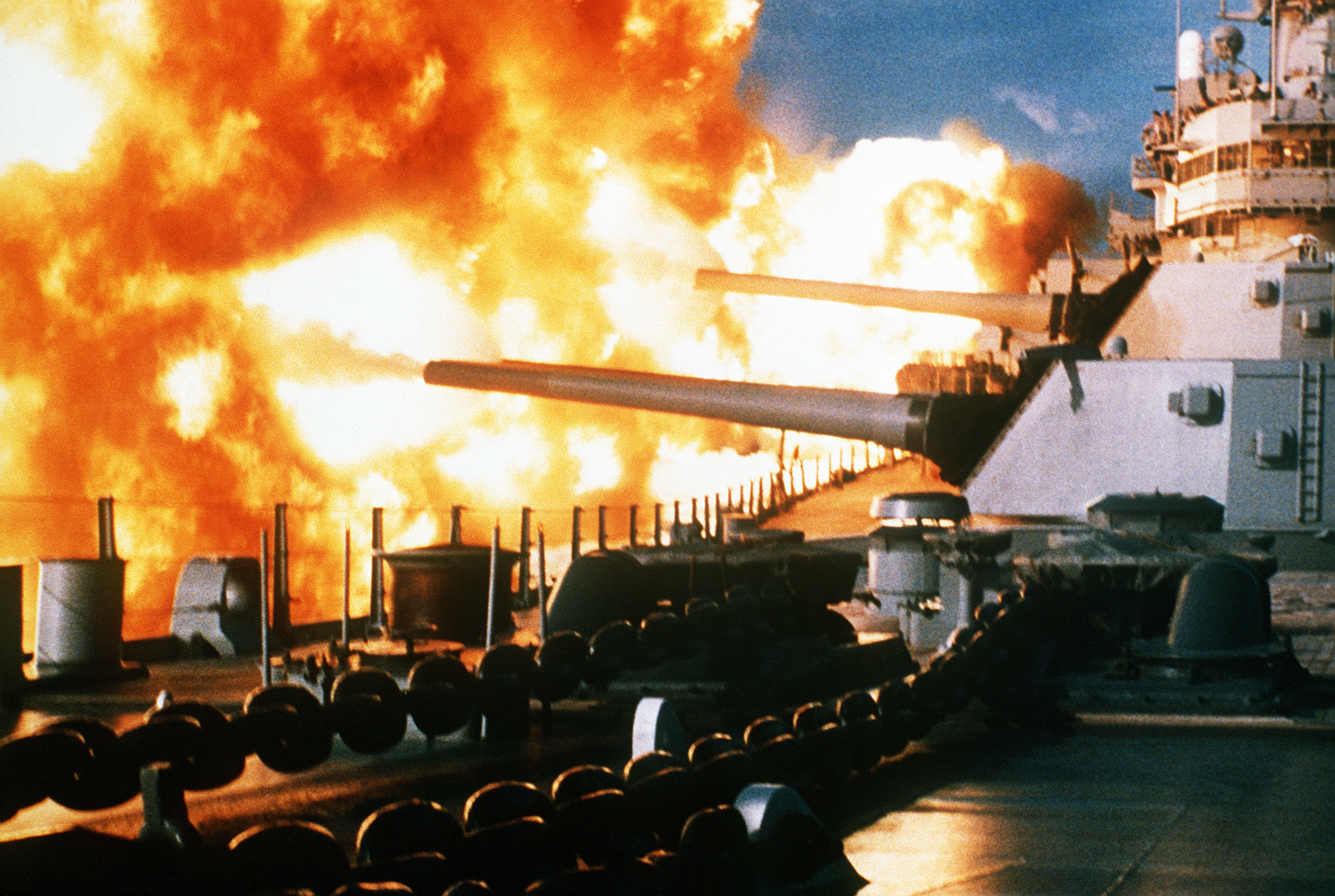
Американський лінкор «Нью-Джерсі» веде вогонь з гармат головного калібру 406-мм Mark 7 16"/50 по позиціях ісламістів у Бейруті. 9 січня 1984

#### Близький Схід
У жовтні ж того ж року відгомін іншого збройного конфлікту, що точився з літа 1982 року на Близькому Сході, вдарив по американських військових, що разом з італійцями та французами діяли на основі резолюції ООН в Лівані. 23 жовтня ісламський терорист-смертник на начиненій 6 тоннами тротилу вантажній машині прорвався крізь огорожу військової бази в Бейруті, підірвався на поблизу казарми з морською піхотою, вбивши 241 американського вояка. Декількома секундами пізніше ще один смертник підірвав себе біля французьких казарм, знищивши 58 французьких солдатів. Ця катастрофа спровокувала залучення флоту США до активних дій, завдаванню ударів по позиціях ісламістів. Але під тиском американських політичних кіл Рональд Рейган віддав наказ на виведення у лютому 1984 року морської піхоти з Лівану.

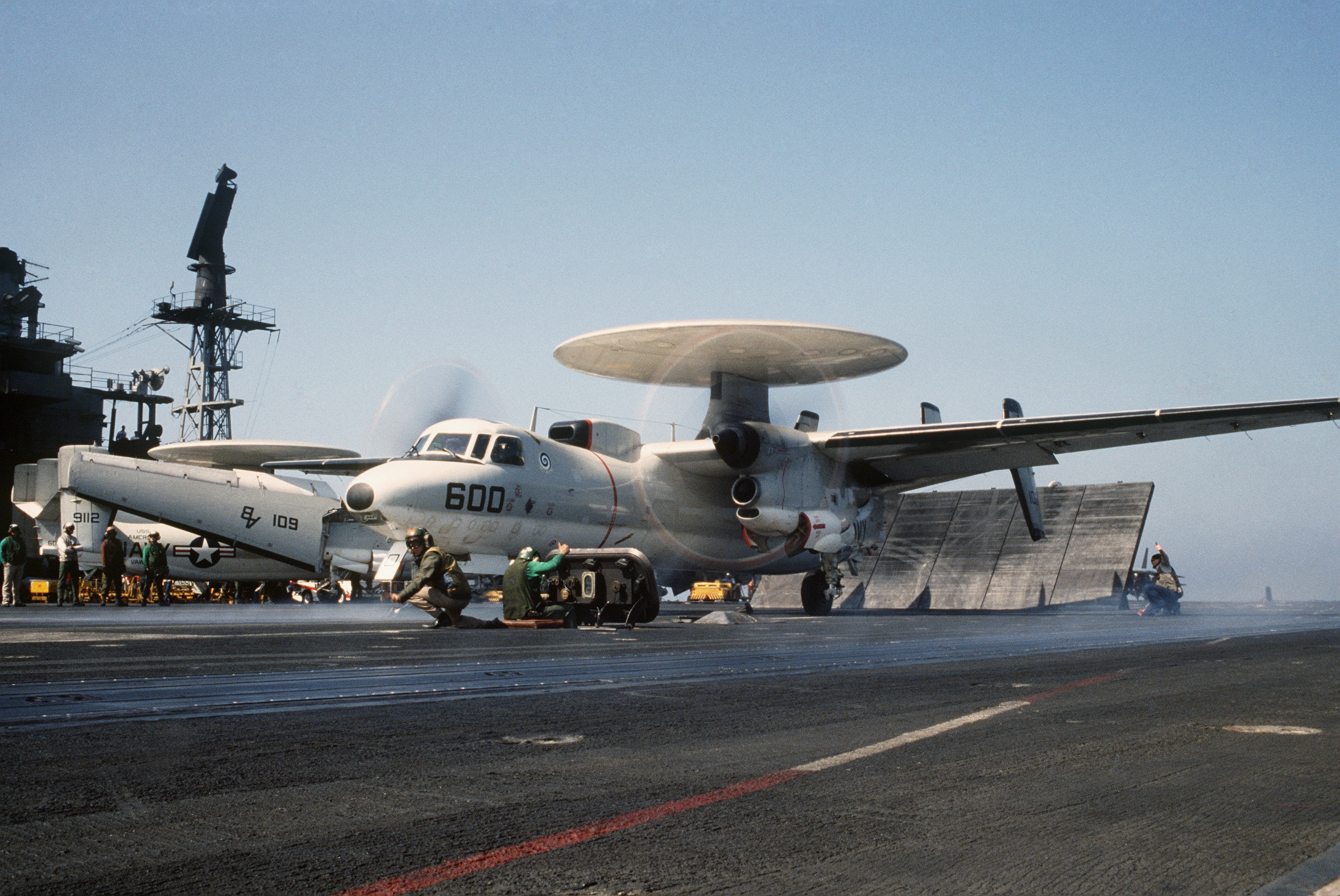
Зліт літака дальнього радіолокаційного стеження E-2C «Гокай» з палуби авіаносця «Америка». Операція «Каньйон Ельдорадо». 17 квітня 1986

#### Лівія
У квітні 1986 року американські збройні сили провели спільну міжвидову військову операцію під кодовою назвою «Каньйон Ельдорадо». Головною метою операції було завдання повітряного удару 15 квітня 1986 року по позиціях лівійських збройних сил та важливих об'єктах Джамахірії, як помста на влаштований Каддафі теракт у Берліні, який призвів до загибелі 45 американських офіцерів і солдатів і ще 15 цивільних осіб на дискотеці.

#### Вторгнення США в Панаму
20 грудня 1989 року розпочали військове вторгнення зі своїх баз, розташованих у зоні Панамського каналу, з метою повалення одного з очільників наркоторговлі в регіоні фактичного диктатора Панами генерала М. Нор'єґи. Американське угруповання швидко подолало незначний опір панамських збройних сил та узяло ситуацію в країні під свій контроль. 3 січня 1990 року М. Нор'єга був захоплений та незабаром відправлений до Сполучених Штатів для дізнання та подальшого ув'язнення в американській тюрмі. В Панамі до влади прийшов демократичний уряд.

### Закінчення Холодної війни

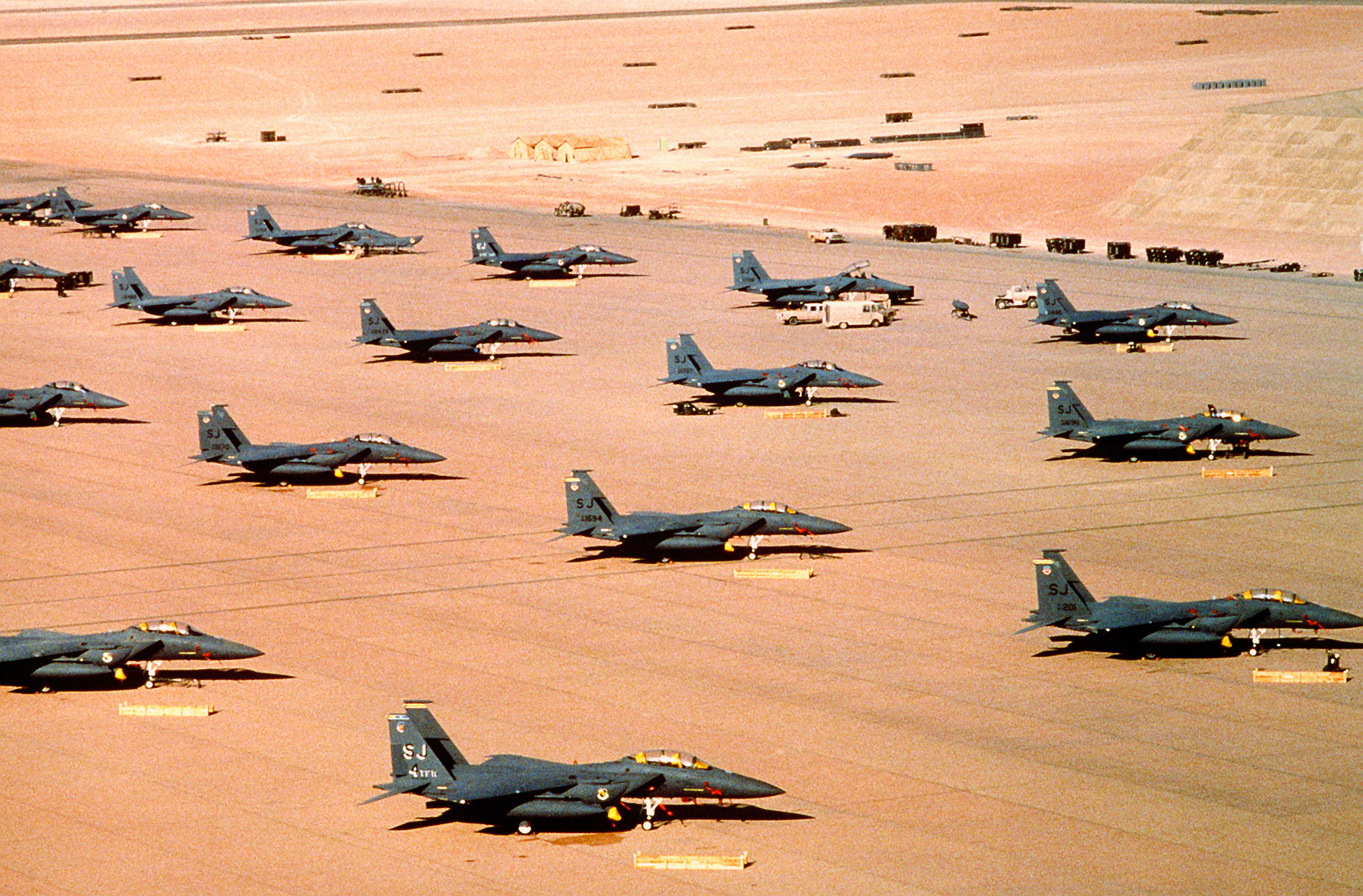
Американські винищувачі F-15E на аеродромі авіабази Сеймур Джонсон у Північній Кароліні. Операція «Щит пустелі». 1991

Наприкінці 1980-х — початку 1990-х років світ зазнав кардинальних змін. Колишні непримиренні вороги, США та СРСР, поступово перейшли до нового формату стосунків, політична напруженість, що могла привести до ядерного конфлікту та загибелі усього людства, поступово спала. Мир став набагато безпечніше. Однак, спокій та стабільність запанували далеко не в усіх регіонах світу.

## Війна в Перській затоці
Літом 1990 року через міждержавні протиріччя між Іраком та Кувейтом, ситуація на Близькому Сході в черговий раз різко загострилась, а 2 серпня іракська армія вдерлась у сусідню країну та згодом оголосила її своєю провінцією. ООН негайно наклало економічні санкції на Ірак, а США проголосили «хрестовий похід» проти Саддама, який грубо порушив міжнародні закони та домовленості. Під гаслом визволення Кувейту від окупації зібралась величезна армія коаліції, що включала сили та засоби від 34 країн світу, які підтримали американців.
У січні 1991 розпочалась операції «Буря в пустелі» — велика битва коаліційних сил проти саддамівських військ.

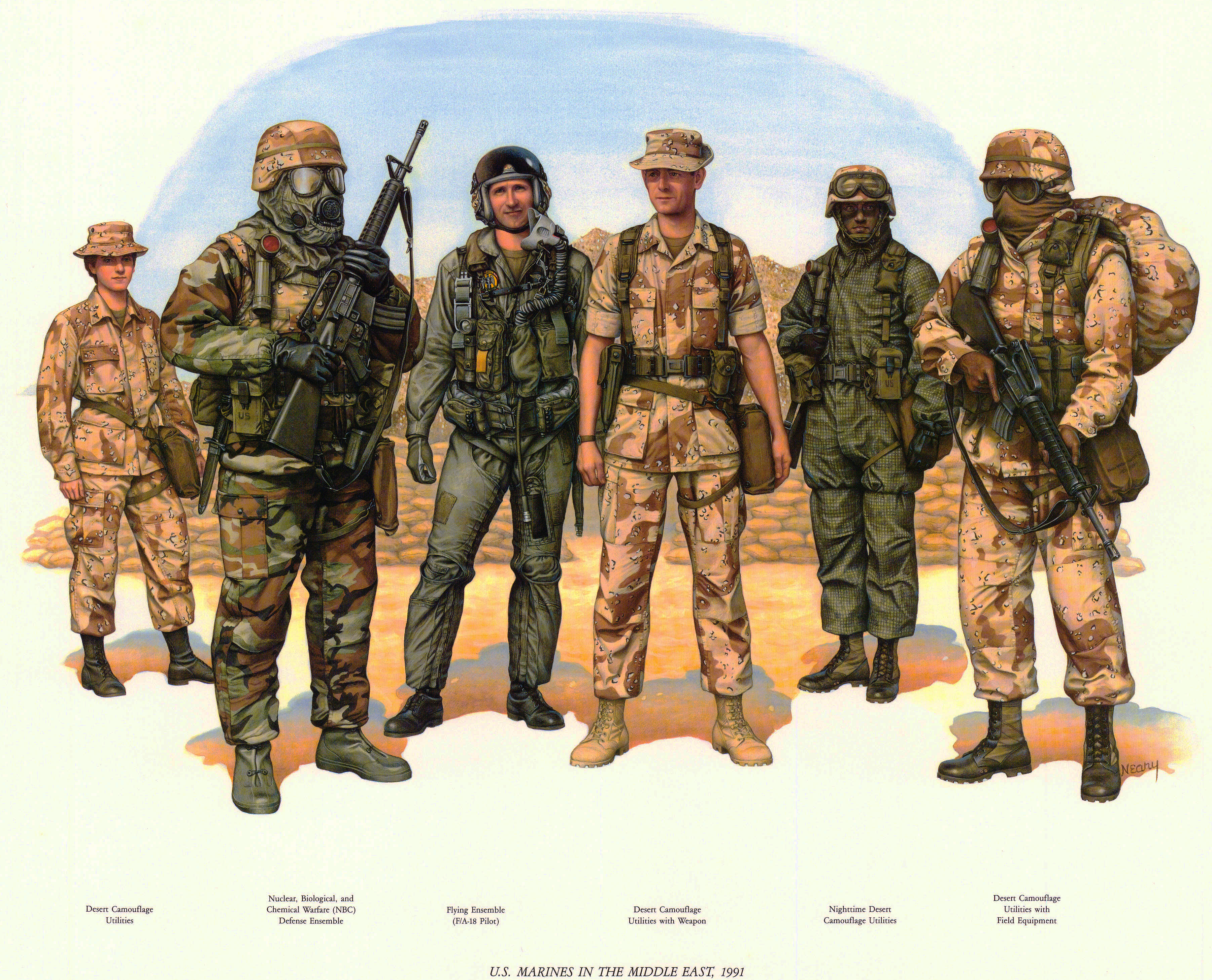
Американські морські піхотинці, що бились у війні в Іраку. 1991

Успішно проведена союзниками наземна операція змусила іракські окупаційні сили відступити з Кувейту, які в подальшому були розгромлені переважаючими силами. Сухопутні війська США не вторгались далеко вглиб ворога. Основні бої носили повітряний та наземний характер, що точились в Іраку, Кувейті та прикордонних областях Саудівської Аравії. По важливих об'єктах та цілях в глибині Іраку діяла союзна авіація та крилаті ракети. У свою чергу Саддам здійснював ракетні обстріли Ізраїлю та Саудівської Аравії. Велику роль у боях зіграли сили спеціальних операцій, в особливості американські та британські.
Союзним військам вдалося завдати нищівної поразки противникові ціною мінімальних власних втрат. США мали загиблими та такими, що вважались зниклими безвісти, менше 300 осіб; однак, так званий «синдром війни в Перській затоці» спричинив колосальних психологічних втрат серед військовослужбовців армії США. Вже після повернення на батьківщину, майже 180 000 американських військових було визнано «постійно недієздатними» внаслідок воєнних дій на Близькому Сході.
Напередодні війни, багато військових експертів прогнозувало, що бойові дії в Іраку спричинять великі людські втрати збройним силам США та їхнім союзникам, а напруга танкових битв у пустелях Месопотамії споріднюватиме битвам часів Другої світової у Південній Африці.

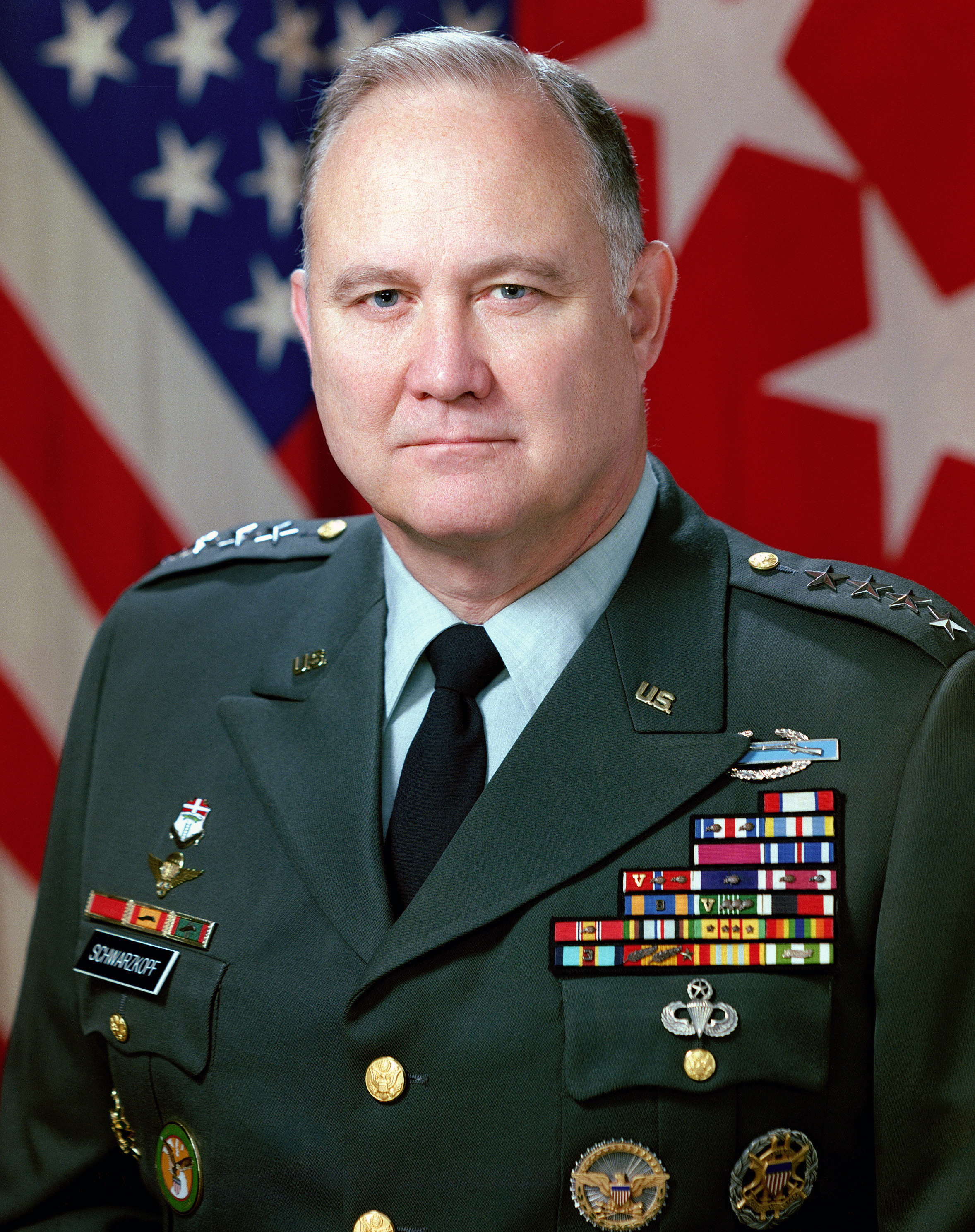
Генерал Норман Шварцкопф (1934—2012)

Дехто з військових аналітиків вважав, що по завершенню півстоліття «проксі війн», позбавлення від постійного остраху щодо можливості ядерної або конвенційної війни в Європі між збройними силами НАТО та Варшавського договору, збройний конфлікт у Перській затоці дасть відповідь, яка філософія ляже в основу подальшої військової стратегії на найближчі десятиріччя.

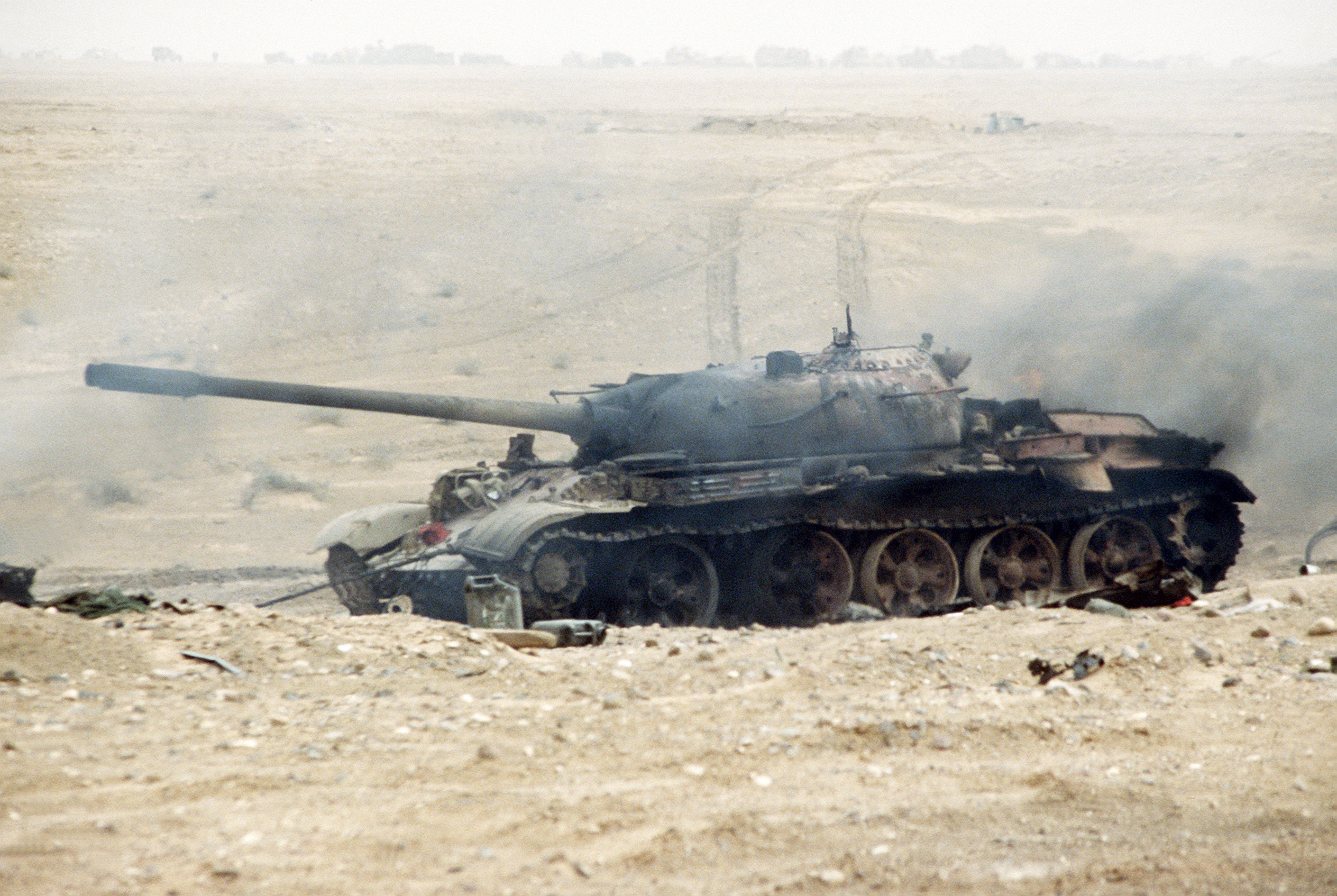
Знищений іракський танк Т-55 поблизу кувейтського кордону. Війна в Перській затоці. 1991

Іракські збройні сили, загартовані 8-річною війною з Іраном, оснащені найсучаснішими зразками наземної та повітряної техніки, становили серйозну силу та були загрозливим противником для Коаліційних сил. Американські збройні сили не мали достатнього та свіжого досвіду ведення наземних операцій стратегічного або навіть оперативного розмаху з часів виведення з В'єтнаму. Усе набуте за ці 20 років, доктрини, озброєння, оснащення та технології, і в цілому парадигма воєнних дій американською стороною не тестувалась на полях битв.
Однак, в цілому битва із самого початку була асиметричною. Беззаперечно, технологічне перевага США над противником була колосальною та критично важливою у війні, але не слід забувати, що швидкість і рівень катастрофи з якими іракська армія рухнула під ударами американських військ були вражаючими. Немаловажним стало те, що іракське вище військове керівництво продемонструвало вкрай низькі здібності в управлінні своїми військами, слабкий моральний дух армії став наслідком ганебного та некомпетентного керівництва з боку генералітету.
17 січня 1991 року, завдавши нищівного удару по системі пунктів управління та об'єктах і засобах протиповітряної оборони, коаліційні війська опанували повітря. За кілька лічених днів іракські повітряні сили були майже повністю знищені й припинили існування, за винятком декількох десятків літаків, що втекли до Ірану, де були інтерновані.

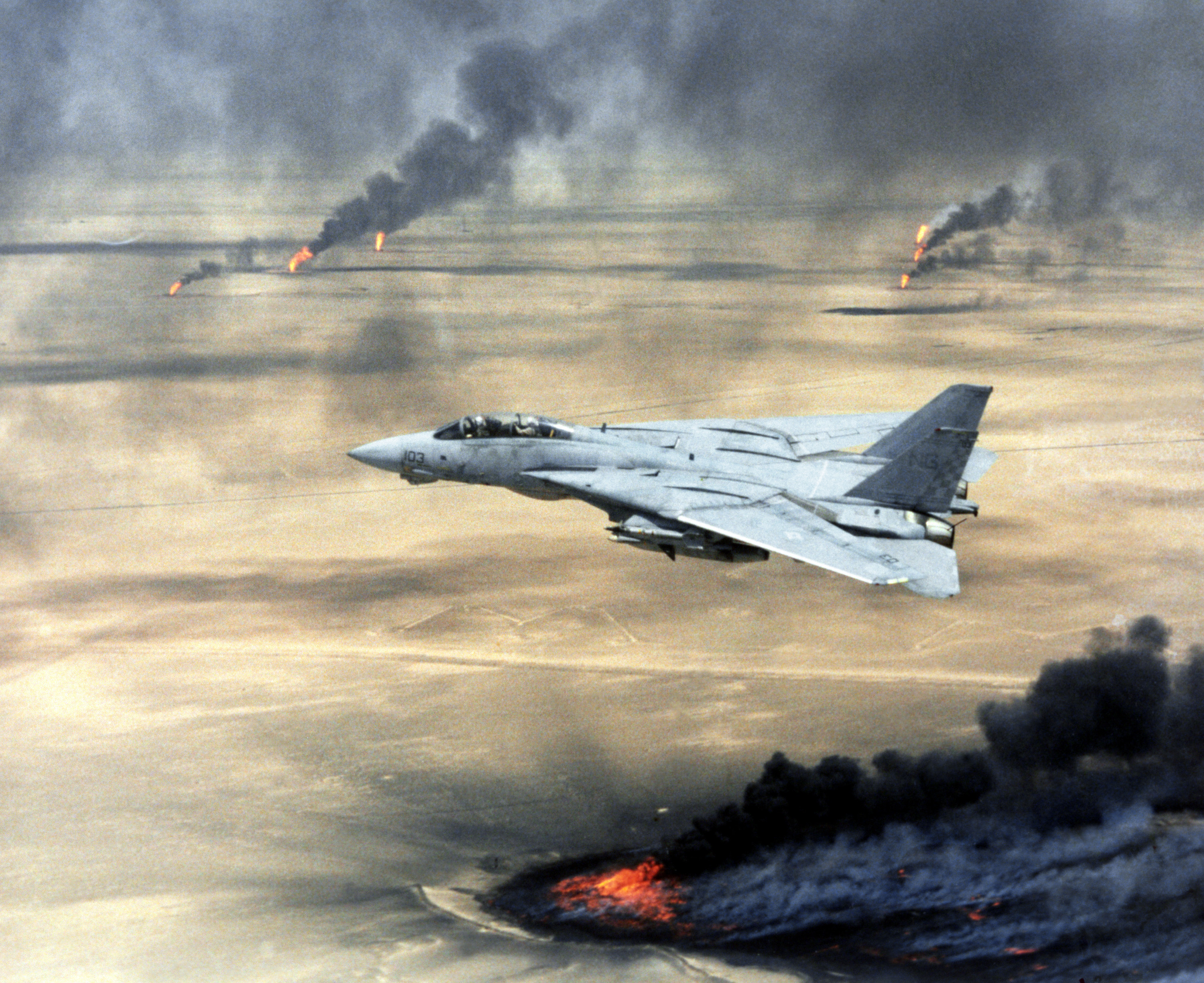
Винищувач F-14 «Томкет» летить понад палаючими нафтовими свердловинами Кувейту. Війна в Перській затоці. 1 лютого 1991

Приголомшлива перевага американців у високих технологіях, як-то літаки «стелс», прилади інфрачервоного випромінювання, швидко перетворили війну в повітрі на «стрільбу в тирі». Одночасно, на землі, будь-яку одиницю бронетехніки, як тільки двигун починав випромінювати тепло, негайно виявляла та атакувалаи штурмова авіація США. Наземні станції протиповітряної оборони швидко знищувались ударами з повітря літаками («wild weasel»), оснащеними протирадіолокаційними ракетами.
За шість тижнів уся іракська авіація зазнала нищівного розгрому, усі її літаки та вертольоти були збиті, а сухопутні війська лишились без прикриття.
24 лютого 1991 року з початком наземної фази операції «Буря в пустелі» іракська армія вже практично не чинила опір, багато з її формувань попросту капітулювали перед невеликими силами противника. За 100 годин Коаліція визволила Кувейт та захопила під свій контроль більшість південного Іраку.
Президент США Дж. Буш віддав наказ про припинення вогню та початок переговорів з урядом С. Хуссейна про завершення бойових дій і мирну угоду.
Після початку переговорів, американські, британські та французькі війська оголосили у північній та південній частинах країни зони заборонені для польотів військової авіації. Разом з цим, іракські літаки часто порушували ці вимоги та відповідно зазнавали атак союзних Повітряних сил. Зони, заборонені для польотів, проіснували до нового конфлікту, який спалахнув у 2003 році.

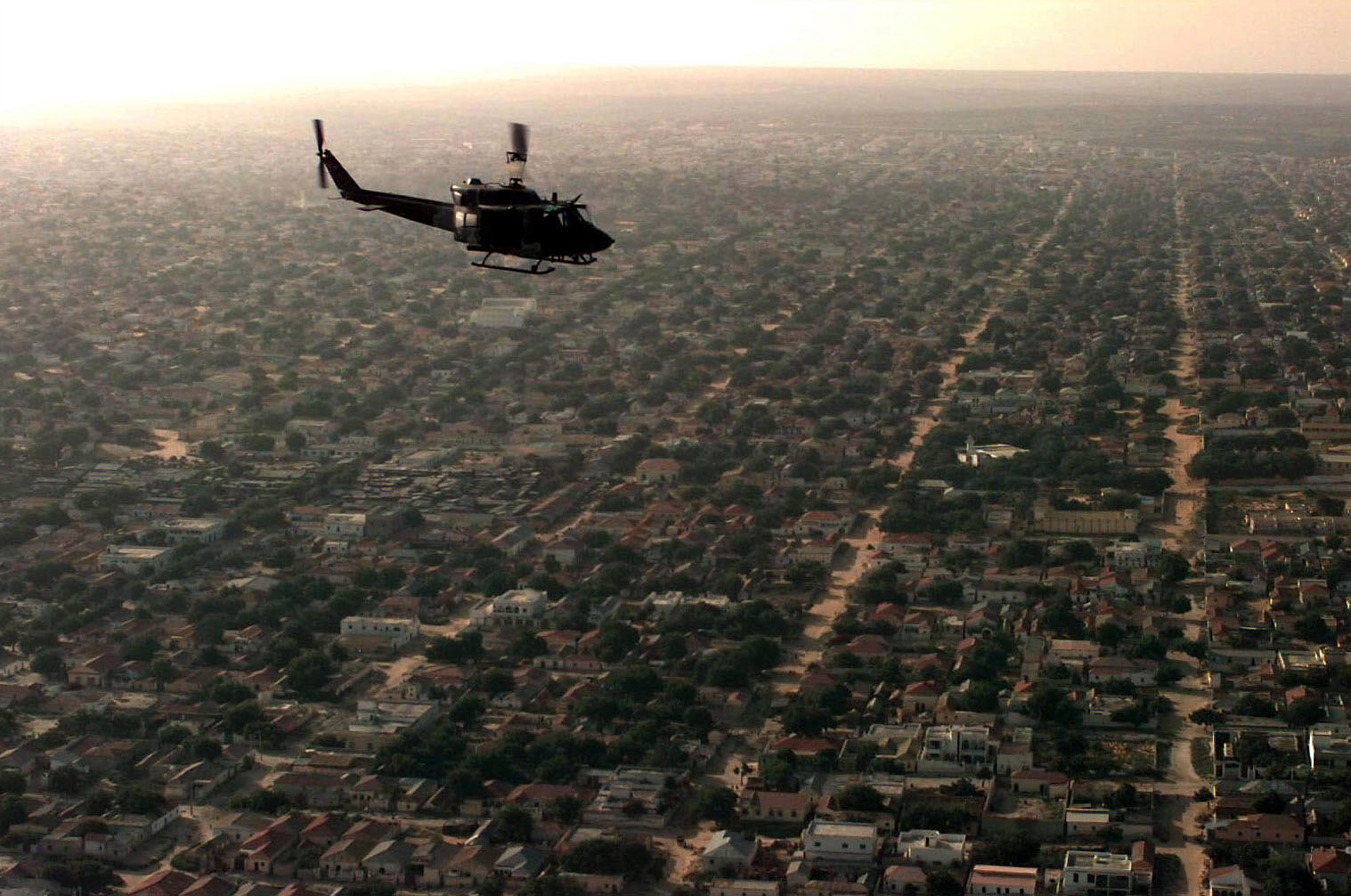
Вид на Могадішо з повітря на тлі гелікоптера UH-1 «Ірокез» Корпусу морської піхоти США, 1 грудня 1992

## Громадянська війна в Сомалі
У 1992 році війська ООН розпочали миротворчу операцію в Сомалі, де спалахнула громадянська війна, що призвела до колосальних втрат серед цивільного населення. Американські війська увійшли до складу миротворчого компоненту з різних країн світу, проте, через гостре загострення обстановки в регіоні у 1993 році ввели на посилення свої спецпідрозділи «Дельта» і рейнджерів для проведення спеціальних операцій. Однім з головних завдань сил спеціальних операцій було захоплення Мохамеда Фараха Айдіда — одного з сомалійських польових командирів, війська якого скоїли вбивство 24 пакистанських миротворців.
У жовтні 1993 року в ході операції «Готичний змій» у центрі Могадішо американські спецпідрозділи зухвалим нальотом спробували захопити декількох ключових фігур в організації Айдіда. Внаслідок бою, що перетворився на величезну битву, американці втратили 18 своїх солдатів, ще декілька десятків дістали поранень. І хоча сомалійські повстанці втратили від 1 000 до 1 500 осіб у ході бойовища, демонстрація телебаченням США кадрів, де тіло загиблого американського вояка тягають скрізь натовп по вулицях охопленого війною міста, призвело до великого обурення американської спільноти. Інцидент набув такого негативного наголосу, що президент Б. Клінтон незабаром віддав наказ на виведення своїх військ з країни. Більш того, ця подія вплинула на парадигму поведінки американців на свою участь у миротворчих операціях у подальшому. Масштаби участі збройних сил США в операціях такого плану різко скоротилися, й уряд країни дуже неохоче дивився на діяльність своїх підрозділів у місіях ООН.
Події жовтня 1993 року знайшли відображення у книзі «Падіння Чорного яструба», а також в однойменному фільмі Р. Скотта, що вийшов на великі екрани у 2001 році.

## Операція «Підтримка демократії»

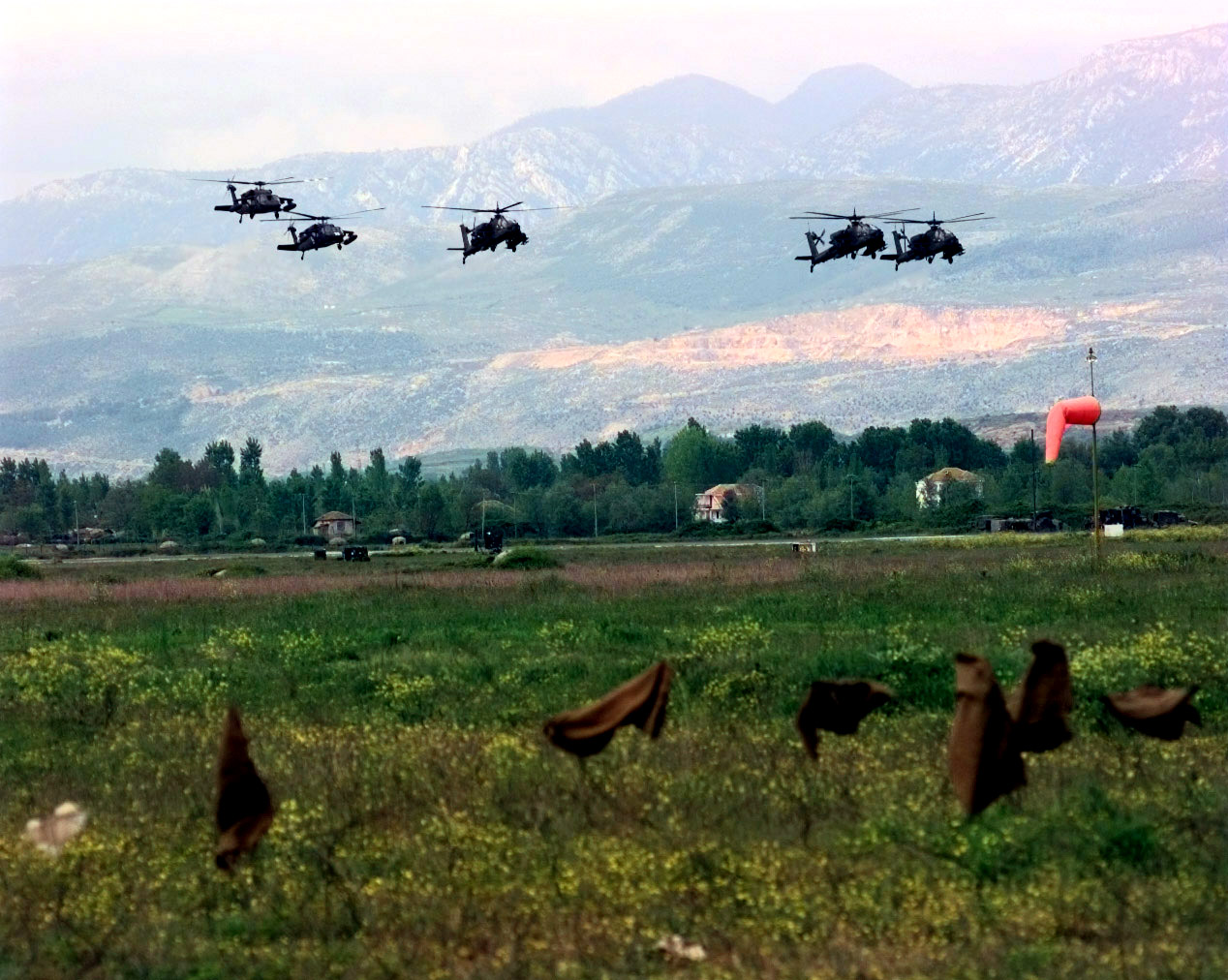
Американські вертольоти UH-60 «Блек Хок» і AH-64 «Апач» приземляються на аеродром у Косово. Косовська війна. 1999

19 вересня 1994 року американський військовий компонент здійснив інтервенцію до острівної республіки Гаїті, намагаючись відновити владу законно обраного президента Жана-Бертрана Арістіда, якого скинула хунта. Дії американських військ були санкціоновані резолюцією ООН № 940 від 31 липня 1994 року.

## Югославські війни
У середині 1990-х років американські збройні сили були активно залучені до збройного конфлікту на Балканах, коли повалилась Югославська Федерація. США брали участь у силах НАТО, що діяли в Боснії та Герцеговині в рамках операції «Об'єднані зусилля».
З 24 березня по 9 червня 1999 року авіація Сполучених Штатів залучалась до бомбардування Югославії на фоні Косовської війни, а згодом американська армія увійшла до багатонаціональних сил КФОР, що узяли під свій контроль ситуацію в колишній сербській провінції Косово.

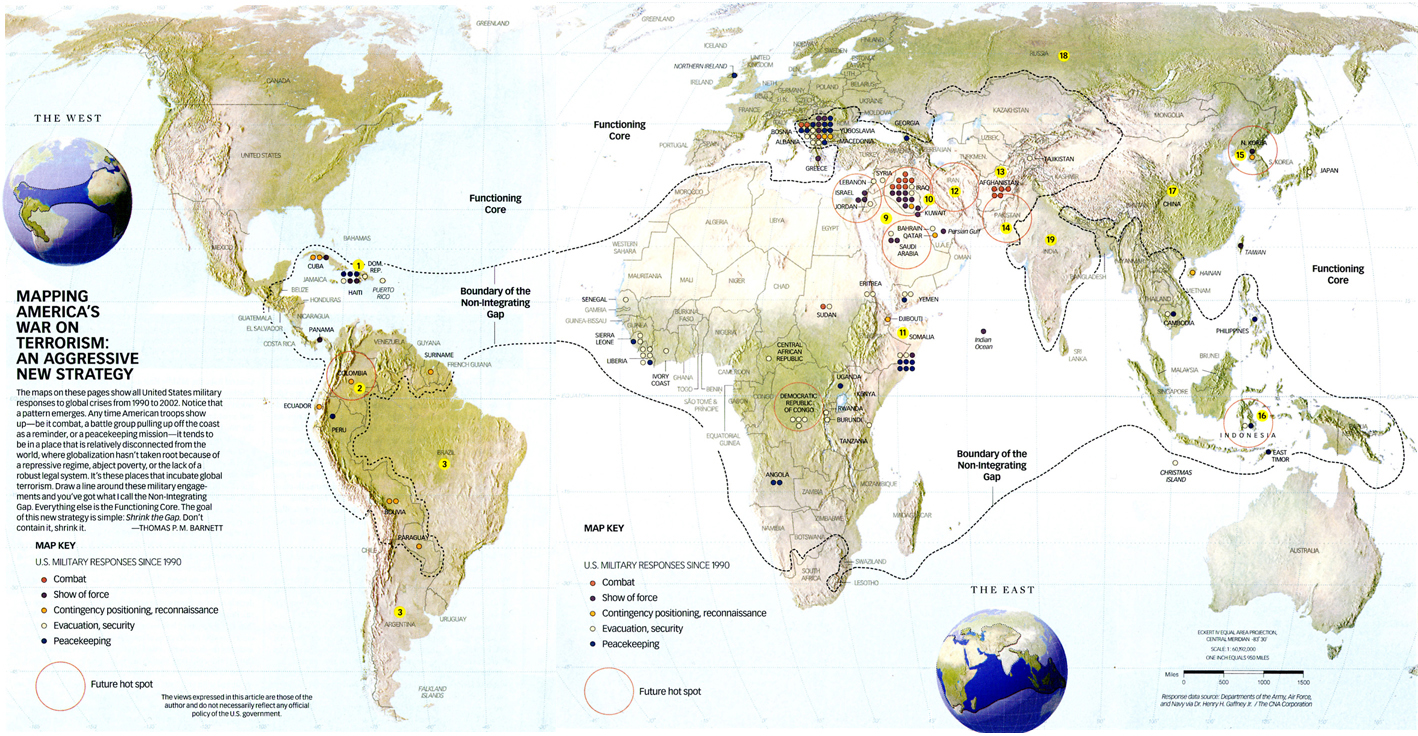
Карта участі збройних сил США У Глобальній війні проти тероризму

## Глобальна війна з тероризмом
Терористичний акт 11 вересня 2001 року кардинально змінив геополітичну ситуацію у світі й особливо ставлення США до боротьби з тероризмом. Уряд країни оголосив війну терору й за підтримки багатьох держав світу розпочав низку антитерористичних операцій в глобальному масштабі. Американські військові діяли на Близькому Сході, на Філіппінах, у Південній Америці, на Африканському розі, у Західній Сахарі та ще в багатьох регіонах, намагаючись нейтралізувати міжнародні терористичні групи та рухи (переважно ісламських екстремістів, зокрема Аль-Каїди), а також ліквідувати загрозу з боку країн-ізгоїв, що спонсорували та підтримували такі терористичні осередки.

### Війна в Афганістані
Першою та наймасштабнішою військовою операцію, яку розпочали американські збройні сили відразу після трагедії 11 вересня, стало військове вторгнення до Афганістану. Коаліція країн на чолі з США розпочало військову операцію з повалення режиму Талібану, що керував радикальною країною, та ліквідації мережі польових і навчальних таборів, пов'язаних з Аль-Каїдою. Хід ведення операції «Непохитна свобода» навіч продемонстрував зростаючу роль сил спеціальних операцій, як найважливішого інструменту ведення воєнних дій в умовах сьогодення.

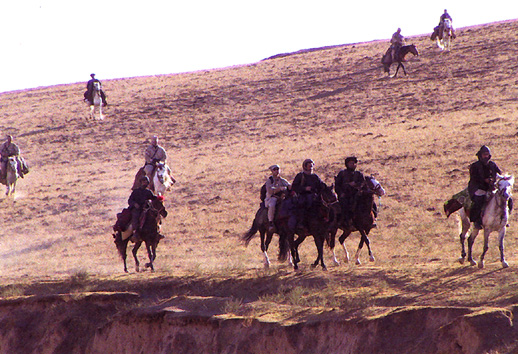
Оператори спецоперацій армії та бойові контролери на конях з афганськими моджахедами Північного Альянсу. 12 листопада 2001

### Філіппіни
У січні 2002 року Сполучені Штати відправили понад 1 200 воїнів, чисельність яких поступово зросла до 2 000 для підтримки філіппінських збройних сил, що змагалися з однією з гілок Аль-Каїди, з рухом Абу Сайяфа. Бойові та спеціальні дії розгорнулись переважно на території філіппінських островів Сулу, де терористи й їхні прибічники користувались підтримкою місцевого мусульманського населення.

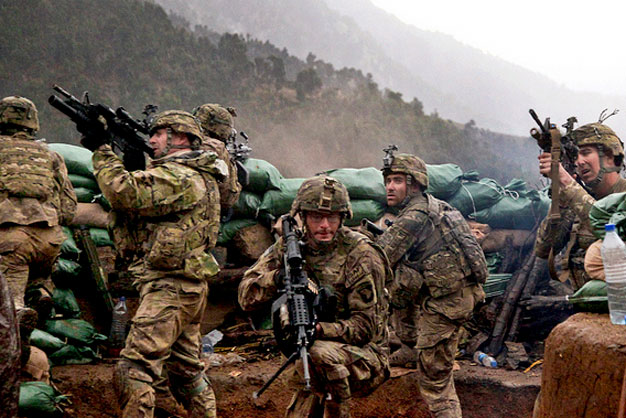
Підрозділ американських десантників 101-ї дивізії веде бій з афганськими моджахедами. Кунар. 18 квітня 2011

### Війна в Іраку
У березні 2003 року об'єднане коаліційне угруповання союзних військ (250 000 американських, 45 000 британських, 2 000 австралійських та 200 польських воїнів) вторглось до Іраку. З півночі ці сили підтримували озброєні загони курдської міліції, які налічували понад 50 000 вояків. Бойові дії регулярних військ тривали протягом трьох тижнів, доки влада С. Хусейна та його партії Баас не була повалена. Колишній диктатор С. Хусейн був захоплений у полон та за вироком іракського суду страчений 30 грудня 2006 року. Протягом наступних років окупаційні сили багатьох країн під проводом США намагались врегулювати безпекову ситуацію в Іраку і вели боротьбу проти повстанських формувань різних релігійних та радикальних течій, надаючи можливість обраному народом Іраку уряду встановити мир у цій країні. Хоча Президент США Дж. Буш постійно стверджував, що війна в Іраку є основним осередком боротьби в глобальній війні з терором, воєнні дії американської армії в Іраку зазнали колосальної критики з боку світової та американської спільноти.

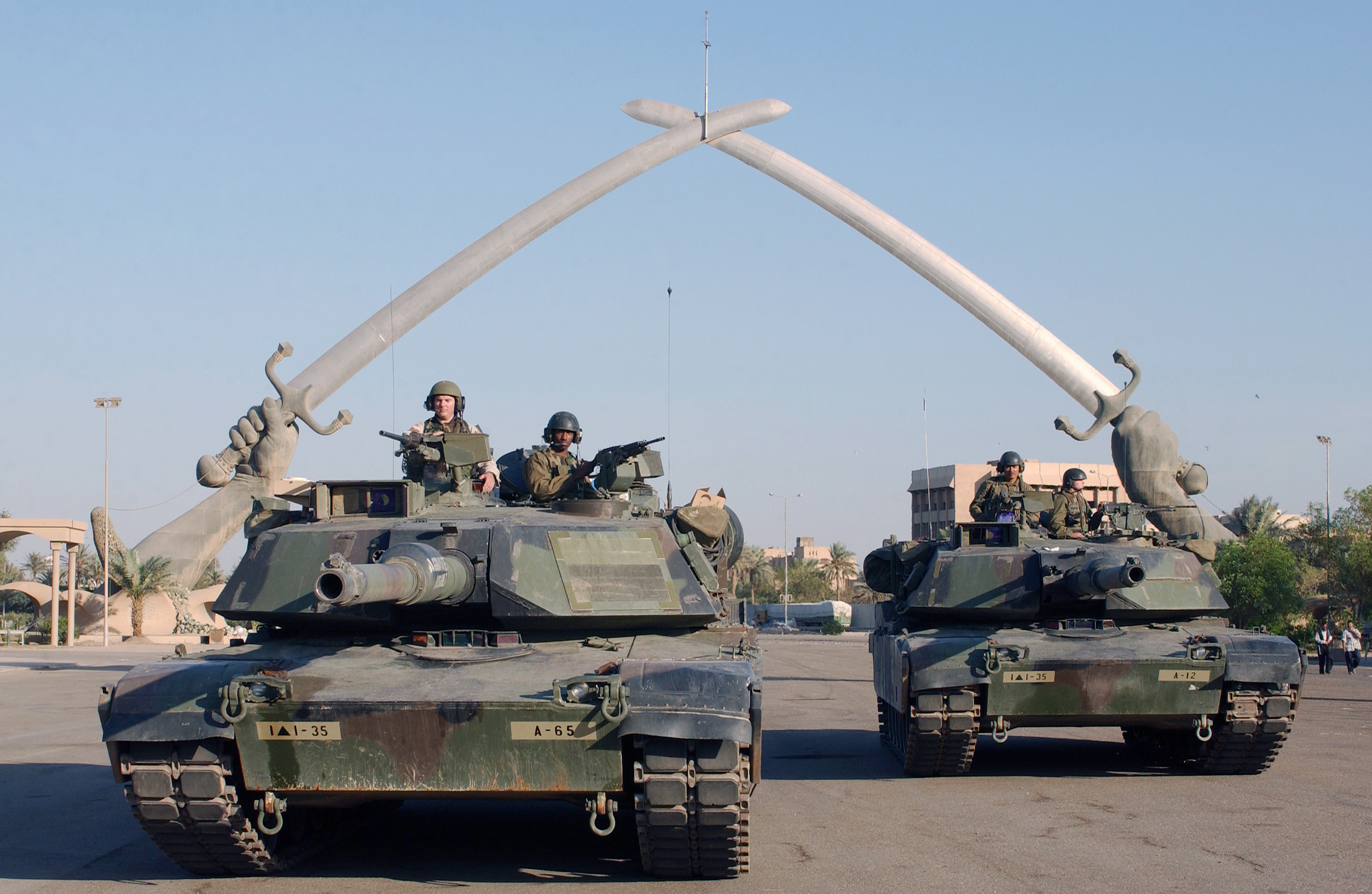
Американські танки M1 Abrams у Багдаді. 2003

Після дев'яти років запеклих боїв, у 2011 році, після того, як американські війська втратили майже 4 500 своїх солдатів, уряд США вивів останні військові підрозділи регулярних сил з країни, однак загальна безпекова ситуація в Іраку залишалась вкрай вибухонебезпечною.

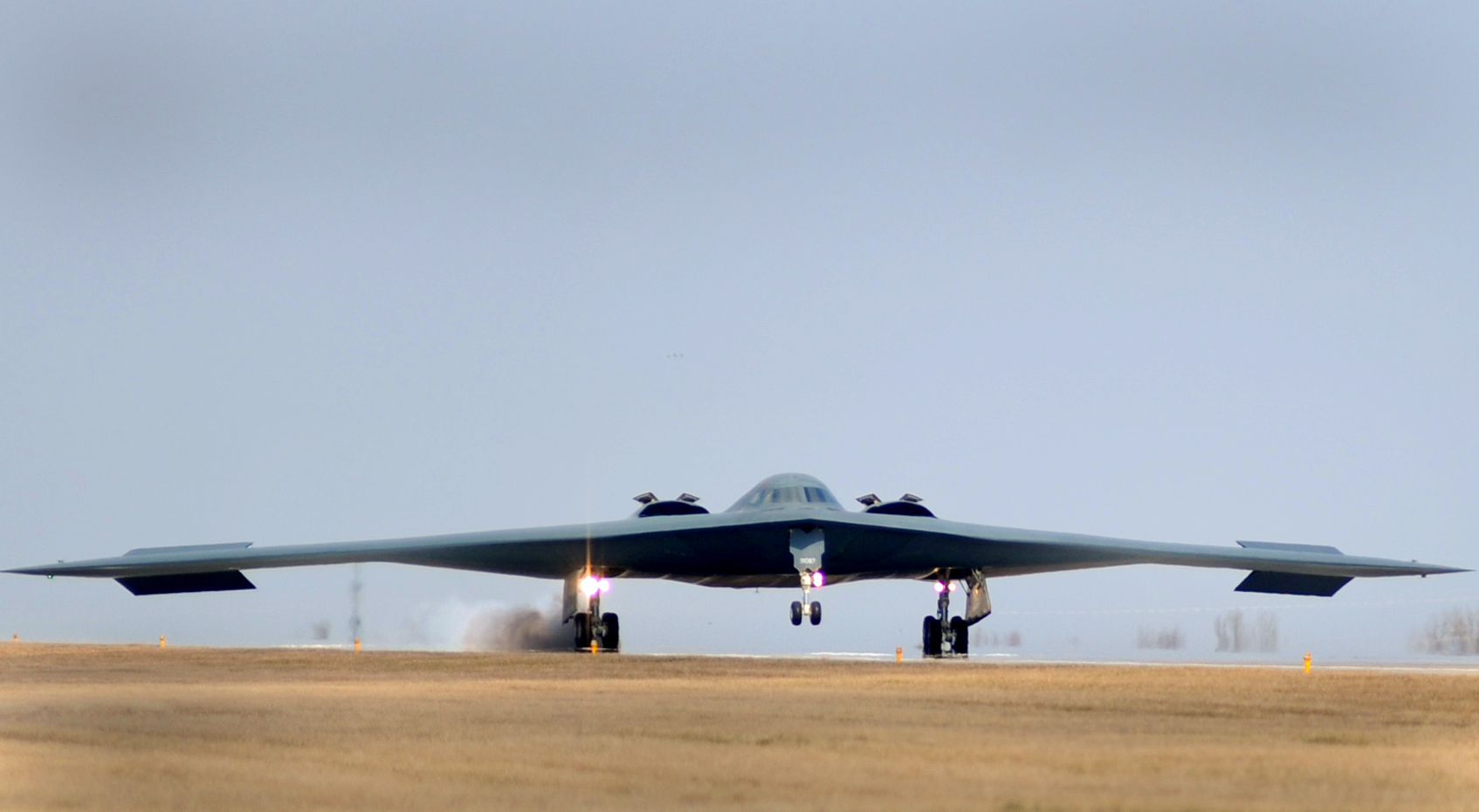
Стратегічний бомбардувальник B-2 «Спіріт» після бомбардування лівійських позицій. 2011

## Громадянська війна в Лівії
У 2011 році в Лівійській Джамахірії спалахнула громадянська війна, рівень жорстокості протистояння між повстанцями та регулярними силами диктатора М. Каддаффі набув небувалого розмаху. Рада Безпеки ООН прийняла резолюцію № 1973, якою визначалась заборона прольоту авіації над країною. США, Велика Британія, Франція та ще декілька країн утворили коаліційні сили для примушення режиму М. Каддафі до миру. 19 березня 2011 року американські та британські бойові кораблі завдали першого удару 114 ракетами «Томагавк» по важливих об'єктах системи ППО лівійської армії. У цьому протистоянні американські збройні сили грали другорядну роль, застосовуючи переважно власні логістичні спроможності та інші допоміжні функції, намагаючись уникнути глибокого занурення у воєнні дії.